# Historia de Japón
La historia de Japón (日本の歴史 o 日本史 Nihon no rekishi / Nihonshi?) es la sucesión de hechos acontecidos dentro del archipiélago japonés. Algunos de estos hechos aparecen aislados e influenciados por la naturaleza geográfica de Japón como nación insular, en tanto que otra serie de hechos, obedece a influencias foráneas como en el caso del Imperio chino, el cual definió su idioma, su escritura y, también, su cultura política. Asimismo, otra de las influencias foráneas fue la de origen occidental, lo que convirtió al país en una nación industrial, ejerciendo con ello una esfera de influencia y una expansión territorial sobre el área del Pacífico. No obstante, dicho expansionismo se detuvo tras la Segunda Guerra Mundial y el país se posicionó en un esquema de nación industrial con vínculos a su tradición cultural.
La aparición de los primeros habitantes humanos en el archipiélago japonés data del Paleolítico aproximadamente 35 000 años atrás. Entre los años 11 000 y 500 a. C. dichos habitantes desarrollaron un tipo de cerámica, llamado «Jōmon», considerada la más antigua del mundo. Posteriormente apareció una cultura conocida como «Yayoi», que utilizaba herramientas de metal y cultivaba arroz. En ella existían varios cacicazgos, aunque sobresaldría el de Yamato. En siglos posteriores los gobernantes de Yamato afianzaron su posición y comenzaron a expandirse por el archipiélago bajo un sistema centralizado, doblegando a las diversas tribus existentes, alegando su descendencia divina. Al mismo tiempo, el gobierno central comenzó a asimilar costumbres de Corea y de China. La rápida imposición de tradiciones foráneas produjo una tensión en la sociedad japonesa y en el año 794 la corte imperial fundó una nueva capital, Heian-kyō (actual Kioto), dando origen a una cultura propia altamente sofisticada proveniente de la aristocracia. No obstante, en las provincias el sistema centralizado fue un fracaso y se inició un proceso de privatización de tierras, dando como consecuencia un colapso de la administración pública y la ruptura del orden público. La aristocracia comenzó a necesitar la ayuda de guerreros para la protección de sus propiedades, dando origen a la clase samurái.
Minamoto no Yoritomo asumió en 1192 el liderazgo de Japón, instaurando la figura del shogunato como una institución militar permanente que gobernaría de facto durante casi 700 años. El estallido de la Guerra Ōnin en 1467 provocó una cadena de guerras que se extendieron por Japón, periodo que culminó en 1573, cuando Oda Nobunaga comenzó a unificar el país, pero no pudo terminar la tarea debido a que fue traicionado por uno de sus principales generales. Toyotomi Hideyoshi vengó su muerte y culminó la unificación en 1590. A su muerte, el país volvió a dividirse en dos bandos, los que apoyaban a su hijo Hideyori y los que apoyaban a uno de los daimyō principales, Tokugawa Ieyasu. Ambos bandos se enfrentaron durante la batalla de Sekigahara, de la cual Ieyasu salió con la victoria, siendo nombrado oficialmente shōgun en 1603, instaurando el shogunato Tokugawa. El período Edo se caracterizó por ser pacífico, y por la decisión de cerrar las fronteras para evitar el contacto con el exterior. El aislamiento terminó en 1853 cuando el comodoro Matthew Perry obligó a Japón a abrir sus puertas y firmar una serie de tratados con las potencias extranjeras (llamados «Tratados Desiguales»), lo que ocasionó malestar entre algunos samuráis, quienes apoyaron al emperador para que retomara su protagonismo en la política.
El último shōgun Tokugawa renunció en 1868, dando comienzo a la era Meiji, llamada así en honor al emperador reinante que asumió el poder político. Se inició la modernización del país abandonando el sistema feudal y el de los samurái, la capital fue trasladada a Tokio, se inició un fuerte proceso de occidentalización y Japón emergería como el primer país asiático industrializado. Surgió un proceso de expansionismo territorial hacia naciones vecinas, lo que los llevó a enfrentarse militarmente al Imperio ruso y al Imperio Chino. A la muerte del emperador Meiji, Japón se había convertido en un estado moderno, industrializado, con un gobierno central y como potencia dentro de Asia, rivalizando con Occidente. Hubo una explosión social debido al crecimiento económico y poblacional y comenzó a ganar terreno el extremismo político y hacia la década de 1930 se aceleró la expansión militar, confrontando con China por segunda vez. Tras el estallido de la guerra en Europa, Japón aprovechó la situación para la anexión de otras zonas de Asia. Durante el año 1941 las relaciones diplomáticas entre Japón y los Estados Unidos eran tensas, ya que el presidente estadounidense Franklin Delano Roosevelt había bloqueado los suministros petrolíferos a Japón y había congelado todos los créditos japoneses en los Estados Unidos. El 7 de diciembre de 1941 Japón atacó Pearl Harbor, con lo que este país entró a la Segunda Guerra Mundial como parte de las «Potencias del Eje». A pesar de una serie de victorias iniciales, derrotas frente a los Aliados en batallas como la de Midway cambiaron los papeles en el escenario del Pacífico. Después de los terribles bombardeos atómicos sobre Hiroshima y Nagasaki Japón presentó su rendición incondicional, por lo que estuvo ocupado por fuerzas estadounidenses, las cuales desmantelaron el ejército, liberaron las zonas ocupadas, el poder político del Emperador fue suprimido y el primer ministro sería elegido por el parlamento.
En 1952 Japón recuperó su soberanía tras la firma del Tratado de San Francisco y creció económicamente con la ayuda de la comunidad internacional. Políticamente, el Partido Liberal Democrático, de tendencia conservadora, estuvo gobernando de manera casi ininterrumpida durante la posguerra. Con el inicio de la era Heisei, Japón sufrió una recesión económica en la década de 1990 y socialmente se enfrentó a un descenso de la natalidad y al rápido envejecimiento de la población. En los primeros años del siglo XXI, Japón ha comenzado a reformar las prácticas que regían desde la posguerra a la sociedad, al gobierno y a la economía.

## Periodización
Para su estudio, la historia de Japón se divide en grandes períodos en términos de producción artística y desarrollos políticos importantes. La clasificación suele variar dependiendo del criterio del autor, además de que muchos de ellos pueden ser subdivididos. Por otro lado, también existen divergencias en cuanto al principio y final de algunos de estos periodos. La clasificación realizada por el arqueólogo Charles T. Keally es la siguiente:
| Períodos históricos en la arqueología japonesa | Períodos históricos en la arqueología japonesa | Períodos históricos en la arqueología japonesa |
| ---------------------------------------------- | ---------------------------------------------- | ---------------------------------------------- |
| Prehistoria                                    | Paleolítico                                    | 50/35 000-13/9500 a. P.                        |
| Jōmon                                          | 13/9500-2500 a. P.                             |                                                |
| Yayoi                                          | 500 a. C.-300                                  |                                                |
| Kofun                                          | 300-710                                        |                                                |
| Antigua (古代 Kodai?)                          | Nara                                           | 710-794                                        |
| Heian                                          | 794-1185                                       |                                                |
| Medieval (中世 Chūsei?)                        | Kamakura                                       | 1185-1392                                      |
| Muromachi                                      | 1392-1573                                      |                                                |
| Moderna temprana o Premoderna (近世 Kinsei?)   | Azuchi-Momoyama                                | 1573-1600                                      |
| Edo                                            | 1600-1868                                      |                                                |
| Moderna (近代 / 現代 Kindai / Gendai?)         | Meiji                                          | 1868-1912                                      |
| Taishō                                         | 1912-1926                                      |                                                |
| Shōwa                                          | 1926-1989                                      |                                                |
| Heisei                                         | 1989-2019                                      |                                                |
| Reiwa                                          | 2019-presente                                  |                                                |

### Eras japonesas
Los nengō (年号?) suponen otra división de su historia según el emperador reinante. El sistema de clasificación por eras se basa en el nombre del emperador, seguido por el año correspondiente a su mandato. Por ejemplo, 1948 corresponde al año Shōwa 23. En Japón actualmente se utiliza tanto el calendario Gregoriano como el sistema de nengō, aunque este sistema es rara vez utilizado en la bibliografía occidental.

## Historia

### Período paleolítico en Japón

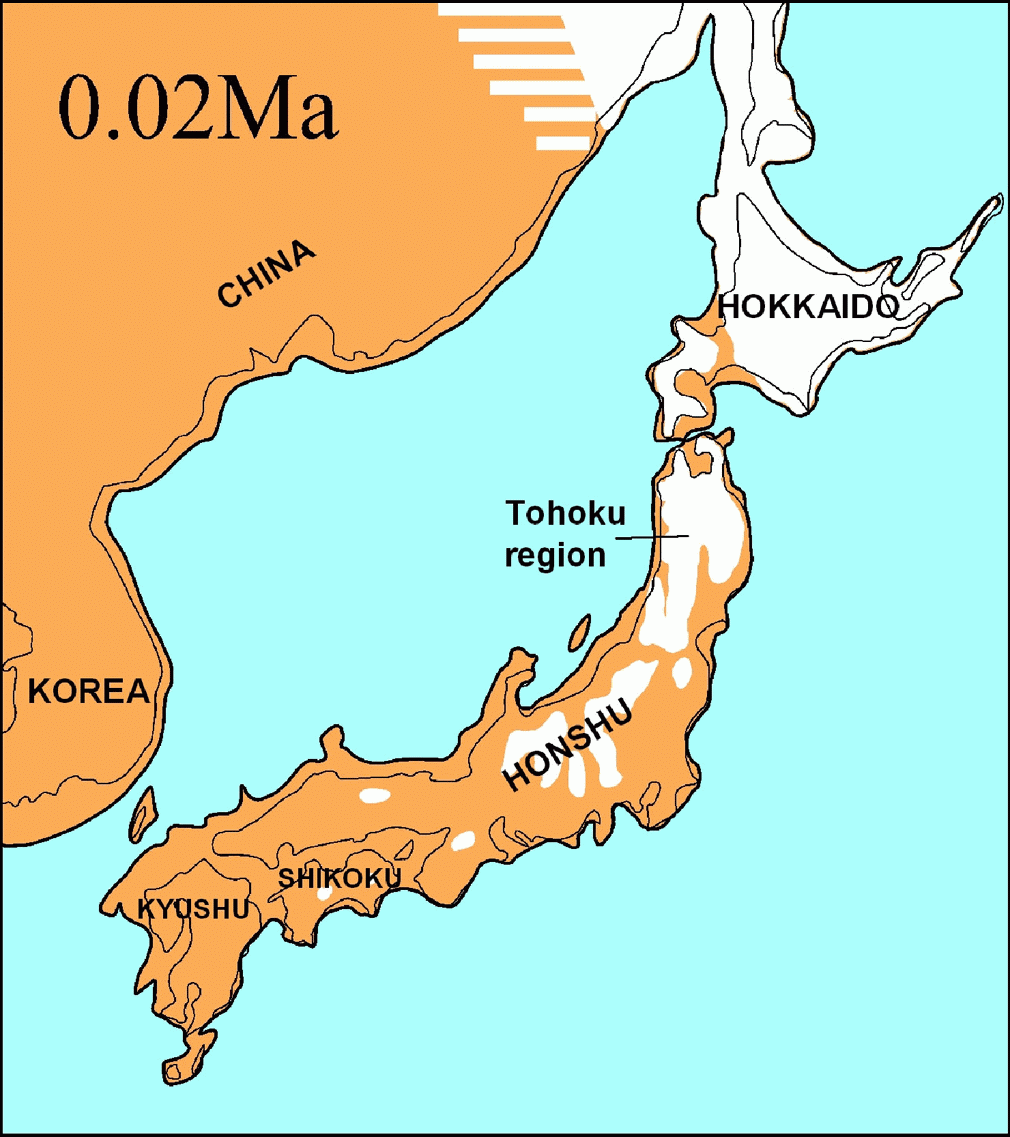
Japón durante la última glaciación (hace 20 000 años). Las zonas en naranja son tierra sobre el nivel del mar y las zonas en blanco son áreas con nieves perpetuas.

Por definición, el período paleolítico en Japón finalizó con la aparición de las primeras técnicas de cerámica, al final del último periodo glacial, hace 13 000-10 000 años a. P. La datación del inicio del paleolítico es motivo de amplia controversia, aunque en general se acepta que este período se encontró entre los años 50/35 000-13/9500 a. P.
El paleolítico tardío, datado desde la excavación del sitio de Iwajuku de 1949 y del cual se ha obtenido numerosa información desde los años 1960, se puede dividir en las siguientes tradiciones y fases:
| Tradiciones                   | Fases            | Fechas              |
| ----------------------------- | ---------------- | ------------------- |
| Herramientas de canto tallado | Fase Ia          | 35 000-27 000 a. P. |
| Herramientas de canto tallado | Fase Ib          | 27 000-23 000 a. P. |
| Herramientas de canto tallado | Fase Ic          | 23 000-21 000 a. P. |
| Herramientas talladas         | Fase IIa         | 21 000-16 000 a. P. |
| Herramientas talladas         | Fase IIb         | 16 000-13 000 a. P. |
| Trabajo microlítico           | Fase III         | 13 000-12 000 a. P. |
| Punta bifacial de proyectil   | Fase IV          | 12 500-11 000 a. P. |
| Jōmon incipiente              | Jōmon incipiente | 13 000-9500 a. P.   |

Se cuenta con pocas evidencias sobre cómo vivían los habitantes de Japón durante este período, además de que la presencia de humanos antes de 35 000 a. P. es controvertida. La transición entre este y el siguiente período fue gradual y no se han encontrado indicios de una ruptura clara o de inconformidad entre las dos culturas.
Se sabe que los primeros habitantes eran cazadores-recolectores que provenían del continente y que utilizaban la piedra, pero no poseían cerámica o agricultura sedentaria.

### Período Jōmon
El período Jōmon (縄文時代 Jōmon-jidai?) se diferencia del anterior por medio de la datación de la aparición de la cerámica en el país, comúnmente asociada con culturas agrícolas tempranas. Durante los primeros 10 000 años desde su aparición, aproximadamente desde el 11 000 al 500 a. C., la subsistencia de los habitantes dependía principalmente de la caza, la pesca y la recolección.
Este período toma su nombre precisamente del tipo de cerámica desarrollada, siendo su significado «marca de cuerda», señal distintiva que dejaban las cuerdas sobre arcilla húmeda, que se formaba con tiras de barro cocidas a bajas temperaturas. Según su datación, la cerámica de este período es la más antigua del mundo.
Arqueológicamente, esta etapa se divide en seis subperíodos de la siguiente manera:
| Subperiodos      | Fechas            |
| ---------------- | ----------------- |
| Jōmon incipiente | 11 000-7500 a. C. |
| Jōmon inicial    | 7500-4000 a. C.   |
| Jōmon temprano   | 4000-3000 a. C.   |
| Jōmon medio      | 3000-2000 a. C.   |
| Jōmon tardío     | 2000-1000 a. C.   |
| Jōmon final      | 1000-500 a. C.    |

### Período Yayoi
La cultura del período Yayoi (弥生時代 Yayoi jidai?) es definida en Japón como la primera en implementar los métodos de cultivo de arroz así como el uso de metal, aunque arqueológicamente se clasifica mediante la identificación de ciertos artefactos, especialmente los estilos de cerámica. Generalmente se considera que esta época abarcó desde el 500 a. C. hasta el 300 de nuestra era, y está dividida a su vez en tres subperíodos:
| Subperíodo                      | Fases de la cerámica en el norte de Kyūshū | Fases de la cerámica en las llanuras de Kantō | Fases de la cerámica en Aomori | Fases de la cerámica en Hokkaidō |
| ------------------------------- | ------------------------------------------ | --------------------------------------------- | ------------------------------ | -------------------------------- |
| Yayoi temprano 500-100 a. C.    | Itazuke I                                  | Jōmon tardío                                  | Sunasawa                       | Epi-jomon                        |
| Itazuke II                      | -                                          | Seno                                          |                                |                                  |
| Jonokoshi                       | -                                          | Nimaibashi                                    | Esan I                         |                                  |
| Yayoi medio 100 a. C.-100 d. C. | Sugu                                       | Osagata                                       | Inakadate 1                    | Epi-jomon                        |
| Mitoko                          | Suwada                                     | Inakadate 2                                   |                                |                                  |
| Takamizuma                      | Miyanodai                                  | Nembutsuma                                    | Esan II-IV                     |                                  |
| Yayoi tardío 100-300            | Shimo-Okuma                                | Kugahara                                      | Oishitai                       | Epi-jomon                        |
| Nobeta                          | Yayoicho                                   | Chitose                                       |                                |                                  |
| Nishijin                        | Maenocho                                   | Chokaisan                                     | Kohoku B, C                    |                                  |

Los integrantes de la cultura Yayoi eran sumamente distintos físicamente a los de la cultura Jōmon, por lo que existen tres teorías sobre el origen de los Yayoi:
1. Eran descendientes de los Jōmon, aunque sufrieron cambios fisiológicos debido al cambio en su dieta y forma de vida.
2. Eran inmigrantes del continente (vía Corea).
3. Eran descendientes de la mezcla entre Jōmon e inmigrantes.

El uso del metal se diversificó, incluyendo desde espadas de bronce, espejos para ritos religiosos y armas de hierro hasta herramientas agrícolas. Con la división del trabajo surgió una profunda estratificación en la sociedad, estableciendo las clases gobernantes y sus súbditos, y dando como origen territorios o cacicazgos.
Al final de este período existieron gran cantidad de cacicazgos, siendo uno de los más importantes Yamatai-koku, el cual sentaría las bases de la nación emergente durante el período siguiente, y cuya existencia se registra en las Crónicas de Wei. En dichas crónicas se registra la existencia de una nación conocida en China como «Wa» bajo la dirección de una mujer llamada Himiko; probablemente la Emperatriz Jingū.

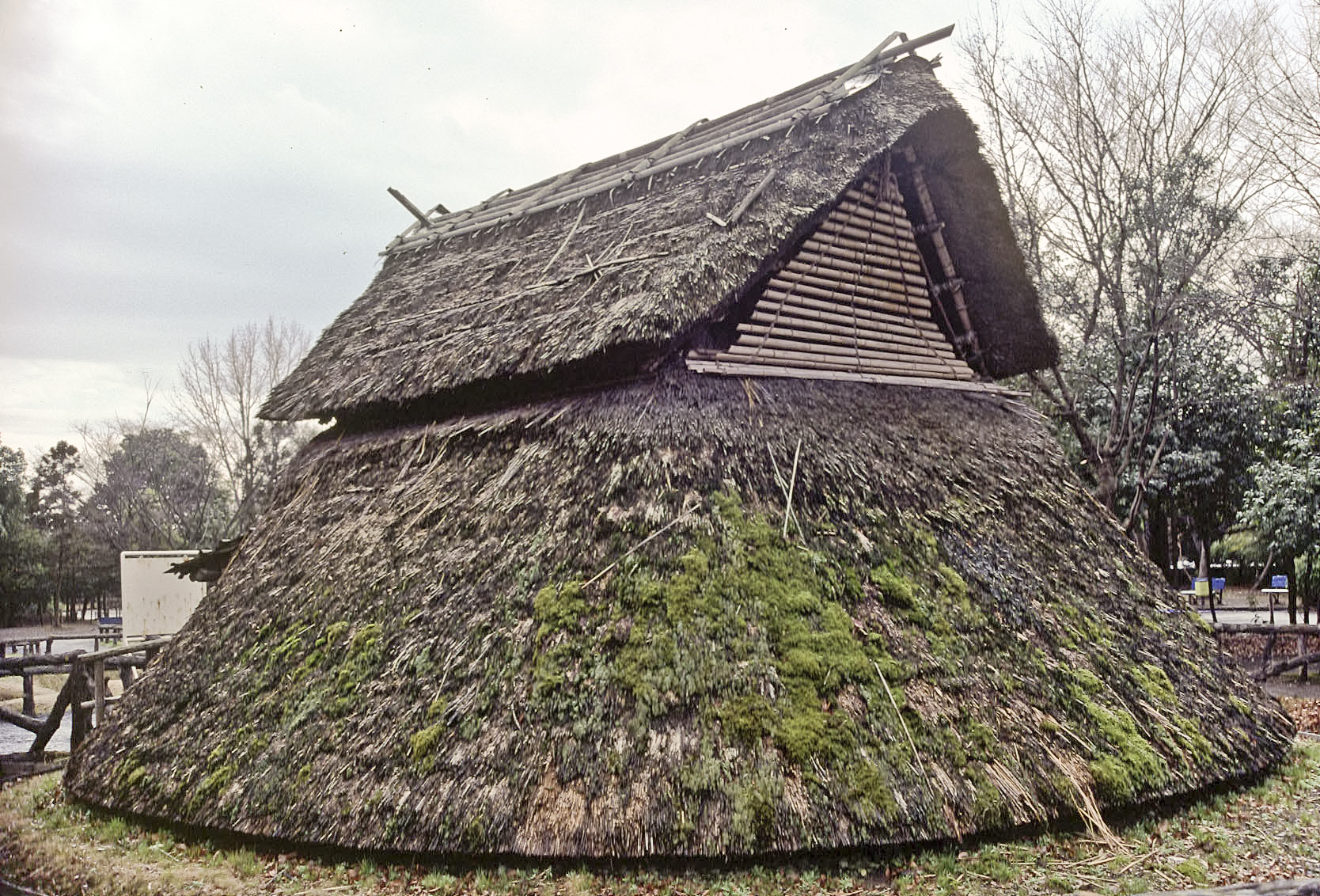
Vivienda típica del período Yayoi.
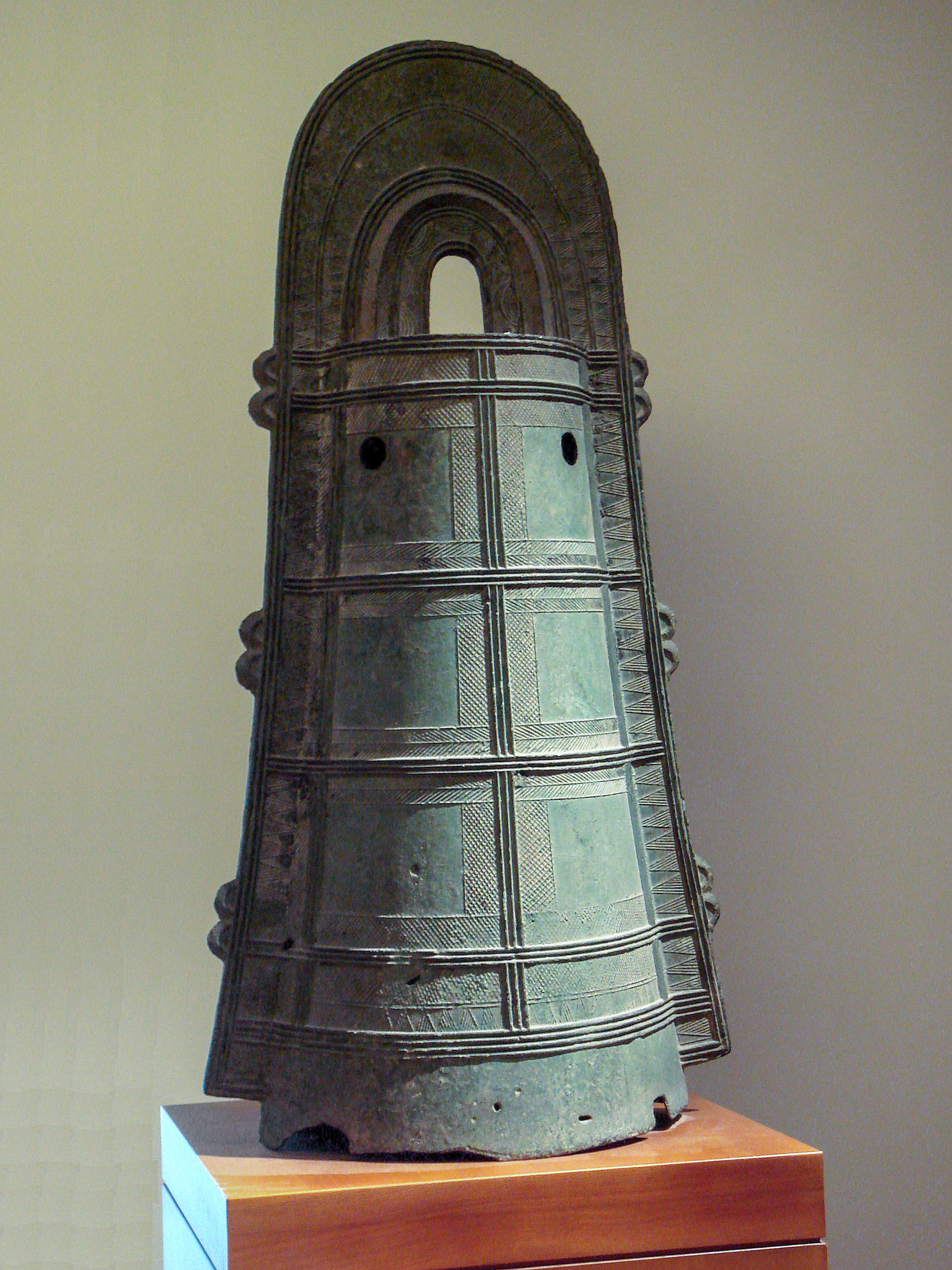
Campana de bronce (s. III).
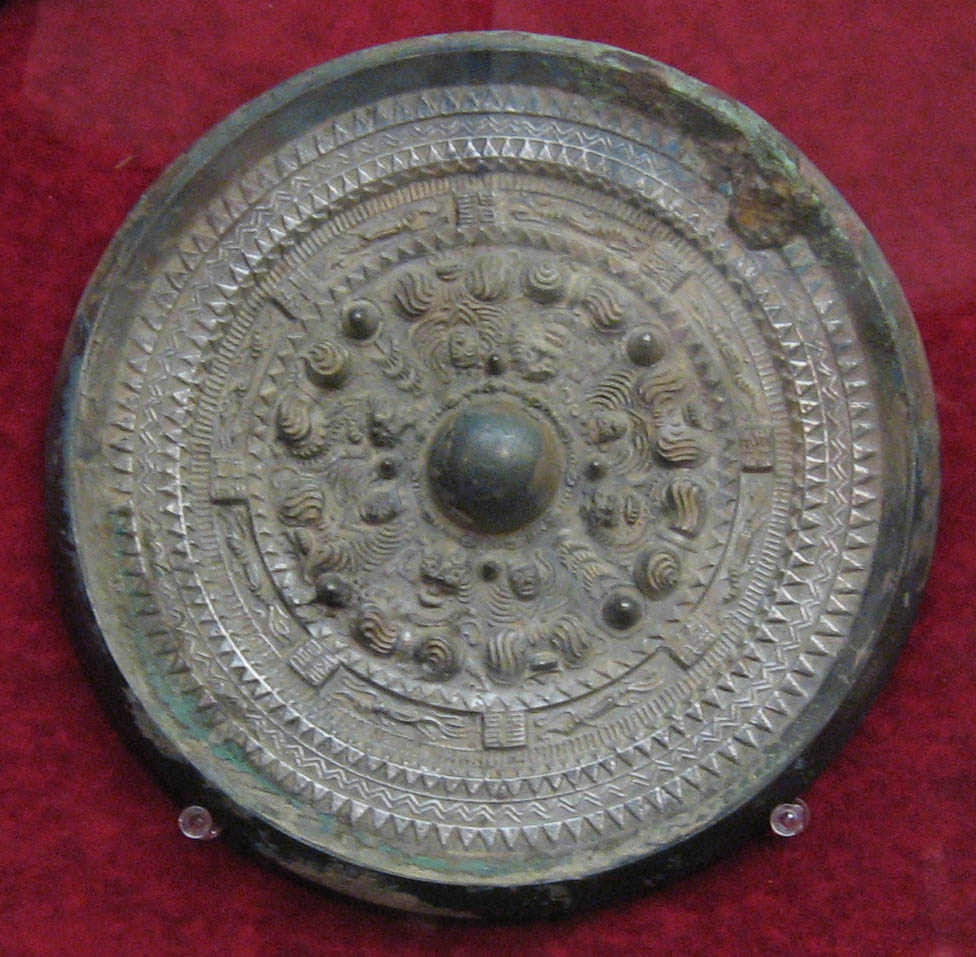
Espejo de bronce.

### Período Kofun

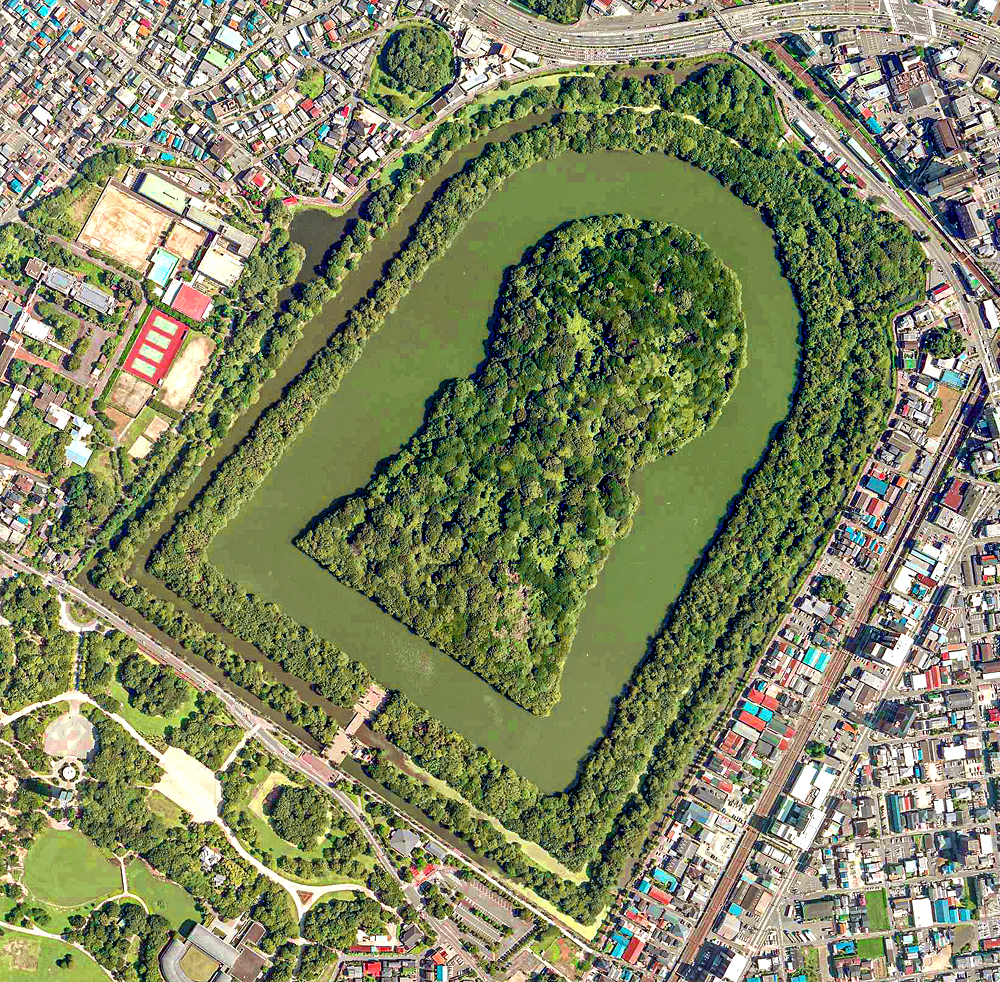
El Daisenryō-Kofun en Osaka, es la tumba más grande de este tipo y su construcción data del d. C.

El período Kofun (古墳時代 Kofun jidai?) toma su nombre de los kofun (古墳?   lit. «tumba antigua» o «túmulo antiguo»); túmulos funerarios en los que los miembros de la clase aristocrática eran enterrados junto con sus armas, armaduras y espejos de bronce, y que generalmente solían tener la forma de un ojo de cerradura. Las bases de estos túmulos variaban de tamaño, llegando algunos a ser tan grandes como las de las pirámides de Egipto, reflejando la magnitud del poder de los gobernantes.
Durante este período Japón tuvo mucho contacto con China y Corea, especialmente con esta última. Durante el año 400, un ejército de infantería acudió en auxilio del reino de Paekche, localizado en la parte sureste de la península de Corea, pero sufrió una gran derrota a manos de la caballería del reino de Koguryŏ, procedente del norte de la península.
El período Kofun marca el fin de la prehistoria y, debido a la falta de registros japoneses, la historia de esta época depende de fuentes externas (primero de crónicas coreanas y posteriormente de las chinas), así como de los escritos de inicios del período Nara, alrededor del siglo VIII. Aunque no se cuenta con escritos provenientes de China que mencionen Japón entre los años 266 y 413, registros coreanos del siglo IV proporcionan amplia información de las actividades del reino de Wa en la península coreana. Por otro lado, los registros chinos, datados en el siglo V, muestran la estrecha relación entre el emergente gobierno Yamato (ubicado en la actual prefectura de Nara) y China. Entre los años 413 y 502, los cinco reyes de Wa, nombre con que son mencionados cinco monarcas de Japón, mantuvieron una estrecha relación con dicho país, enviando emisarios continuamente.
El período Kofun generalmente se data entre los años 250/300-538/552, estando marcado el comienzo por la construcción del primer kofun y el final por la fecha en que se considera que el budismo se introdujo en Japón. Por otro lado, diversos historiadores y arqueólogos, como el caso de Charles T. Keally, extienden el período hasta el año 710, por lo que los períodos Asuka y Hakuhō se considerarían subperíodos del Kofun.
Según la datación de Keally, la cronología del período quedaría de la siguiente forma:
| Cronología                                    | Fechas                         |
| --------------------------------------------- | ------------------------------ |
| Kofun temprano                                | Finales del siglo III-siglo IV |
| Kofun medio                                   | Finales del siglo IV-siglo V   |
| Kofun tardío Asuka (552-646) Hakuhō (646-710) | siglo VI-siglo VII             |

El gobierno de la corte de Yamato se centró en un Kimi (君?   «rey»), pero a partir del siglo V el mandatario era llamado Ōkimi (大君?   «gran rey»). El título Tennō (天皇?   «emperador»), el cual se usa hasta nuestros días, fue utilizado a partir del mandato del emperador Tenmu.

#### Período Asuka

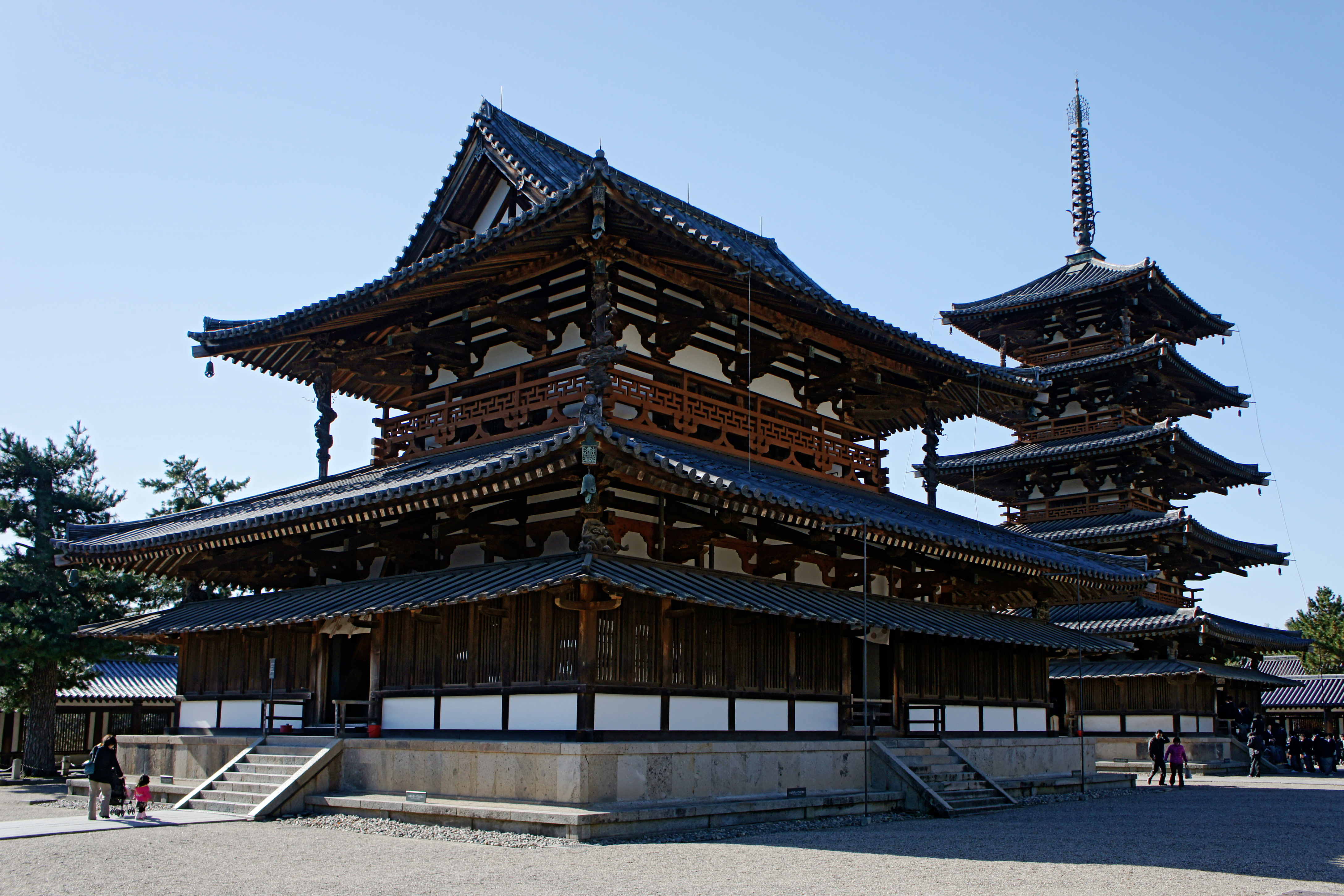
Templo budista de Hōryū. Construido a mediados del período Asuka por órdenes del Príncipe Shotoku, refleja el inicio de la presencia del budismo en Japón.

El período Asuka (飛鳥時代 Asuka jidai?) está marcado por la introducción del budismo en Japón, generalmente fechado en el año 552. La llegada de esta religión trajo consigo una serie de conflictos dentro del país, pues algunos miembros de la corte vieron con buenos ojos su difusión, considerando que a través de su implantación se lograría más fácilmente la unidad nacional: era más sencillo sentar una nueva base jerárquica religiosa bajo la figura de una deidad omnipotente (Buda), a diferencia de los cientos de kamis del shintō o sintoísmo. El conflicto terminó con la victoria de Soga no Umako en el año 587, así como con la posterior adopción del budismo como religión oficial por parte del príncipe Shotoku y de la emperatriz Suiko en 593. Curiosamente, el budismo no sustituyó al sintoísmo, sino que ambas religiones convivieron pacíficamente la mayor parte de la historia de este país.
El príncipe Shotoku estableció un gobierno centralizado, y la corte japonesa construyó templos, palacios y capitales basándose en los modelos coreanos y luego en modelos chinos. Shotoku estuvo fascinado por estas naciones, por lo que impulsó el uso de caracteres chinos (lo que daría origen a los kanjis), sentó las bases para el desarrollo de códigos de conducta y ética gubernamental basados en el budismo (Constitución de los diecisiete artículos, 604) y envió embajadas a la China de la dinastía Sui (600 a 618) con el fin de establecer relaciones diplomáticas igualitarias.
En 602, el príncipe Kume acaudilló una expedición a Corea acompañado de entre ciento veinte y ciento cincuenta caciques locales, los cuales ostentaban el título de Kuni ni Miyatsuko. Cada uno de ellos iba acompañado de un ejército personal, de tamaño variable dependiendo de las riquezas de cada feudo. Estas tropas constituyeron lo que sería el prototipo de un ejército samurái siglos después.
El arte en esta época se centró en el fino arte budista, teniendo como principal obra el templo budista de Hōryū o Hōryū-ji, encargado por el príncipe Shotoku a comienzos del siglo VII y que es la estructura de madera más antigua del mundo.

#### Período Hakuhō

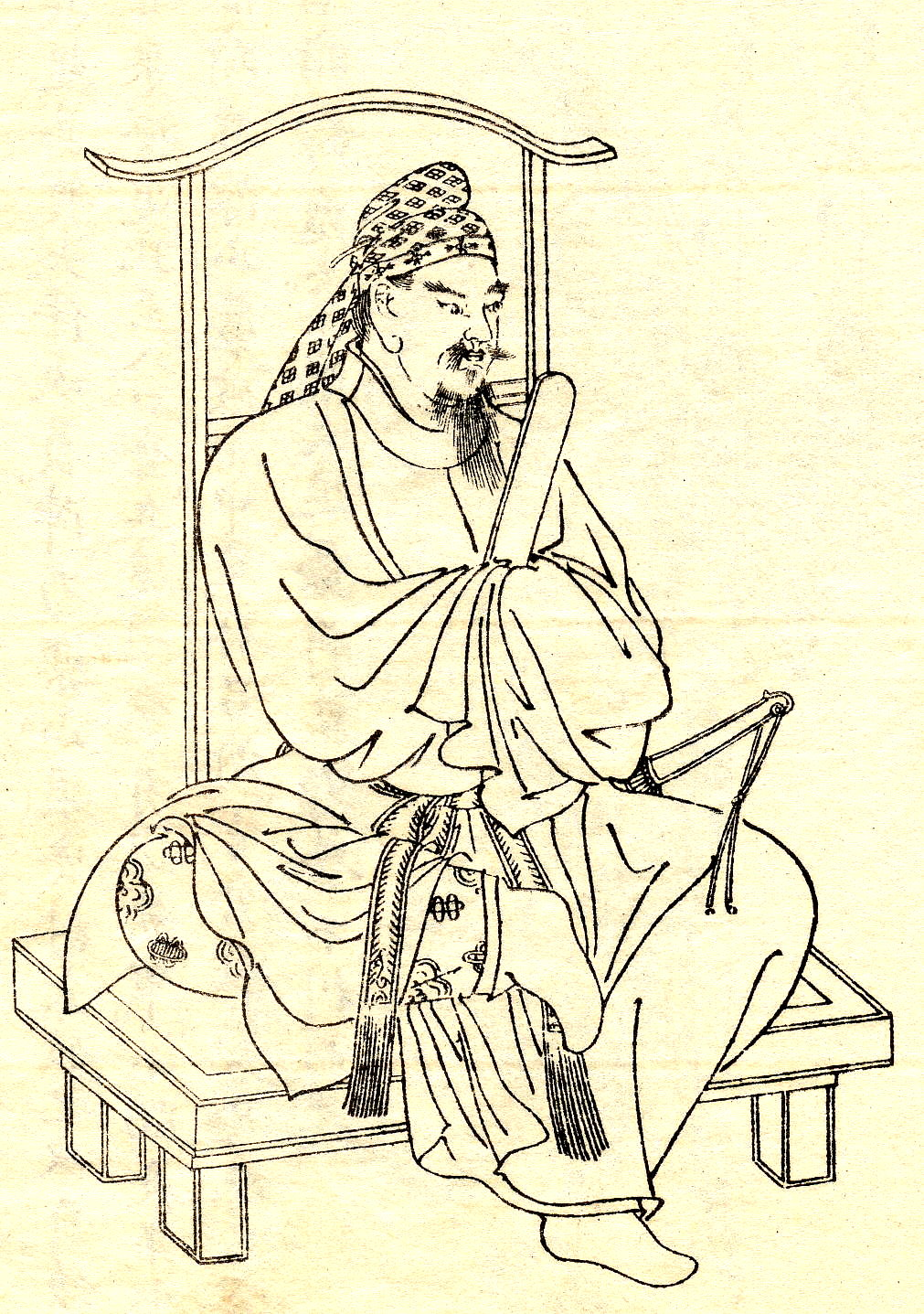
Nakatomi no Kamatari, personaje decisivo en el período Hakuhō al colaborar con el fin del clan Soga para la creación de las Reformas Taika y del Código Ōmi. Por su labor recibió el apellido Fujiwara.

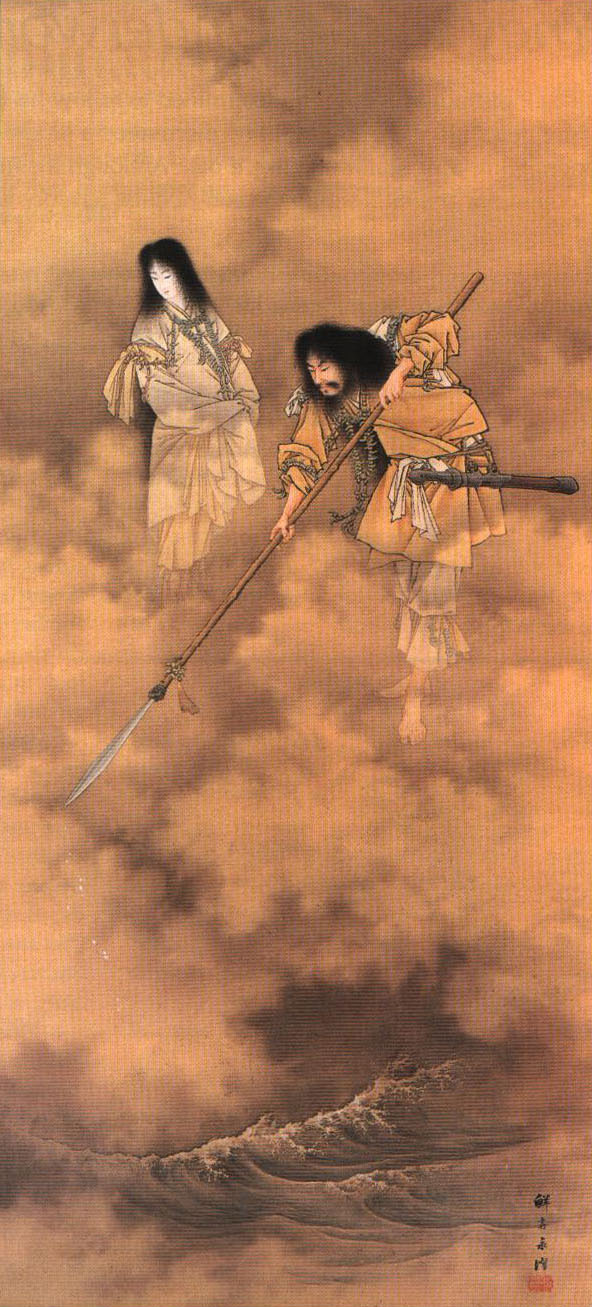
Izanagi (derecha) e Izanami (izquierda) creando el mundo terrenal. Pintura de Eitaku Kobayashi.

Tras la muerte del príncipe Shotoku en 621, dentro de la corte surgió un clan llamado Soga, que lentamente acaparó poder político y constituyó una amenaza para el gobierno imperial. Hacia 645 la situación era tan crítica que el príncipe Naka no Ōe, junto con otros, organizó un complot (Incidente Isshi) en el que el príncipe asesinó al líder del clan, Soga no Iruka en plena audiencia con la emperatriz Kōgyoku. Como consecuencia, inmediatamente claudicó la emperatriz, ascendió al trono su hermano menor, el Emperador Kōtoku, y el clan Soga fue destruido. El nuevo emperador, junto con Nakatomi no Kamatari y el príncipe Naka no Ōe, redactó una serie de leyes llamadas Reformas Taika en el año 646 con el fin de fortalecer el gobierno central, establecer una reforma agraria, reestructurar la corte imperial según el modelo chino de la Dinastía Tang, e inclusive se motivó el envío de embajadas y estudiantes a China con el fin de imitar aspectos culturales de este país, afectando de manera radical a la cultura y su sociedad. Este período se conoce como Hakuhō (白鳳文化 Hakuhō bunka?).
Tras las muertes del Emperador Kōtoku (en 654) y de la Emperatriz Kōgyoku (quien reasumió el trono con el nombre de Emperatriz Saimei, falleciendo en 661), asumió el trono el Príncipe Naka no Ōe con el nombre de Emperador Tenji, quien promulgó de manera formal el primer ritsuryō (compilación de leyes basadas en la filosofía confucianista y en las leyes chinas); el Código Ōmi (669). Nakatomi no Kamatari, quien redactó ese código, fue recompensado recibiendo el apellido Fujiwara, y se convertiría en el fundador del clan Fujiwara.
Tras la aplicación de los ritsuryō, los antiguos clanes poderosos fueron privados de sus privilegios y quedaron convertidos en burócratas de alta alcurnia, mientras que las capas más bajas de la antigua élite se convirtieron en oficiales locales.
Los conflictos bélicos siguieron ocurriendo en China y Corea. En el año 618 la dinastía Tang tomó el poder en China, y se unieron al reino coreano de Silla con el fin de atacar a Paekche. Los japoneses enviaron tres ejércitos expedicionarios (en 661, 662 y 663) para auxiliar al reino de Paekche. Durante estas expediciones sufrieron una de las peores derrotas en su historia antigua, perdiendo 10 000 hombres y cuantiosos barcos y caballos. Japón comenzó a preocuparse por una invasión por parte de la nueva alianza entre Silla y China. En 670 se ordenó censar a la población para reclutar elementos para el ejército. Además se fortificó la costa norte de Kyūshū, se fijaron guardias y se construyeron almenaras en las orillas de las islas Tsushima e Isla Iki.
Los japoneses se olvidaron de la guerra externa a la muerte del emperador Tenji en el año 671. En 672 sus dos sucesores se disputaron el trono en la Guerra Jinshin. Después del triunfo de emperador Tenmu en 684, este ordenó que todos los oficiales civiles y militares dominaran las artes marciales. Los sucesores del Emperador Tenmu culminaron en el año 702 las reformas militares con el Código Taihō (大宝律令 Taihō-ritsuryō?), mediante el cual se logró un ejército numeroso y estable conforme al sistema chino. Cada heishi (soldado) era asignado a un gundan (regimiento) durante una parte del año y el resto se dedicaba a tareas agrícolas. Cada soldado estaba equipado con arcos, un carcaj y un par de espadas.

##### Establecimiento del sistema imperial
Durante esta época, en el siglo VIII, los gobernadores de Yamato ordenaron que se dejara constancia de los mitos existentes como una forma de legitimarse frente a la población. La más importante de esas leyendas es la referente a la creación de Japón, atribuida a los kami Izanagi e Izanami. Según la leyenda, de estos dos habrían nacido los tres kami mayores: Amaterasu —diosa del sol y señora de los cielos—, Susanoo —dios de los océanos— y Tsukuyomi —dios de la oscuridad y de la Luna—. Un día Amaterasu y Susanoo discutieron, por lo que Susanoo se emborrachó destrozando todo a su paso. Amaterasu se asustó tanto que se escondió en una cueva negándose a salir, por lo que el mundo fue privado de la luz. Con el objeto de hacerla salir, un kami femenino, Ame-no-Uzume, efectuó una danza obscena que fue acompañada por la risa de la miríada de dioses que estaban reunidos en asamblea. Al momento en que Amaterasu preguntó por lo que sucedía, le dijeron que había una kami más poderosa, por lo que salió de la cueva y poco a poco se fue acercando a un espejo que pusieron frente a ella. Fue tal su sorpresa de ver su propio reflejo, que quedó deslumbrada unos momentos y entonces aprovecharon para capturarla y la luz volvió a iluminar la Tierra, por lo que el espejo formó parte de las Insignias Imperiales de Japón.
El segundo elemento de las tres joyas de la Corona japonesa se describe más adelante en la misma leyenda. Susanoo fue desterrado por los males causados y mientras vagaba por las tierras de Izumo escuchó que una serpiente de ocho cabezas, llamada Yamata-no-Orochi, atemorizaba a los pobladores. Susanoo mató a la serpiente emborrachándola con sake y le cortó las cabezas. En su cola fue encontrada una espada, que decidió dársela a su hermana en señal de paz. Esta espada representa el segundo icono de las insignias imperiales.
La tercera y última insignia es una joya en forma de curva, la cual Amaterasu dio a su nieto Ninigi cuando este fue enviado al mundo terrenal a gobernar. La joya pasó a su vez a su nieto, el emperador Jinmu, primer emperador japonés. De esta forma, auspiciados en las creencias populares, los gobernadores de Yamato legitimaron el proceso mediante el cual Japón sería gobernado por un sistema imperial, apoyados fuertemente por la creencia Shintō.

### Período Nara

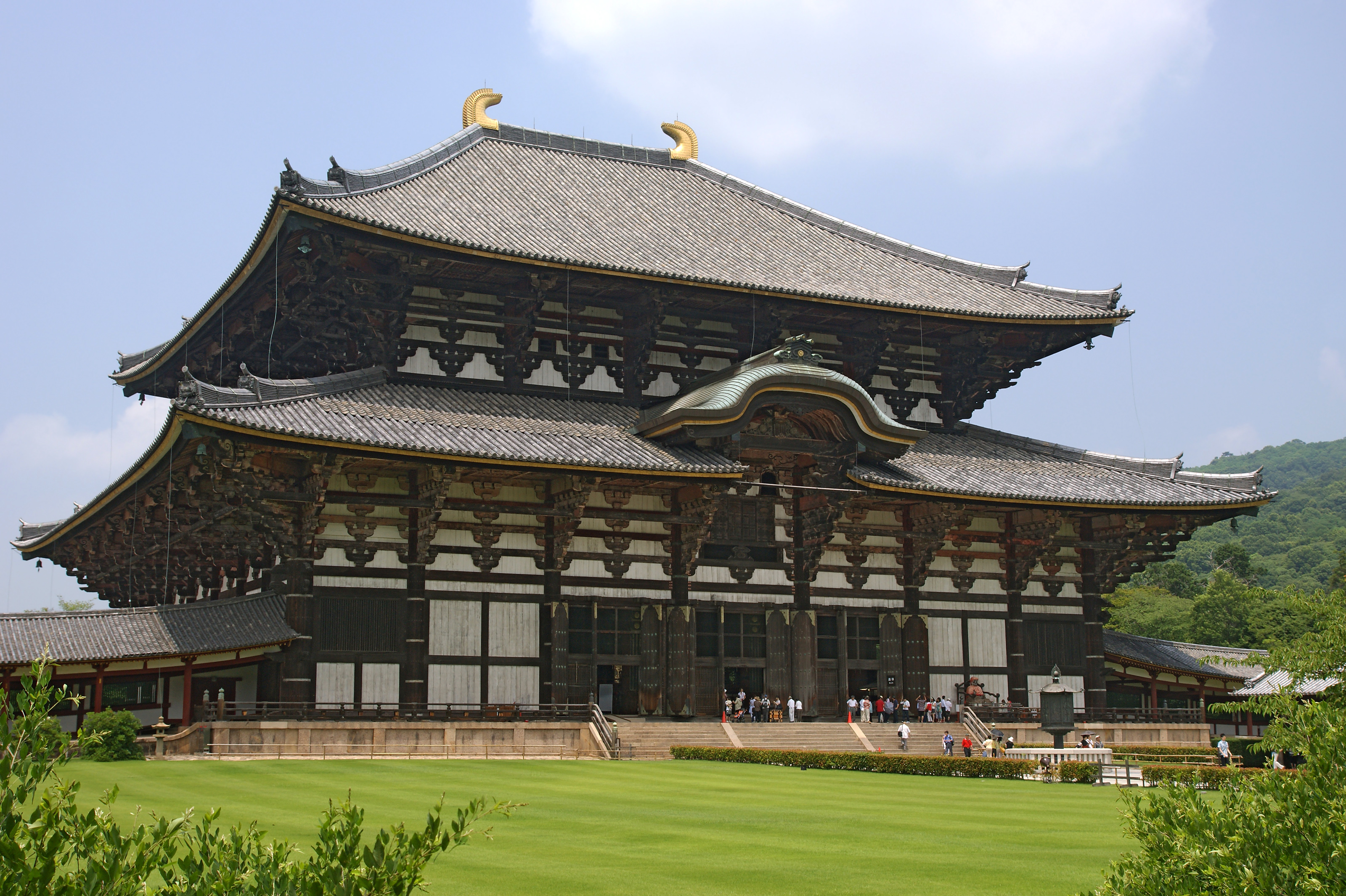
Daibutsu-den, dentro del complejo del Tōdai-ji. Este templo budista fue patrocinado por la Corte Imperial durante el período Nara.

El período Nara (奈良時代 Nara-jidai?) se data generalmente entre los años 710, cuando la capital fue trasladada a Heijō-kyō, cerca de la ciudad de Nara, y finaliza en el año 794, cuando la capital se traslada nuevamente a Heian-kyō, en lo que hoy es Kioto. En este período el estado burocrático chino alcanzó su clímax: la nueva capital fue construida a la usanza de la capital de la dinastía Tang, Chang'an. El budismo y confucianismo prosperaron, bajo el patrocinio del gobierno, y fueron usados para apoyar el poder político y se construyeron templos tanto en la capital como en cada una de las provincias. La influencia cultural china se hizo más evidente y la literatura apareció con los primeros registros históricos compilados por la Corte Imperial: el Kojiki (712) y el Nihonshoki (720). La aparición del lenguaje escrito también dio origen a la primera manifestación de poesía japonesa, el waka, y en 759 se hace la primera compilación de importancia; el Man'yōshū.
No obstante, el sistema chino no encajó con la sociedad japonesa y las disputas en la Corte Imperial fueron comunes entre miembros de la familia imperial, el clan Fujiwara y los monjes budistas. Fujiwara no Fuhito, hijo de Kamatari y burócrata poderoso dentro de la corte, compiló el Código Yōrō en 720, pero su muerte en ese mismo año generó una división del poder entre sus hijos. El príncipe Nagaya aprovechó el momento, pero los hijos de Fuhito lo detuvieron y lo condenaron a muerte en 729. No obstante, pocos años después murieron los hijos de Fuhito luego de una epidemia de viruela, atribuyéndose a una maldición que lanzó el príncipe antes de morir. Esto provocó que el emperador Shōmu se trasladara a varias ciudades que fueron declaradas de manera efímera como capitales entre 740 y 745, antes de volver a Nara.
Tras la abdicación del Emperador Shōmu en 749, el clero budista tomó poder con el apoyo de la emperatriz Kōken quien, aunque abdicó en 758, siguió ejerciendo poder sobre la corte, favoreciendo a un importante monje budista llamado Dōkyō. Esto provocó que el clan Fujiwara y el emperador Junnin intentaran hacer un golpe de Estado en 764 que falló, provocando la deposición del emperador y la ejecución de Fujiwara no Nakamaro, líder de la conspiración. La emperatriz reasumió el trono con el nombre de emperatriz Shōtoku, continuando con la cesión de poder a Dōkyō, quien llegó inclusive a ser nombrado por un oráculo como sucesor a emperador. No obstante, la emperatriz falleció debido a la viruela en 770, Dōkyō fue exiliado y se inició un nuevo rumbo en la política expulsando a los monjes budistas del gobierno y suspendiendo el patrocinio gubernamental a dicha religión. Las medidas propulsadas por el emperador Kōnin (770-781) y por el emperador Kanmu (781-806) hicieron que finalmente la corte imperial dejara Nara, por considerarla malsana y con el objetivo de desconectarse de los templos budistas que existían en la ciudad. Se trasladaron primero de manera temporal a Nagaoka-kyō en 784 y finalmente a la nueva capital Heian-kyō («Capital de la Paz y de la Tranquilidad») en 794.
Con el nacimiento del Estado Unificado de Silla desapareció la amenaza de una invasión coreana hacia Japón, por lo que la Corte de Nara centró su atención en los emishi (蝦夷?   «bárbaros»), habitantes del norte de Japón con quienes habían tenido numerosos altercados. En 774 estalló una importante revuelta, conocido como la guerra de los Treinta y Ocho Años, donde los emishi utilizaron un sistema de «guerra de guerrillas» y una espada de hoja curva, que tenía mejor desempeño cuando se montaba, a diferencia de la espada recta del ejército de la Corte de Nara. No fue sino hasta 796, a través de Sakanoue no Tamuramaro, cuando lograron vencerlos finalmente. Sakanoue recibió el título de Seii Taishōgun (征夷大将軍?   «Gran General Apaciguador de los Bárbaros»), expresión que después se utilizaría para designar al líder de los samuráis.
El sistema de alistamiento de campesinos terminó en el 792, al reconocer que la principal fuerza militar venía de los caciques y sus soldados y no de los campesinos que no tenían un entrenamiento y disciplina adecuados para los campos de batalla.

### Período Heian

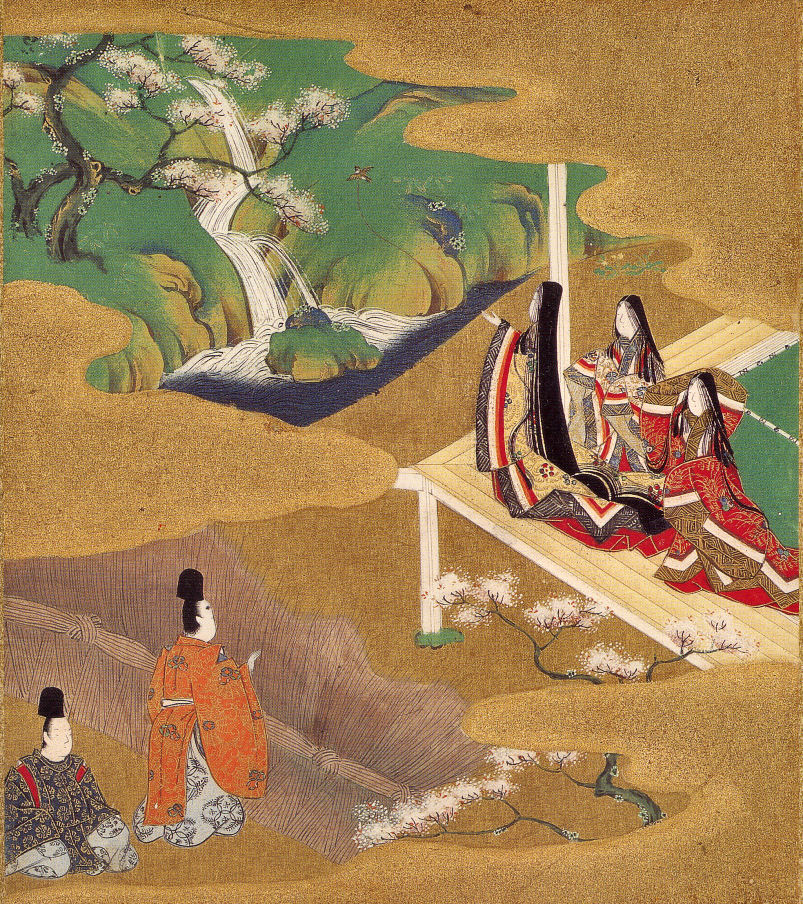
Ilustración de una escena del Genji Monogatari. Durante el período Heian la aristocracia fue el eje de la cultura, política y sociedad japonesas.

El período Heian (平安時代 Heian jidai?) comenzó con el establecimiento de la capital en el año 794 en lo que hoy es Kioto, y su final está acotado por el establecimiento del primer shogunato en la historia del país: El Kamakura.

#### Consolidación de la aristocracia
En este período el entramado estatal chino fue modificado y adaptado a las necesidades japonesas dando origen a una cultura propia sofisticada. Con la decadencia del rígido sistema burocrático de los códigos Taika y Taihō, la institución imperial se fortaleció en los primeros años del reinado del emperador Kanmu, pero tras la muerte de este en 806 se abandonó de manera progresiva la asimilación cultural con China y hacia 838 se dieron por finalizadas las relaciones con la dinastía Tang. También, con la desaparición del antiguo sistema político, el clan Fujiwara comenzó un proceso de acaparamiento de las jerarquías superiores del gobierno a partir de la primera mitad del siglo IX, estableciendo estrechos lazos matrimoniales con la familia imperial. Los líderes del clan se posicionaron de tal manera que se convirtieron en regentes (sesshō y kanpaku) de los emperadores, mientras que otros miembros del clan Fujiwara lograron monopolizar puestos superiores como los del Consejo de Estado (Daijō-kan). Los oficiales de mediano y bajo rango fueron repartidos de manera hereditaria por otros clanes aristocráticos. Hacia finales del siglo X y comienzos del siglo XI, los Fujiwara gobernaron de facto Japón y muy pocos emperadores gobernaron por su cuenta, ya que asumían el trono y eran forzados por los jefes del clan a abdicar siendo muy jóvenes, dejando las decisiones administrativas a los regentes y al Daijō-kan.
El budismo esotérico de las sectas Tendai y Shingon se hizo muy popular en este período y los aristócratas buscaron la «salvación» a través de ceremonias y ritos. Hubo una sofisticación de la cultura japonesa, que hasta ese entonces se manejaba con la escritura ideográfica china, teniendo como eje central a la corte imperial. Hubo un avance literario sorprendente con la creación del kana, una escritura silábica que se ajustaba a la fonética japonesa. Se establecieron nuevos géneros como la novela (monogatari), sobresaliendo el Genji Monogatari de Murasaki Shikibu, escrito alrededor del año 1000, diarios, ensayos y otros escritos personales hechos por cortesanos como el Makura no Sōshi de Sei Shōnagon, también escrito alrededor del año 1000.
En el campo militar, hacia 860 se podía apreciar la mayoría de las características de los futuros guerreros samuráis: jinetes a caballo diestros en el uso del arco, además del empleo de espadas de hoja curva. Estos militares a caballo gozaban de la total confianza del «Trono del Crisantemo» y se encargaban de la seguridad de las ciudades así como de luchar contra las revueltas que sucediesen.
No obstante, el sistema público de tierras que se extendía sobre las provincias estuvo a punto de desplomarse, por lo que en muchos lugares se crearon terrenos privados (shōen) que aprovecharon en primera instancia la aristocracia y los grandes templos. Con la suspensión de los registros familiares y la asignación de tierras cultivables hacia el siglo X, las tierras estatales se integraron en terrenos privados. Los propietarios de los terrenos privados nombraron como administradores a los clanes locales y a los campesinos, transfiriendo finalmente el poder a estos. Sin embargo, la existencia de numerosas propiedades privadas redujo significativamente los impuestos y se llegó al punto que la propia familia imperial se vio obligada a obtener terrenos privados para asegurar dichos ingresos.

#### Surgimiento de la clase samurái

Mon del clan Minamoto, uno de los protagonistas del período Heian.

Mon del clan Taira, enemigos del clan Minamoto y uno de los clanes más importantes de la Era Heian.

El proceso de descentralización que sufrió el gobierno hizo que la ejecución de la administración local tuviera dificultades, teniendo como consecuencia la eventual ruptura de la ley y el orden público. Durante el siglo IX Japón sufrió un grave declive económico a consecuencia de plagas y diversas hambrunas y a principios del siglo X tuvieron lugar numerosos disturbios, desórdenes y rebeliones debido a la situación que se vivía. El gobierno tomó la decisión de conceder amplios poderes a los gobernadores locales para reclutar tropas con luchadores de espada (katana), arqueros y caballería, alistando a los campesinos como sus seguidores, y actuar contra las crecientes rebeliones conforme a lo que creyeran conveniente, lo que les dio a dichos gobernadores un enorme poder político. Es durante este periodo cuando se documenta por primera vez la palabra «samurái», «aquellos que sirven», en un contexto meramente militar.
La primera gran prueba de estabilidad del sistema tuvo lugar en el año 935 con una revuelta protagonizada por Taira no Masakado, descendiente del príncipe Takamochi a quien la autoridad imperial había enviado a sofocar los disturbios en Kantō y que recibía el apodo de «El Pacificador». Al principio la corte Heian consideró que el incidente protagonizado por Masakado era tan solo un incidente local, hasta que este llegó a autoproclamarse «nuevo emperador». Debido a lo anterior, se envió un ejército provincial para sofocar su rebelión, muriendo decapitado en 940. A partir de este momento y debido a su origen social, estos líderes guerreros se comienzan a definir como una aristocracia local.
Algunos aristócratas que no pudieron obtener altos cargos en el poder emigraron a las provincias y asumieron el liderato sobre los guerreros samurái locales, sobresaliendo el clan Taira y el clan Minamoto; de igual manera en la capital el clan Fujiwara tuvo guerreros que los custodiaban y en los templos budistas existían los monjes armados (sōhei) que protegían sus propiedades. Minamoto no Yoriyoshi se vio envuelto en un conflicto importante de la época llamado la Guerra Zenkunen o «guerra de los primeros nueve años». Este conflicto duró de 1051 a 1062, siendo la primera guerra que se vivía en el país desde los enfrentamientos contra los emishi. El incidente se originó cuando Abe no Yoritoki, descendiente de los emishi y miembro del clan Abe, no entregó a la Corte los impuestos recaudados, por lo que Yoriyoshi fue enviado a tratar con él. Yoriyoshi y Yoritoki habían llegado ya a un acuerdo pacífico pero estalló un conflicto interno en el clan Abe y Yoritoki fue asesinado. Con este hecho se declara la guerra entre Abe no Sadato, hijo de Yoritoki, y los Minamoto. No fue sino hasta 1062 cuando Yoriyoshi pudo vencer a los Abe en la batalla de Kuriyagawa llevando la cabeza del rebelde hasta Kioto en señal de triunfo. Minamoto no Yoshiie, hijo de Yoriyoshi, estuvo al lado de su padre durante todo el conflicto, ganando un gran prestigio por sus proezas militares. Esto le valió el apodo de Hachimantarō o «el primer hijo nacido de Hachiman, dios de la guerra».
Mientras que el declive económico y la inseguridad estaba poniendo en confrontación a los clanes Fujiwara, Taira y Minamoto tanto dentro como fuera de la corte en la segunda mitad del siglo XI, la familia imperial restauró su poder político con el ascenso al trono del emperador Go-Sanjō (1068-1073) que dejó impedido al clan Fujiwara en las decisiones administrativas, reguló los shōen, decidió aplicar reformas económicas sobre los obsoletos ritsuryō e instauró una institución llamada insei (gobierno enclaustrado), en donde el emperador al momento de abdicar se retiraría a un templo budista pero mantendría un cargo de regente sobre su sucesor, llenando el vacío de poder que dejaba el clan Fujiwara por disputas internas y facciones. Su sucesor, el emperador Shirakawa (1073-1087) fue quien aplicó el insei en su máxima expresión al gobernar como emperador retirado por más de 40 años hasta 1129, regentando sobre tres emperadores que fueron títeres. El emperador Toba (1107-1123) también se acogió al insei gobernando por más de tres décadas hasta su muerte en 1156 y manteniendo su influencia sobre otros tres emperadores. En este período, sin embargo, hubo contrariedades entre el emperador reinante y el retirado, dando paso al poder militar la autoridad de gobernar el país sobre la autoridad civil.
En el año de 1083 estalló nuevamente un conflicto armado en el que los Minamoto se verían envueltos, ahora en la Guerra Gosannen o «guerra de los últimos tres años», originada por diferencias entre los líderes de los antiguos clanes aliados Minamoto y Kiyowara. Después de una feroz batalla de tres años en que la Corte se negó a auxiliar a los Minamoto, éstos lograron, sin embargo, salir finalmente victoriosos. Cuando Yoshiie asistió a Kioto con la finalidad de buscar una recompensa, la Corte se negó y aún le recriminó los impuestos atrasados que debía, con lo que se inicia un claro distanciamiento entre ambos. Mientras tanto, sus rivales, los Taira, gozaban cada vez más de una mejor relación con la Corte Imperial debido a sus hazañas en el oeste del país. La rivalidad entre los clanes Minamoto y Taira fue aumentando y haciéndose cada vez más evidente. En 1156, aprovechando la muerte del Emperador Toba, tuvo lugar un conflicto entre ambos clanes, cuando Minamoto no Yoshitomo se unió a Taira no Kiyomori contra su padre Minamoto no Tameyoshi y su hermano Tametomo, durante la Rebelión Hōgen. La batalla fue muy breve y al final Tameyoshi fue ejecutado y Tametomo fue castigado con el destierro. También dicha rebelión puso en entredicho el poder del insei cuando el retirado Emperador Sutoku fue vencido por el gobernante emperador Go-Shirakawa, y también sentenció el destino final del clan Fujiwara que fue desterrado del poder, siendo acaparado de manera exclusiva por los clanes Taira y Minamoto.
En 1159 se produjo un nuevo enfrentamiento conocido como Rebelión Heiji, donde Yoshitomo se enfrentó con Kiyomori. La victoria del clan Taira fue tan decisiva que los miembros del clan Minamoto huyeron para tratar de salvarse. Los Taira los persiguieron y Yoshimoto fue capturado y ejecutado. De los miembros de la rama original de la familia Minamoto, solo quedaron algunos pocos, siendo aniquilados casi por completo. En 1167 Taira no Kiyomori recibió del emperador el título de Daijō Daijin (Gran Ministro), el cual constituía el rango más alto que podía conceder el emperador, por lo que se convirtió en el gobernante de facto del país, siendo el primer gobernante militar en la historia japonesa. No obstante, el acaparamiento de poder de parte de Kiyomori, entró en conflicto con el retirado Emperador Go-Shirakawa quien estaba tratando de ejercer poder a través del insei desde 1158 y hacia 1177 el emperador planeó un golpe de Estado que fracasó y fue exiliado, suprimiendo su poder político, mientras que Kiyomori nombró en 1178 como heredero al trono a su nieto infante, quien en 1180 asume el trono con el nombre de emperador Antoku, causando la ira de los opositores al clan Taira, dando inicio a las Guerras Genpei.

#### Guerras Genpei

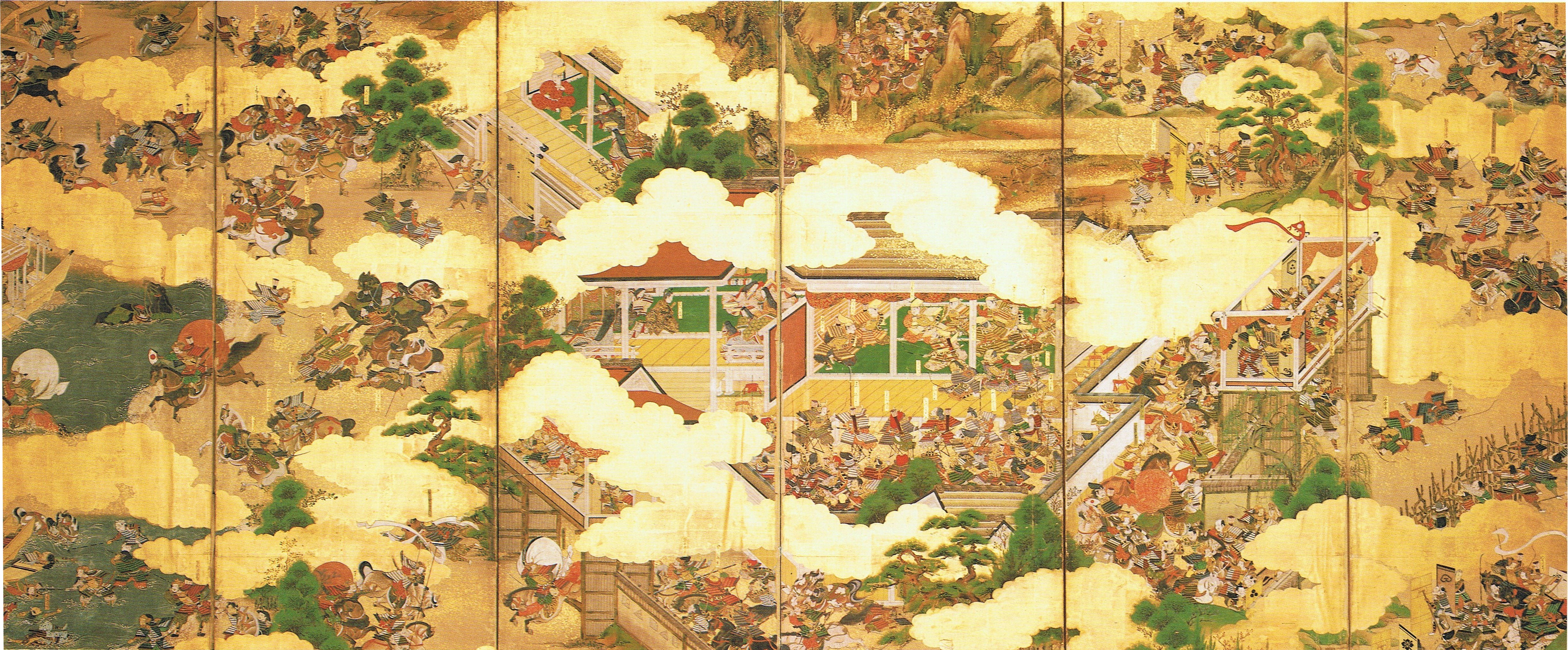
Escena de las Guerras Genpei (panel del).

Las Guerras Genpei (源平合戦 Genpei kassen, Genpei gassen?) fueron una serie de guerras civiles protagonizadas nuevamente por los clanes más influyentes de la escena política del país: los Taira y Minamoto. Estas guerras tuvieron lugar entre 1180 y 1185. En 1180, estallaron en el país dos rebeliones independientes y protagonizadas por dos generaciones distintas del clan Minamoto: en Kioto por el veterano Minamoto no Yorimasa y en la provincia de Izu por el joven Minamoto no Yoritomo. Ambas revueltas fueron sofocadas con relativa facilidad, por un lado obligando a Yoritomo a escapar a Kantō, mientras que Yorimasa fue vencido en la batalla de Uji, en donde cometió seppuku antes de ser capturado.
Después de dos años durante los cuales ambos lados protagonizaron escaramuzas menores, los Taira decidieron enfrentarse a Minamoto no Yoshinaka, primo de Yoritomo, en 1183, para evitar que este pudiera auxiliarlo. Yoshinaka venció a los Taira en la batalla de Kurikara y enfiló su ejército hacia donde se encontraba Yoritomo. Los ejércitos de Yoshinaka y Yoritomo se encontraron finalmente en la batalla de Uji en 1184. Yoshinaka perdió la batalla y trató de huir, pero fue alcanzado en Awazu, donde fue decapitado. Con esta victoria, la rama principal de los Minamoto enfocaría sus esfuerzos en vencer a sus principales enemigos: los Taira. Yoshitsune encabezó el ejército del clan en nombre de su hermano mayor Yoritomo, quien permaneció en Kamakura. Finalmente, en la batalla de Dan no Ura los Minamoto se alzaron con la victoria. Yoritomo consideró que su hermano representaba una amenaza y un rival, por lo que sus hombres persiguieron a Yoshitsune hasta que lo vencieron durante la batalla de Koromogawa en 1189, en donde este último se suicidó.

### Período Kamakura

Minamoto no Yoritomo, fundador del shogunato Kamakura en 1192. Estableció el primer régimen militar en el que gobernaron los samurái.

En 1192 Minamoto no Yoritomo se autoproclamó shōgun, título que hasta ese entonces había sido temporal y que se convirtió en un título militar de gran nivel. Con esto se instituyó el shogunato como una figura permanente, la cual duraría cerca de 700 años hasta la Restauración Meiji. Con la nueva figura del shōgun, el emperador se convertiría en un mero espectador de la situación política y económica del país, mientras que los samuráis se convertirían en los gobernantes de facto.
Yoritomo estableció el pueblo costero de Kamakura, al este de Japón, como la sede del shogunato, por ello este período histórico del gobierno samurái toma su nombre. La Corte Imperial otorgó a Yoritomo el poder de nombrar a sus propios vasallos como protectores provinciales (shugo) y mayordomos (jitō), quienes se encargaron de administrar los estados privados. Paralelamente, la Corte Imperial siguió nombrando oficiales provinciales y los dueños de propiedades privadas nombraban a los administradores de dichos terrenos. Así, la estructura política durante el período Kamakura era dual: una administración civil patrocinada por la Corte Imperial y una administración feudal patrocinada por el shogunato.
Después de tan solo tres shogunes del clan Minamoto y después de la muerte del último, el clan Minamoto no contaba con más herederos. Hōjō Masako, viuda de Yoritomo, tomó la decisión de criar a un niño de tan solo un año de edad perteneciente a una rama del clan Fujiwara y le nombró shōgun. De esta forma el clan Hōjō se perpetuaría en el poder por varias décadas, nombrando un shōgun infante y desechándolo al cumplir sus veinte, logrando gobernantes títeres para ejercer el control del país. Por este motivo en 1219 el retirado emperador Go-Toba, buscando restablecer el poder imperial que gozaban antes del establecimiento del shogunato, acusó a los Hōjō de proscritos. Las tropas imperiales se movilizaron, dando lugar a la Guerra Jōkyū (1219-1221), la cual culminaría con la Tercera batalla de Uji. Durante esta, las tropas imperiales fueron derrotadas y el Emperador Go-Toba exiliado. Con la derrota de Go-Toba se confirmó el gobierno de los samuráis sobre el país.
Luego de la guerra surgieron diversas disputas de las tierras entre los vasallos, aristócratas y campesinos, por lo que el clan Hōjō redactó en 1232 el Goseibai Shikimoku, que sirvió como código legal en el shogunato, y que a su vez codificó las costumbres militares de los samurái, ganándose su confianza, ya que no se basaba en el confucianismo como los códigos aplicados en la Corte Imperial y era muy preciso y conciso en cuanto a penas, por lo que tuvo efectividad hasta el fin del shogunato Tokugawa.
En el aspecto literario, las obras reflejaban la naturaleza de conflictos y caos, como el Hōjōki, escrito por Kamo no Chōmei en 1212. En la poesía sobresale la compilación de poesía waka Shin Kokin Wakashū, presentada en 1205. En el aspecto religioso, hubo una popularización del budismo, que aprovechó para ofrecer la «salvación» en momentos de caos. Se crearon nuevas formas de creencias budistas, de fácil comprensión y que despreciaban el aspecto ritual, extendiéndose en la clase samurái y campesina. Las sectas más importantes que surgieron fueron: Jōdo shū fundado por el monje Hōnen a finales de la era Heian y que fue prohibido entre 1207 y 1211 por diferencias con la Corte Imperial; el Jōdo Shinshū creado por Shinran, discípulo de Hōnen; el Ji shū creado por Ippen; las escuelas de budismo zen Sōtō y Rinzai, fundadas por Dōgen y Eisai respectivamente; y el budismo nichiren, fundado por Nichiren.

#### Invasiones de Japón por los mongoles

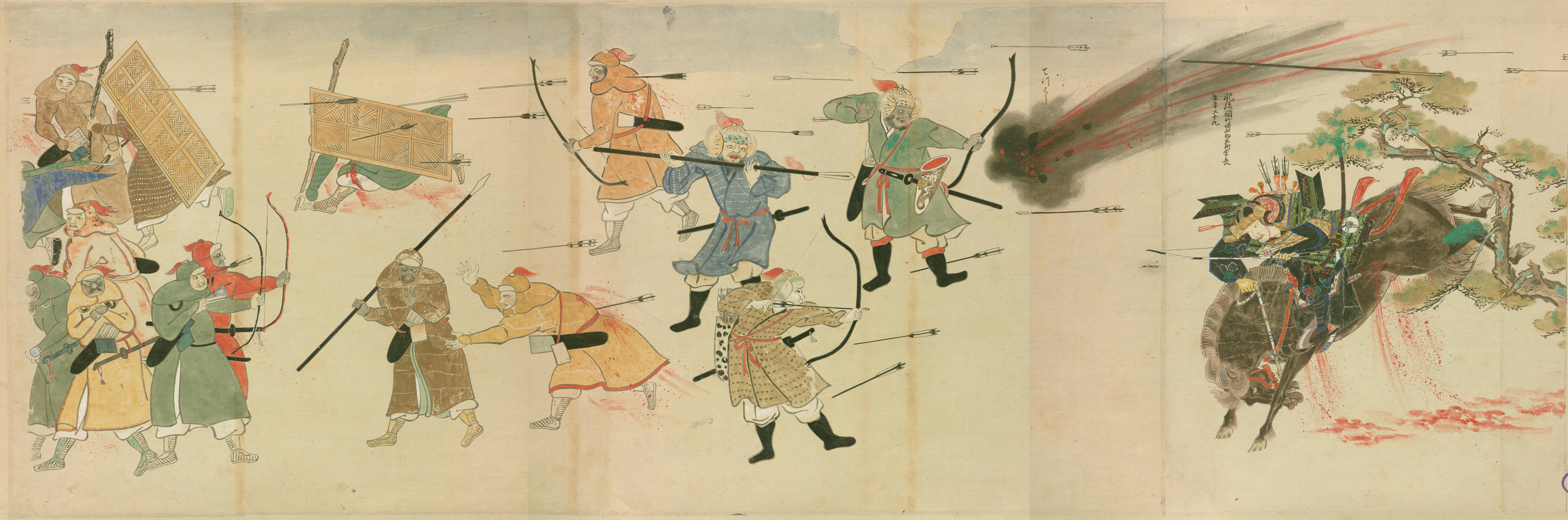
Un samurái es atacado por diversos arqueros y explosivos lanzados desde catapultas durante las invasiones de los mongoles a Japón.

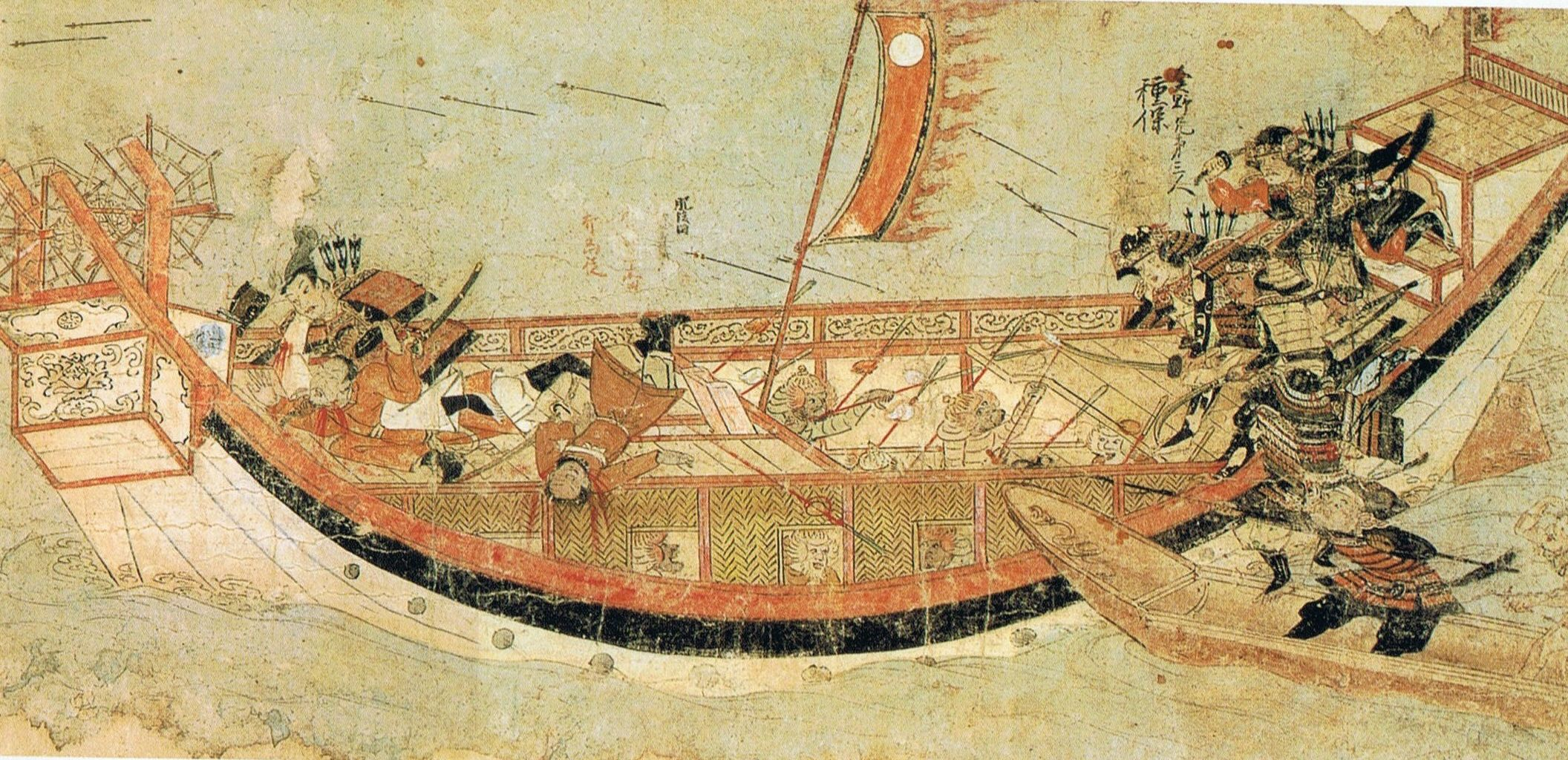
Samuráis incursionan en barcos mongoles durante la invasión de 1281.

Después de que Kublai Khan reclamara el título de Emperador de China, decidió invadir Japón con el propósito de someterlo a su dominio. Esta sería la primera vez que los samuráis podrían medirse con las fuerzas de enemigos extranjeros. Por otro lado, estos últimos no sentían ningún tipo de interés en la forma tradicional japonesa de hacer la guerra.
La primera invasión tuvo lugar en 1274, cuando las tropas mongolas desembarcaron en Hakata (actual Fukuoka). Los ruidos de los tambores, campanas y gritos de guerra espantaron a los caballos de los samuráis. Durante esta batalla las tropas japonesas se enfrentaron a una técnica muy distinta en el empleo del arco de la que estaban acostumbrados, ya que los mongoles disparaban a grandes distancias y al mismo tiempo generaban «nubes de flechas» a diferencia de los disparos solitarios y a corta distancia efectuados por los arqueros japoneses. Otra gran diferencia entre ambas formas de combate era el uso de catapultas por parte del ejército mongol. Durante la noche del día de la batalla, una fuerte tormenta infligió graves daños a la flota invasora por lo que decidieron regresar a Corea para rearmar su ejército. Después de la retirada del ejército enemigo, los japoneses tomaron una serie de medidas preventivas, como la construcción de muros en los puntos vulnerables de la costa, así como la implementación de una guardia. Parte de los sucesos relacionados con el primer intento de invasión, son mencionados en Libro de las maravillas (1298) del mercader veneciano Marco Polo donde hace varias otras referencias a la isla de Cipango. Según Marco Polo, Cipango era una isla muy grande que se hallaba en el mar de China, a 1500 millas de la costa y que se encontraba habitada por indígenas blancos e idólatras, que no estaban bajo el yugo de ningún monarca extranjero. En el libro de las maravillas se destaca la riqueza incalculable que poseía dicho territorio, ya que el propio señor de la isla contaba con un gran palacio recubierto enteramente en oro.
El segundo intento de invasión tuvo lugar en 1281. Los samuráis efectuaron incursiones a los barcos enemigos desde pequeñas balsas, que solo tenían capacidad para transportar a doce guerreros, con el afán de evitar el desembarco de tropas en las costas. Después de una semana de enfrentamientos, un emisario imperial fue enviado para pedir a Amaterasu, la diosa del sol, que intercediera por ellos. Un tifón arrasó la flota mongola que se hundió casi en su totalidad. Este hecho dio origen al mito del Kamikaze (神風 lit. «Viento Divino»?), considerado como una señal de que Japón era el elegido por los dioses y, por lo tanto, éstos se encargarían de su seguridad y supervivencia. Los pocos sobrevivientes decidieron retirarse y de este modo el país no volvería a enfrentarse a una invasión de grandes proporciones hasta varios siglos después.

### Restauración Kenmu

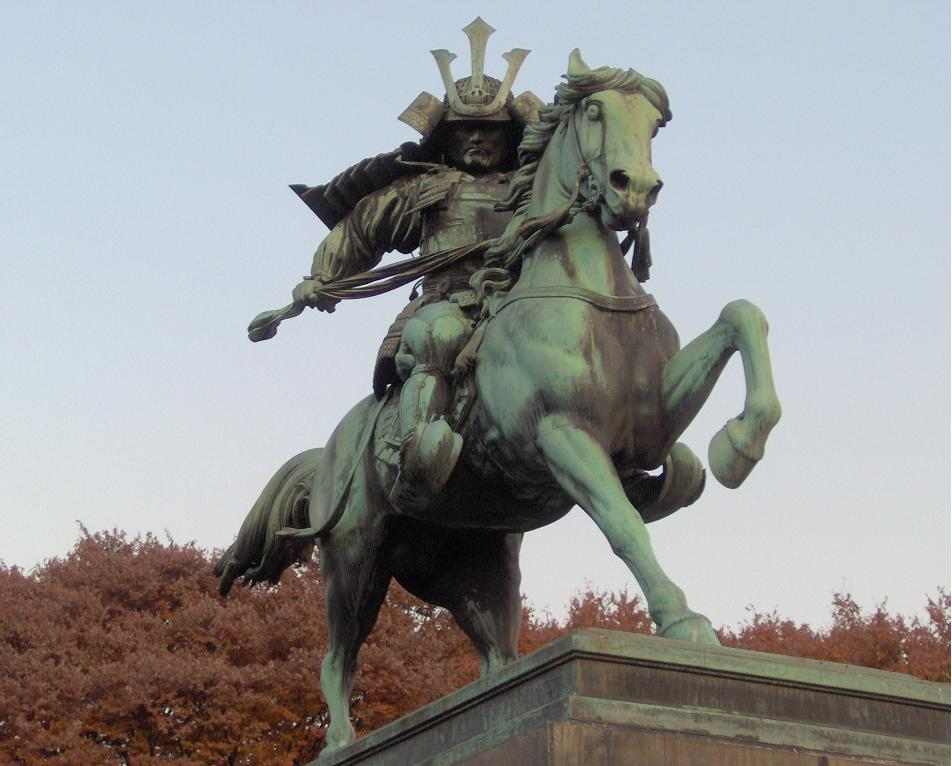
Estatua de Kusunoki Masashige en Tokio, un samurái de suma importancia en las guerras Nanbokuchō.

A principios del siglo XIV el clan Hōjō, que estaba en decadencia, se enfrentó a un intento de restauración imperial, ahora bajo la figura del emperador Go-Daigo (1318-1339). Cuando los Hōjō se enteraron de esto, enviaron un ejército desde Kamakura, pero el emperador huyó antes de que llegaran, llevándose las insignias imperiales con él. El emperador Go-Daigo buscó refugio en Kasagi entre monjes guerreros que le dieron la bienvenida y se prepararon para un posible ataque.
Después de intentos de negociación por parte de los Hōjō con el emperador Go-Daigo para que abdicara, y ante la negativa de este, decidieron subir al trono a otro miembro de la familia imperial. Sin embargo, debido a que el emperador se había llevado las insignias reales, no pudieron llevar a cabo la ceremonia. Kusunoki Masashige, un importante guerrero que a la postre serviría de referencia y modelo para los futuros samuráis, luchó por el emperador Go-Daigo desde un yamashiro (castillo en la montaña). Aunque su ejército no era muy numeroso, la orografía del lugar le brindaba una defensa extraordinaria. El castillo cayó finalmente en 1332, por lo que Masashige decidió huir para continuar después la lucha. El emperador fue capturado y llevado hasta el cuartel general de los Hōjō ubicado en Kioto y posteriormente sería exiliado a la isla de Oki. Los Hōjō intentaron terminar con el ejército encabezado por Masashige, quien edificó otro castillo en Chihaya aún con mejores defensas que el anterior, por lo que los Hōjō se vieron inmovilizados. La férrea defensa de Masashige motivó a Go-Daigo a regresar a la escena nuevamente en 1333. Al enterarse los Hōjō de su regreso, decidieron enviar a uno de sus principales generales tras él: Ashikaga Takauji. Ashikaga en ese momento decidió que sería más beneficioso para él y su clan aliarse con el bando del emperador. Por esta razón, decidió lanzar el ataque junto con su ejército hacia el cuartel general de los Hōjō en Rokuhara.
El golpe recibido por la traición de Ashikaga tuvo graves consecuencias para los regentes y su ejército fue mermado severamente. El golpe definitivo vendría ese mismo año de 1333, cuando un guerrero llamado Nitta Yoshisada se unió a los partidarios imperiales e incrementó sus fuerzas. Nitta y su ejército se dirigieron a Kamakura y vencieron a los Hōjō.

### Período Muromachi

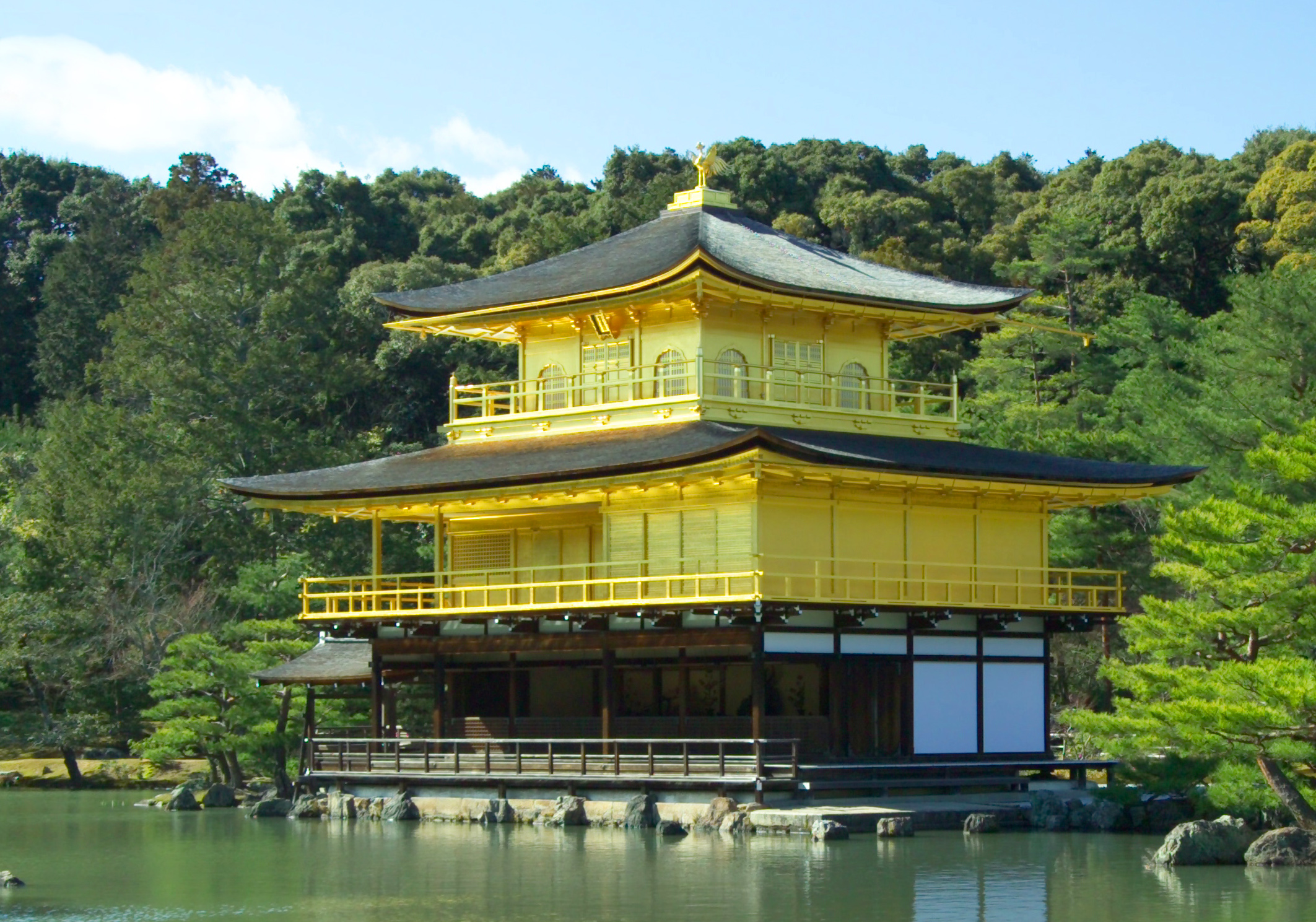
El Kinkakuji o «Templo del Pabellón dorado» es todo un símbolo en la ciudad de Kioto. Fue construido por el shōgun Ashikaga Yoshimitsu en 1397.

El período Muromachi (室町時代 Muromachi-jidai?) abarca la duración del shogunato Ashikaga (足利幕府 Ashikaga bakufu?), segundo régimen feudal militar, vigente desde el año 1336 hasta 1573. El período debe su nombre al área de Muromachi en Kioto, donde el tercer shōgun Yoshimitsu estableció su residencia.
Después de haber ayudado al emperador Go-Daigo recuperar el trono, Ashikaga Takauji esperaba recibir una cuantiosa recompensa por sus servicios. Debido a que consideró que lo ofrecido no era suficiente y aprovechando la insatisfacción de la clase samurái con el nuevo gobierno, decidió rebelarse. Los Ashikaga eran descendientes del clan Minamoto, por lo que podían acceder al trono imperial. Por esta razón, el emperador decidió actuar rápidamente y mandó un ejército contra Takauji, siguiéndolo hasta Kyūshū. Pero Takauji no fue vencido y regresó en 1336. El emperador mandó a Masashige a enfrentar las tropas rebeldes en Minatogawa (hoy Kōbe); el choque resultó una victoria decisiva para Takauji. Ante esta situación, Masashige decidió cometer seppuku. En este momento el shōgun nombró a su propio hijo (emperador Kōmyō), mientras que el emperador Go-Daigo huyó a la localidad de Yoshino, por lo que durante los siguientes cincuenta años existieron dos cortes imperiales: la Corte del Sur en Yoshino y la Corte del Norte en Kioto. Este conflicto se conocería como Nanbokuchō (南北朝?   literalmente «Cortes del Sur y del Norte»). No fue sino hasta 1392 y gracias a las habilidades diplomáticas de uno de los mayores gobernantes de la historia de Japón, el shōgun Ashikaga Yoshimitsu, que ambos linajes se reconciliaron y la Corte del Sur capituló.
Con la división del gobierno imperial se perdió todo el poder político efectivo, ya que la Corte del Norte recibía el patrocinio del shogunato y la Corte del Sur controlaba unos pocos territorios. El shogunato Ashikaga se erigió como Gobierno central, pero era muy débil, a diferencia del shogunato Kamakura. La principal razón es que los protectores provinciales de Japón ya no eran simples oficiales, y ya habían organizado a samuráis locales y formado ejércitos basados en el concepto de señor y vasallo, evolucionando hasta convertirse en señores feudales con mando independiente sobre varios lugares. Esta nueva clase de caudillos locales se denominó daimyō (大名?   lit. «grandes apellidos»).

#### Período Sengoku (1467-1568)
Después de un breve periodo de relativa estabilidad, se creó un vacío político durante el shogunato de Ashikaga Yoshimasa, nieto del célebre Ashikaga Yoshimitsu. Yoshimasa solía estar dedicado totalmente a cuestiones artísticas y culturales, por lo que desatendió completamente la situación económica y política del país. Debido a esto, terratenientes oportunistas comenzaron una lucha interna por poder y tierras, conocida como Guerra Ōnin (応仁の乱 Ōnin no Ran?), y además tomaron para sí mismos el título de daimyō. Este periodo de la historia, comprendido entre 1467 y 1568, es conocido como período Sengoku (戦国時代, Sengoku jidai?) o «periodo de estados en guerra». Es precisamente bajo este clima de inestabilidad y conflictos armados, en que los samuráis tienen su mayor participación.
Entre las figuras más importantes de este periodo se destacan a Takeda Shingen y Uesugi Kenshin, cuya legendaria rivalidad ha servido de inspiración a diversas obras literarias. Los ejércitos de Shingen y Kenshin se enfrentaron en las conocidas batallas de Kawanakajima (1553-1564). Aunque algunas de ellas fueron meras escaramuzas, la Cuarta Batalla de Kawanakajima, en 1561, tuvo gran importancia en cuanto a la aplicación de tácticas de combate, por las considerables bajas en ambos bandos, por el enfrentamiento cuerpo a cuerpo entre ambos líderes y por el resultado reñido en que acabó el combate.
La guerra derrumbó el orden del Estado antiguo y el sistema de territorios privados; en cambio, demostró la fortaleza de la clase guerrera y campesina ya que instituyeron entidades autónomas a nivel local. De igual manera, las ciudades que habían sido edificadas en las rutas claves de tráfico en Japón pasaron a ser administradas por ciudadanos armados. Los daimyos que lograban incorporar estas localidades autónomas a su poder político, por ende, obtenían mayor categoría y poder. Esta dinámica, con el surgimiento de nuevos centros políticos y económicos por todo el país, hizo que la sociedad del período Sengoku fuese muy diferente a la que había existido anteriormente, en el que el poder estaba concentrado exclusivamente en la capital.
Con esta lucha interna desmedida con el afán de obtener más poder y tierras, era solo cuestión de tiempo que algún poderoso daimyō intentara llegar hasta Kioto para buscar derrocar al shōgun, lo que sucedió en 1560. Imagawa Yoshimoto marchó hacia la capital acompañado de un gran ejército con este propósito. Sin embargo, no contaba con enfrentarse con las tropas de Oda Nobunaga, un daimyō secundario a quien superaba en una proporción de doce a uno en el número de soldados. Yoshimoto, confiado de su poder militar, solía celebrar la victoria incluso antes de terminar la batalla. Oda Nobunaga logró atacarlo desprevenido durante una de sus famosas celebraciones en la batalla de Okehazama. Cuando Yoshitomo salió de su tienda debido al escándalo que había, fue sorprendido y asesinado en ese mismo lugar. Nobunaga pasó entonces de ser un personaje secundario a convertirse una figura destacada de la escena política y militar del país.

#### Florecimiento cultural y contacto con Occidente

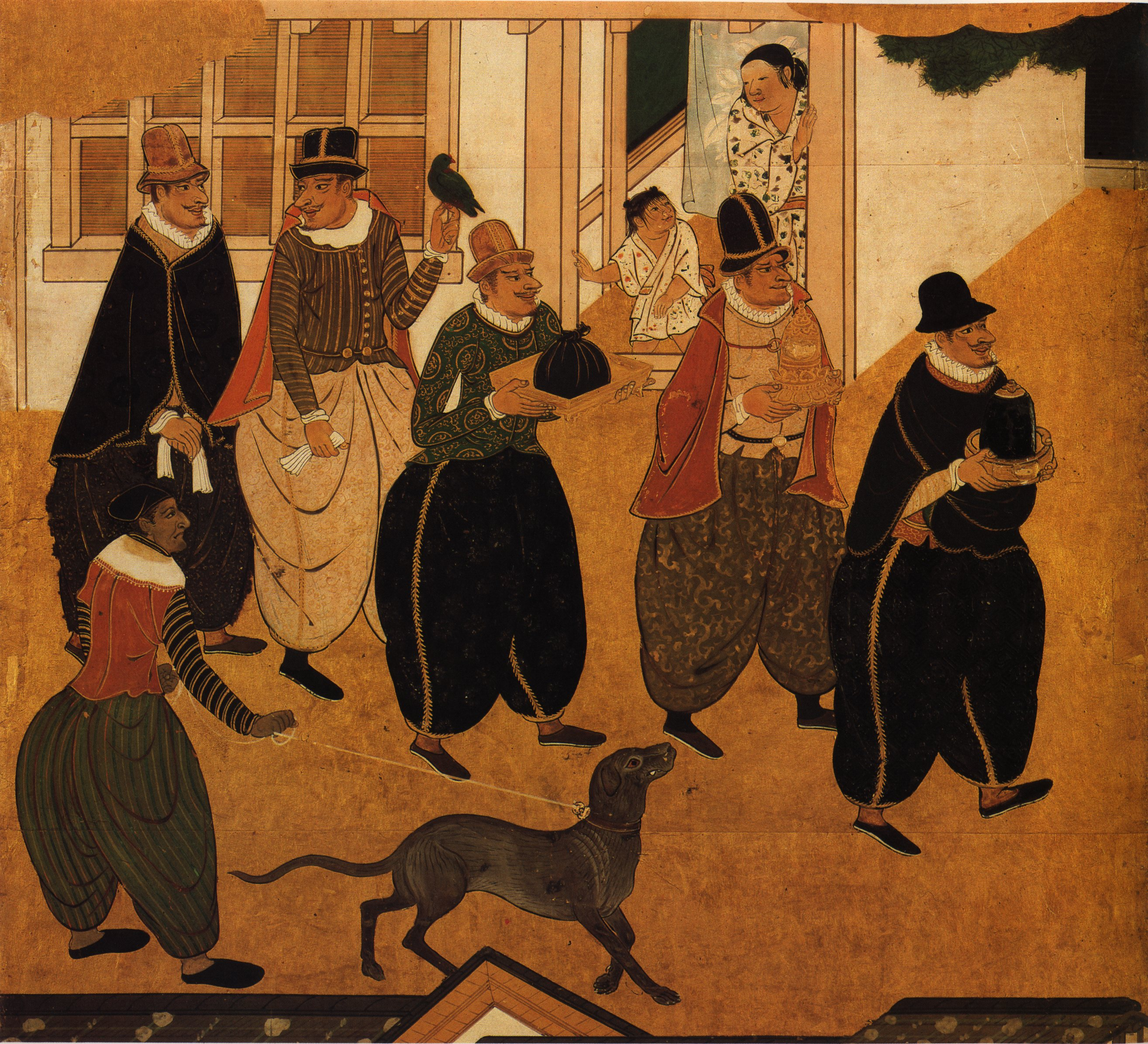
Grupo de Nanban portugueses.
Biombo de Kano Domi (finales del).

A pesar del estado de guerra, en este período se desarrollaron muchos elementos característicos de la cultura japonesa, tales como la arquitectura, pintura, canto y poesía. El tercer shōgun, Yoshimitsu, fue un gran impulsor de las artes y durante su reinado surgió la cultura Kitayama que se extendió durante la segunda mitad del siglo XIV y comienzos del siglo XV. En este período nació el drama nō y kyōgen y el propio shōgun ordenó la construcción del Kinkaku-ji (金閣寺?  Templo del Pabellón Dorado). Posteriormente, en la segunda mitad del siglo XV, el octavo shōgun, Yoshimasa, promovió la cultura Higashiyama, en la que el budismo zen y la estética wabi-sabi influyeron en la armonización cultural entre la Corte Imperial y la clase samurái, y el florecimiento de expresiones artísticas como la ceremonia japonesa del té, el ikebana, el kōdō, y el renga, entre otros.
Durante la etapa final del período Sengoku se produjo el arribo de los primeros europeos a Japón. Ocurrió en 1543, cuando un barco con portugueses a bordo naufragó en las costas de la isla de Tanegashima (al sur de Kyushu) y en dicho barco existían armas de fuego, que serían las primeras en ser introducidas a Japón. Posteriormente en 1549 el jesuita español Francisco Javier llegó a Kyushu y comenzó a propagar el cristianismo en Japón. Durante los años siguientes, comerciantes portugueses, holandeses, ingleses y españoles llegaron a Japón, al igual que misioneros jesuitas, franciscanos y dominicos. Los japoneses consideraron a los visitantes europeos como los nanban (南蛮?   «bárbaros del sur») debido a que llegaban a Japón desde esa dirección, mientras que los europeos consideraron a los japoneses como una sociedad feudal compleja, con una gran urbanización del país y una sofisticada tecnología preindustrial.
Las armas de fuego traídas por los portugueses fueron la mayor innovación durante el período, ya que se comenzaron a producir armas de fuego en muchas zonas de Japón y fue un factor decisivo el uso de arcabuces en la batalla de Nagashino en 1575. El cristianismo se propagó muy rápidamente, sobre todo en el oeste, e incluía la conversión de algunos daimyos. No obstante, las autoridades japonesas finalmente consideraron el cristianismo como una amenaza que podía desencadenar una posible conquista europea de Japón, por lo que prohibieron con violencia su práctica y progresivamente cortaron los vínculos comerciales con el resto del mundo (excepto China y Países Bajos) a comienzos del período Edo.

### Período Azuchi-Momoyama
En 1573 Nobunaga marchó hacia Kioto y destituyó al shōgun Ashikaga Yoshiaki, hecho que marcó el inicio de lo que se conoce como período Azuchi-Momoyama (安土桃山時代, Azuchi Momoyama jidai?), que toma su nombre de dos castillos emblemáticos de la época: el Castillo Azuchi y el Fushimi-Momoyama. Tan solo una semana después de haber logrado el retiro del shōgun Yoshiaki, Oda Nobunaga (1534-1582) logró convencer al emperador de que hiciera el cambio de nombre de la era a «Tenshō» como símbolo del establecimiento de un nuevo sistema político. Asimismo, el emperador le concedió el título de Udaijin (太政大臣?   lit. «gran ministro de Estado»), el mismo que ostentó por cuatro años hasta que, alegando deberes militares, lo delegó a su hijo.

#### Oda Nobunaga

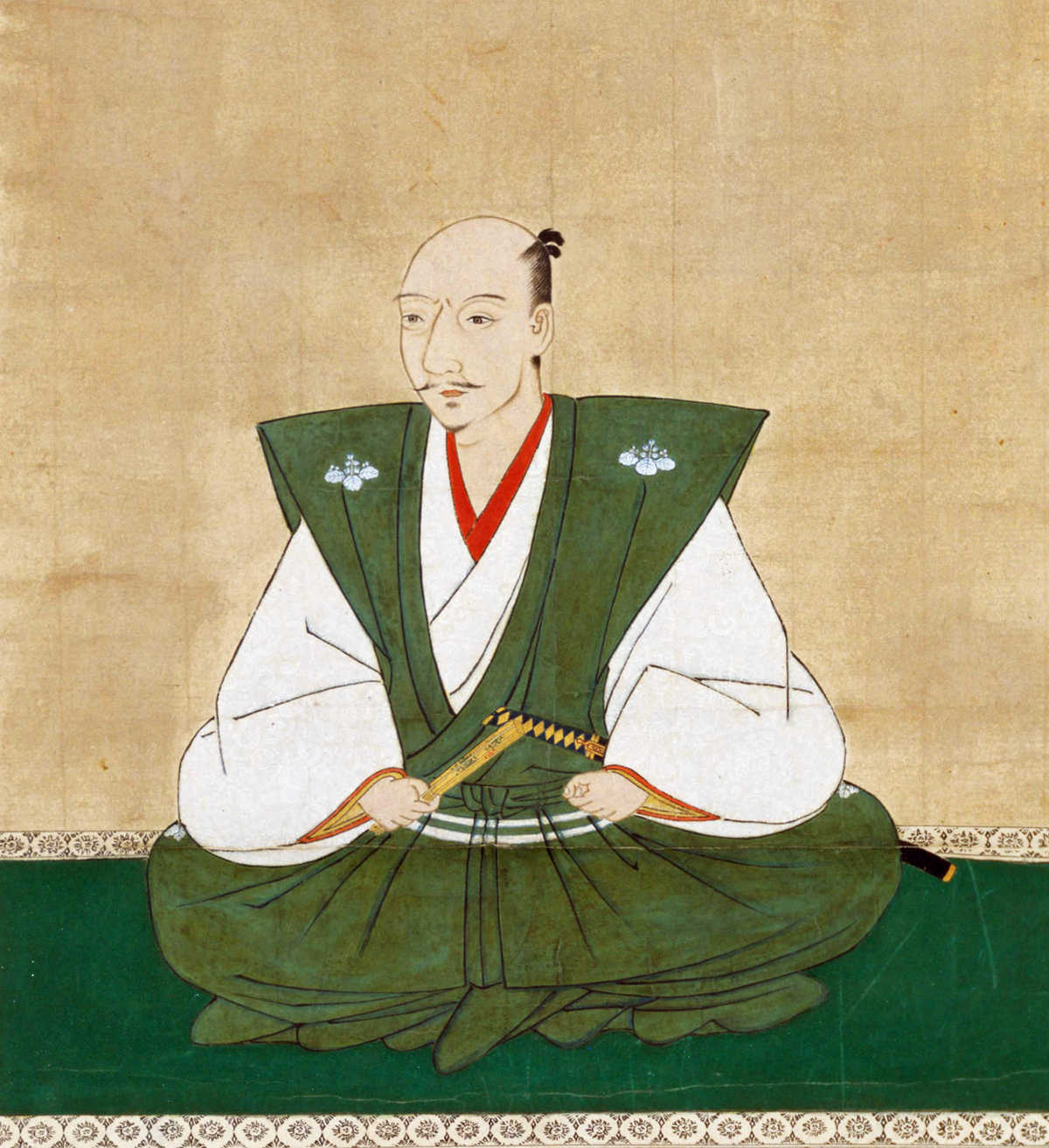
Oda Nobunaga depuso al shōgun Ashikaga Yoshiaki terminando así el shogunato Ashikaga.

Nobunaga había nacido en 1534 en la provincia de Owari y hasta 1560 había sido un daimyō menor. En 1560 Nobunaga logró fama y reconocimiento al vencer al numeroso ejército de Imagawa Yoshimoto durante la batalla de Okehazama. Después de ayudar a Yoshiaki a llegar al shogunato, emprendió una campaña para hacerse con el control de la parte central del país. En 1570 venció a los clanes Azai y Asakura durante la batalla de Anegawa y en 1575 derrotó a la legendaria caballería del clan Takeda durante la batalla de Nagashino. Otros de sus principales enemigos fueron los monjes guerreros Ikkō-Ikki, miembros de la secta budista del Jōdo-Shinshu. Con los Ikkō-Ikki Nobunaga mantuvo una rivalidad de doce años, diez de los cuales dedicó al asedio más largo de la historia de Japón: el de la fortaleza Ishiyama Hongan-ji.
En 1576 construyó el castillo Azuchi, el cual se convirtió en su base de operaciones. Para 1582 Nobunaga dominaba casi toda la parte central de Japón, así como sus dos principales caminos: el Tōkaidō y el Nakasendō, por lo que decidió extender su dominio hacia el oeste. Se encomendó esta tarea a dos de sus principales generales: Toyotomi Hideyoshi pacificaría la parte sur de la costa oeste del mar Interior de Seto, en Honshū, mientras que Mitsuhide Akechi marcharía por la costa norte del mar de Japón. Durante el verano de ese mismo año, Hideyoshi se encontraba detenido durante el asedio al castillo Takamatsu, que controlaba el clan Mōri. Hideyoshi le solicitó a Nobunaga refuerzos, quien ordenó a Mitsuhide que fuera por delante para después unírseles. Mitsuhide, en medio de la marcha, decidió dar media vuelta hacia Kioto, donde Nobunaga había decidido quedarse en el templo Honnōji con tan solo su guardia personal. Mitsuhide atacó el templo y lo incendió en lo que se conoce como «Incidente de Honnōji», en el que murió Nobunaga al cometer seppuku.

#### Toyotomi Hideyoshi

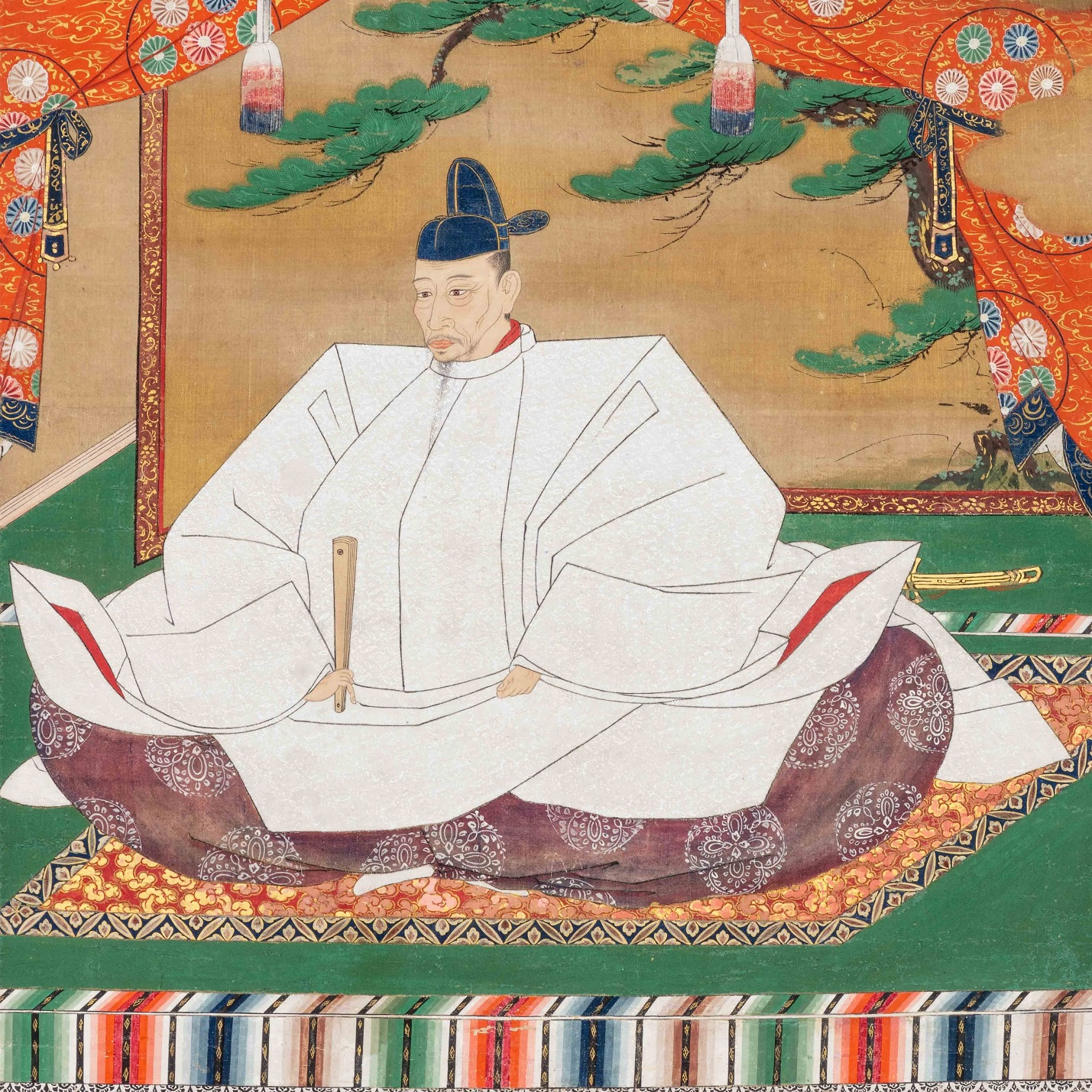
Retrato de Toyotomi Hideyoshi.

Toyotomi Hideyoshi (1536-1598) provenía de una familia de origen muy humilde y su padre había sido un campesino que había luchado en el ejército de Nobunaga como soldado ashigaru hasta que el disparo de un arcabuz le obligó a retirarse. Hideyoshi siguió los pasos de su padre y gracias a su destreza en el campo de batalla fue promovido rápidamente en diversas ocasiones, llegando a convertirse en uno de los principales generales del clan Oda.
Durante el «Incidente de Honnō-ji», Hideyoshi se encontraba asediando el castillo Takamatsu y recibió rápidamente la noticia de la muerte de su maestro, por lo que inmediatamente hizo una tregua con el clan Mōri y regresó a Kioto a marchas forzadas. El ejército del nuevo shōgun Akechi Mitsuhide, que se había arrogado el título, y el de Hideyoshi se encontraron en las orillas del río Yodo, muy cerca de un pequeño poblado llamado Yamazaki, del cual el enfrentamiento recibe su nombre. Hideyoshi salió victorioso y Mitsuhide se vio obligado a escapar. Durante su huida, un grupo de campesinos le dio muerte, terminando así su gobierno de tan solo trece días.
El hecho de haber vengado la muerte de su antiguo maestro le dio la oportunidad esperada de convertirse en la máxima autoridad militar del país y durante los siguientes dos años enfrentó y venció a los rivales que se le opusieron. En 1585, y después de haber afianzado el control del centro del país, comenzó con el avance hacia el oeste, más allá de los límites que había alcanzado Nobunaga. Para 1591 Hideyoshi había logrado unificar el país, por lo que decidió conquistar China. Solicitó la asistencia de la dinastía Joseon de Corea para atacar a la dinastía Ming y que se le garantizara un pasaje seguro, a lo que el Gobierno coreano se negó. Corea fue entonces el escenario de dos grandes invasiones por parte de tropas japonesas entre 1592 y 1598; la segunda concluyó con la muerte de Hideyoshi, quien durante todo ese tiempo permaneció en Japón.
Debido a que Hideyoshi no tenía ascendencia real ni procedía de ninguno de los clanes japoneses históricos, nunca le fue otorgado el título de shōgun. En cambio, recibió una serie de títulos menores: el de Kanpaku (関白?   regente) en 1595, el de Daijō Daijin (太政大臣?) en 1586; finalmente decidió utilizar el título de Taikō (太閤?   «Kanpaku retirado»).

#### Tokugawa Ieyasu

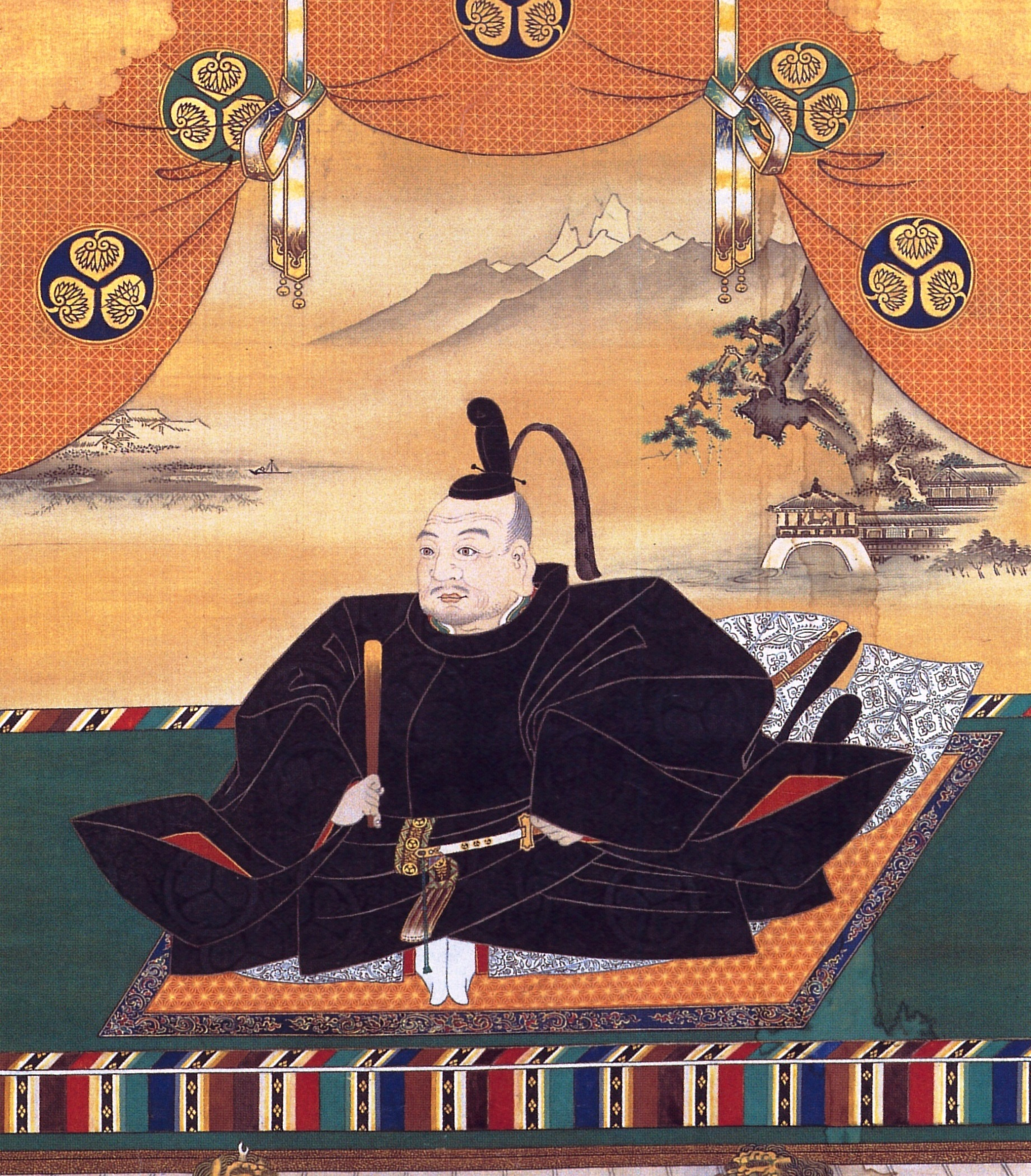
Tokugawa Ieyasu.

Tokugawa Ieyasu (1542-1616) pasó la mayor parte de su infancia como rehén de la corte de Imagawa Yoshimoto, ya que su clan era vasallo de los Imagawa. Después de la victoria de Oda Nobunaga sobre Yoshimoto, muchos de los daimyō desertaron, ya fuera que se independizaran o se declararan aliados del clan Oda, siendo el más notable de estos últimos el caso del propio Ieyasu.
Bajo las órdenes de Nobunaga, Ieyasu peleó en 1564 en contra de los Ikkō-ikki de la provincia de Mikawa y en 1570 peleó durante la batalla de Anegawa al lado de las fuerzas de Nobunaga. En 1572 tuvo que enfrentar uno de sus mayores retos militares de su vida: la batalla de Mikatagahara, donde su ejército fue derrotado por la caballería de Takeda Shingen, quien moriría al año siguiente de un disparo de arcabuz. En 1575 estuvo presente en la batalla de Nagashino donde el clan Takeda fue derrotado y desde ese momento se dedicó a consolidar su posición militar, aún después de que Toyotomi Hideyoshi tomara el control del país.
Debido a que el feudo de Ieyasu se encontraba en el centro del país, evitó asistir a las campañas de pacificación en Shikoku y Kyūshū, aunque tuvo que enfrentar al clan Hōjō tardío en 1590, durante el asedio de Odawara. Gracias a la victoria frente a los Hōjō, Hideyoshi le dio las tierras confiscadas, por lo que trasladó su capital a Edo (hoy Tokio). Su nueva ubicación en Kyūshū le permitió además evadir la responsabilidad de combatir durante las invasiones japonesas a Corea, guerra que debilitó de manera significativa los ejércitos de sus principales rivales.

##### Batalla de Sekigahara
Tras la muerte de Hideyoshi, Tokugawa Ieyasu comenzó a establecer una serie de alianzas con figuras poderosas del país por medio de matrimonios arreglados, por lo que Ishida Mitsunari, uno de los cinco bugyō (奉行?   magistrado), empezó a reunir a todos aquellos que se oponían a Ieyasu.
El 22 de agosto de 1599, mientras que Ieyasu organizaba su ejército con la intención de enfrentarse a un daimyō rebelde llamado Uesugi Kagekatsu, Mitsunari decidió actuar respaldado por los otros bugyō y tres de los cuatro tairō (大老?   lit. «Gran anciano»), los cuales enviaron una queja formal contra Ieyasu acusándolo de trece cargos distintos. Entre los cargos destacaban haber dado en matrimonio hijas e hijos con fines políticos y haber tomado posesión del castillo de Osaka, antigua residencia de Hideyoshi, como si fuera suyo. Ieyasu interpretó la misiva como una clara declaración de guerra, por lo que virtualmente todos los daimyō del país se enlistaron, ya fuera en el «Ejército del Oeste» de Mitsunari o el «Ejército del Este» de Ieyasu.
Ambos ejércitos se enfrentaron en lo que se conoce como la batalla de Sekigahara (関ヶ原の戦い Sekigahara no tatakai?), que tuvo lugar el 21 de octubre (15 de septiembre en el antiguo calendario chino) del año 1600 en Sekigahara (hoy Prefectura de Gifu). En dicha batalla, Ieyasu resultó victorioso después de que varios generales del «Ejército del Este» decidieran cambiar de bando en el transcurso del conflicto. Ishida Mitsunari se vio obligado a huir, aunque más tarde fue capturado y decapitado en Kioto. Gracias a esta victoria, Ieyasu se convirtió en la máxima figura política y militar del país.

La victoria de Ieyasu durante la batalla de Sekigahara dio paso al shogunato Tokugawa, que duraría más de doscientos cincuenta años en el poder.

### Período Edo

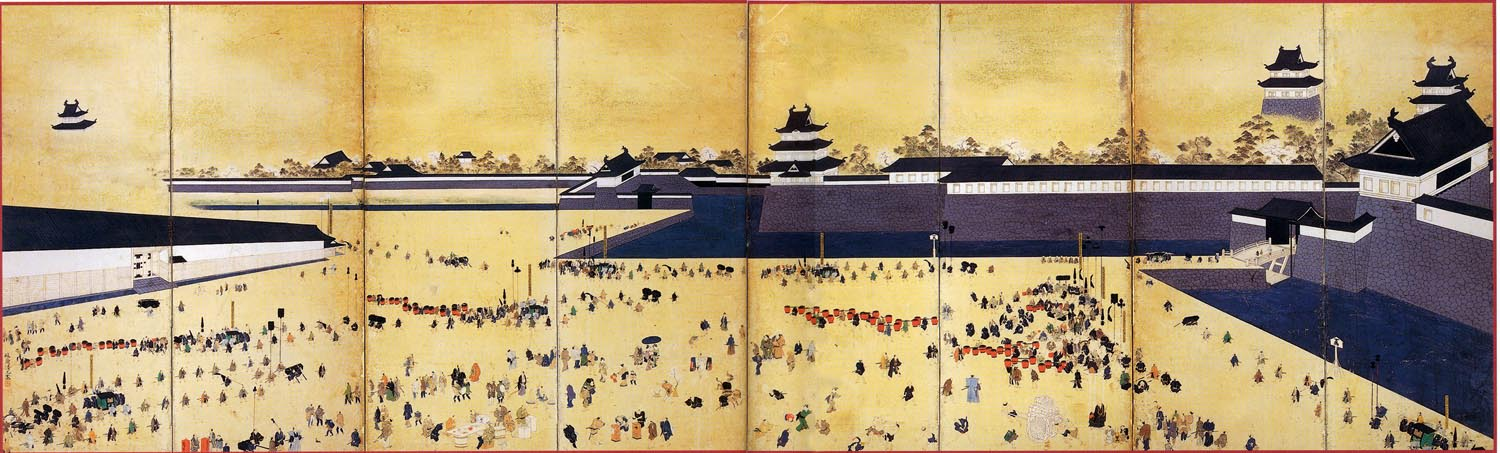
Recepción de los daimyos en el castillo Edo aplicando la política del sankin kōtai, que permitía el control de éstos por el shogunato, forzándolos a tener una doble residencia que se alternaba entre Edo y su feudo, el «secuestro» de sus familias en Edo y el coste del transporte entre ambos lugares.
Biombo de Kyosai Kiyomitsu (1847).

El período Edo (江戸時代 Edo jidai?), también conocido como período Tokugawa (徳川時代 Tokugawa jidai?), es una división de la historia de Japón, que se extiende de 1603 a 1868. El periodo delimita el shogunato Tokugawa o, por su nombre original en japonés, Edo bakufu (江戸幕府?), el cual fue el tercer y último shogunato que ostentó el poder en Japón.
En 1603, Ieyasu fue nombrado oficialmente por el emperador Go-Yōzei como shōgun, puesto que ocuparía solo por dos años, pues en 1605 decidió abdicar en favor de su hijo Hidetada, tomando para sí el título de Ōgosho (大御所?   «shōgun enclaustrado»). Como ōgosho mantuvo el control del gobierno. Tuvo además que enfrentarse a la amenaza de Toyotomi Hideyori, hijo de Hideyoshi, ya que algunos partidarios aseguraban que era el legítimo sucesor del gobierno y muchos samuráis y rōnin se aliaron con él con la finalidad de combatir al shogunato, lo cual desembocó en dos batallas resumidas con el nombre de «asedio de Osaka». En 1614, los Tokugawa, bajo el liderazgo del Ōgosho Ieyasu y del shōgun Hidetada, dirigieron un numeroso ejército al castillo Osaka en lo que se conoce como «El Asedio de Invierno de Osaka». Finalmente, Ieyasu hizo un trato con la madre de Hideyori, Yodogimi, y las tropas de Tokugawa comenzaron a llenar el foso con arena, por lo que Ieyasu regresó a Sunpu. Después de que Hideyori se negó nuevamente a abandonar el castillo, este último fue asediado, en lo que se conoce como «Asedio de Verano de Osaka». Finalmente, a finales de 1615, el castillo cayó durante la batalla de Tennōji, donde los defensores fueron muertos, incluyendo a Hideyori, quien decidió cometer seppuku. Con los Toyotomi exterminados, ya no existieron amenazas serias para la dominación de los Tokugawa de Japón.
Con la unificación ocurrida en el período Azuchi-Momoyama, Japón se había convertido en un país más pacífico, y en el período Edo se consolidó la estructura social que se había establecido tras la unificación de Hideyoshi, con tres rangos: la clase gobernante samurái, la agrícola y la ciudadana (artesanos, mercaderes y comerciantes). La pacificación y el aumento de la producción de oro y plata desde el período Azuchi-Momoyama, dieron condiciones de vida más estables en las clases sociales durante más de dos siglos y medio, a diferencia de períodos anteriores, y esto trajo como consecuencia que la población desarrollara sus habilidades vocacionales. La clase samurái se organizó y desarrolló un sistema administrativo eficiente y legal, así como avances en varios campos de la erudición, mientras que los agricultores y ciudadanos mejoraron en el ámbito material. En el siglo XVII la producción de arroz se había duplicado y el cultivo de cosechas valiosas en el mercado se extendió en todos los pueblos. Con el desarrollo industrial se alcanzó un nivel de prosperidad en muchas ciudades y el poder económico de los comerciantes sobrepasó al de los samuráis.

#### Sakoku

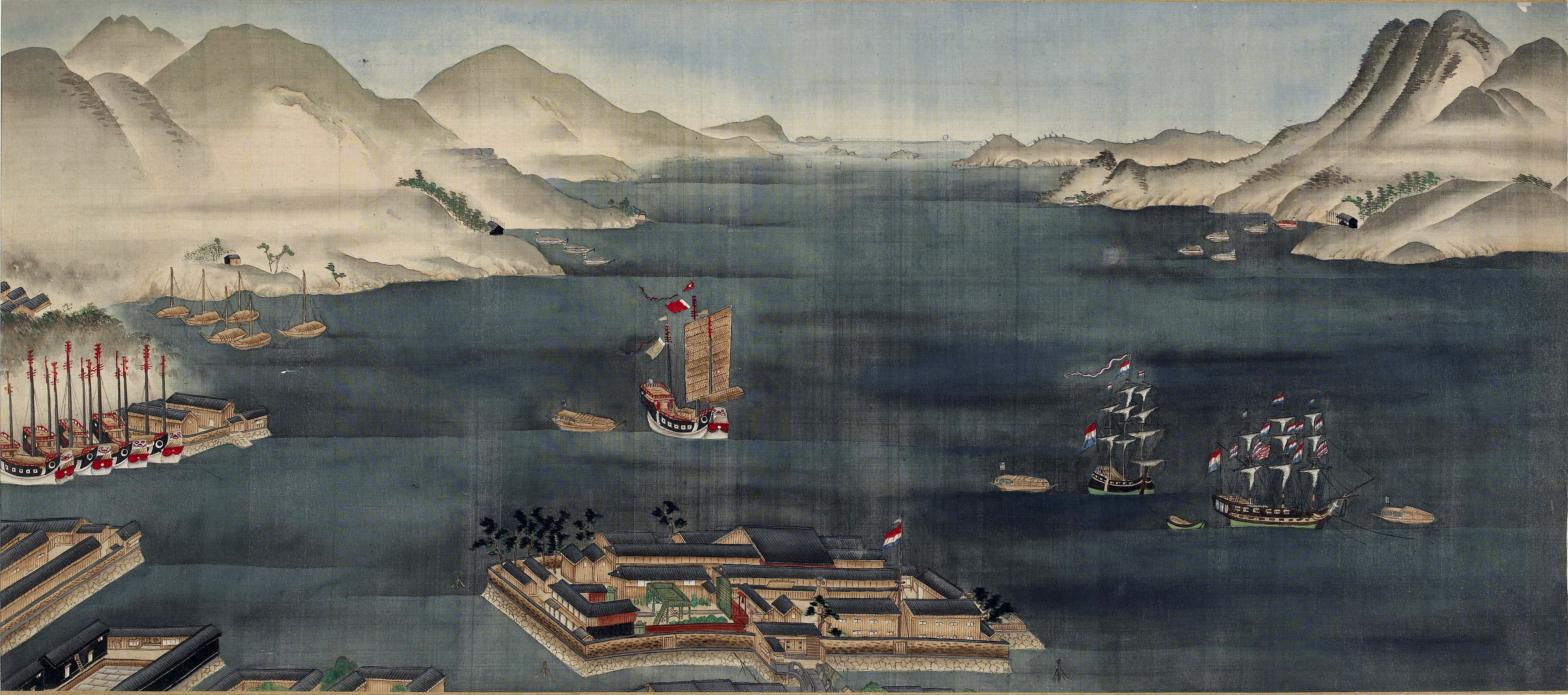
Vista del puerto de Nagasaki y de la isla de Dejima (abajo al centro). Se observan dos barcos holandeses (a la derecha) y varios juncos chinos estacionados en el puerto y uno cerca de Dejima. El Imperio chino y los Países Bajos fueron los únicos en comercializar con Japón durante el sakoku.
Pintura de 1820.

Cuando Ieyasu asumió el poder, aún Japón estaba en el esplendor del período comercial Nanban, y aunque aún se permitía la comercialización con los europeos al igual que con Hideyoshi, se observaba con recelo sus acciones. En 1614 se hizo el primer viaje transocéanico hacia Occidente por el galeón San Juan Bautista, con una embajada japonesa encabezada por Hasekura Tsunenaga. También el shogunato había permitido entre 1604 y 1636 el uso de 350 shuinsen, barcos mercantes que hicieron intercambios comerciales en varias regiones de Asia.
No obstante, la constante expansión del cristianismo era considerado por el shogunato como un «problema», sobre todo con las ventajas que tenían los daimyos cristianos de Kyūshū y su relación con los comerciantes europeos, y la percepción de que la presencia de españoles y portugueses en Japón desencadenaría un proceso de conquista similar a la ocurrida en el Nuevo Mundo, en especial la conquista de Filipinas por los españoles. El shogunato pensó que la actividad de los misioneros europeos era una fachada que escondía la intención de una conquista política. En 1612 se obligó a los vasallos y residentes de las propiedades del clan Tokugawa a que abandonaran el cristianismo, en 1616 se restringió el comercio exterior a las ciudades de Hirado y Nagasaki, en 1622 se ejecutaron a 120 misioneros y conversos, en 1624 se expulsó a los españoles de Japón y en 1629 se ejecutaron otros miles de conversos.
Durante el gobierno del tercer shōgun Tokugawa, Iemitsu, se registró la primera gran hambruna del shogunato Tokugawa, la cual se extendió desde 1630 hasta 1640-1641, lo que ocasionó protestas de campesinos en 1632, 1633 y 1635. La Rebelión Shimabara de 1637-1638 fue la consecuencia más dramática de la deteriorada relación con el gobierno debido a esta crisis, en la que campesinos católicos se enfrentaron contra el numeroso ejército del gobierno. aunque dicha protesta no tenía fines religiosos ni políticos, este evento al parecer convenció a Iemitsu de restringir el cristianismo en Japón definitivamente, por lo que emitió una orden en 1639 en la que se prohibía dicha religión, además que se impediría la entrada al país de los sacerdotes portugueses y la salida de japoneses so pena de muerte, así como la exclusión de Japón al mundo. Durante este período de aislamiento, conocido como sakoku (鎖国?), las relaciones comerciales con todas las naciones europeas cesaron, a excepción de los Países Bajos, con quienes se mantuvo activo el comercio pero este estaba autorizado exclusivamente en Dejima. Japón siguió manteniendo relaciones comerciales con China y Corea, aunque de manera limitada.

#### Sociedad y política
Con el shogunato Tokugawa se estableció una estructura de poder equilibrado, conocido como bakuhan (el shogunato y los feudos), en el que el shogunato gobernaba de manera directa la ciudad de Edo, sede del gobierno militar, mientras que los daimyos gobernaban en sus feudos. Tras la pacificación, muchos samuráis perdieron sus posesiones y tierras, ya que solo existían unos pocos daimyos (unos 260 hacia el siglo XVIII), por lo que tenían pocas opciones: dejar sus espadas y convertirse en campesinos, ser vasallos del daimyō o ser vasallos del shōgun (volverse hatamoto). Los daimyos también fueron controlados estrictamente, ya que el shogunato les impuso la política del sankin kōtai desde 1635 hasta 1862, en el que la familia del daimyō debía vivir de manera obligada en la ciudad de Edo, mientras que el daimyō debía alternar su residencia anualmente entre Edo y su feudo, lo que ocasionaba gastos añadidos al tener que mantener dos residencias y sufragar cuantiosas procesiones, limitaba su poder económico y militar y evitaba así cualquier intento de rebelión en contra del shogunato.
Aparte de los integrantes del bakuhan, el emperador y los cortesanos (kuge) disfrutaron también de una posición privilegiada. Debajo de ellos estaban las «cuatro clases sociales» (身分制 mibunsei?) en que se dividió la población: los samurái en la cima (alrededor del 5 % de la población), luego los campesinos (alrededor del 80 %), seguidos por los artesanos y, en último lugar, los comerciantes. Los campesinos debían vivir de manera obligada en los campos, mientras que los samurái, los artesanos y comerciantes vivían en las ciudades que se formaban alrededor del castillo del daimyō y estaban subordinados a su feudo. Aparte de este sistema, estaban los eta y los hinin, las categorías más desfavorecidas, que eran considerados desde parias hasta «no humanos».

#### Cultura

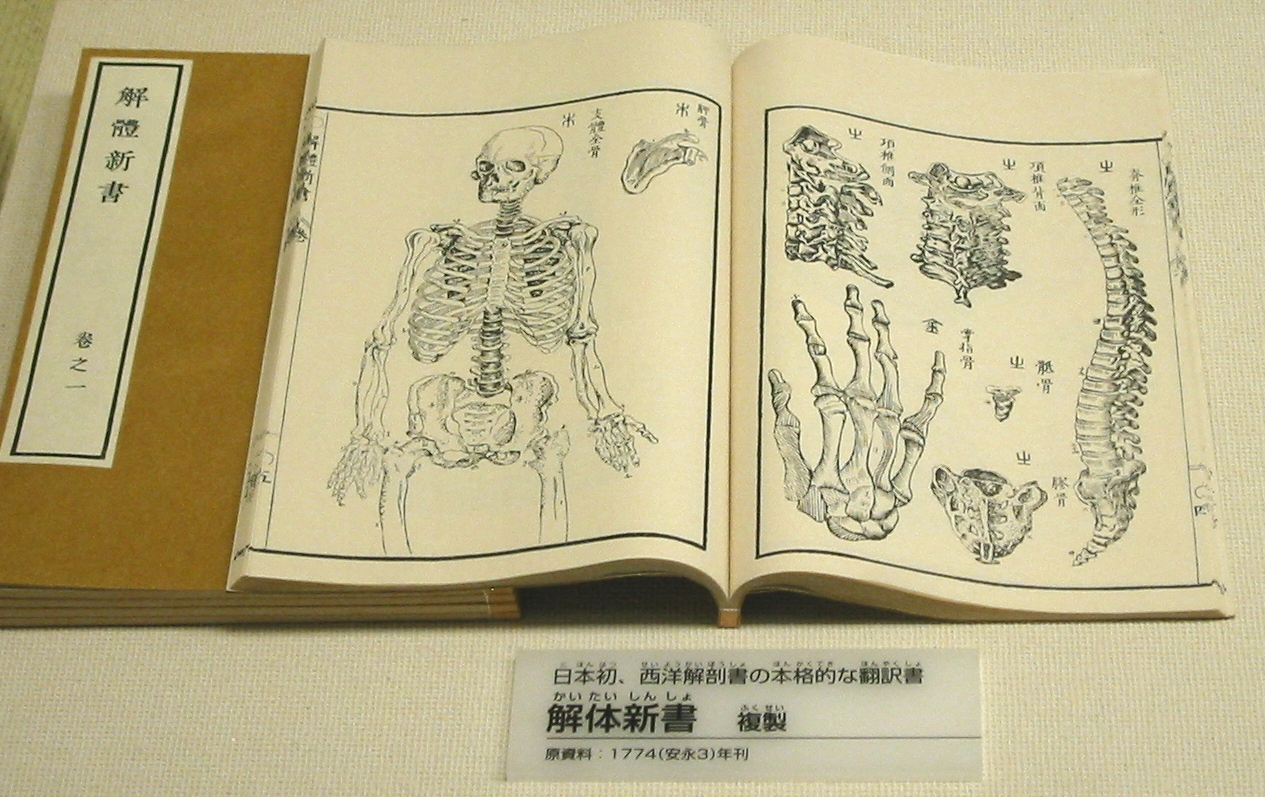
Kaitai Shinsho, tratado de anatomía publicado en 1774 y es una traducción al japonés del libro neerlandés Ontleedkundige Tafelen, hecho por estudiosos del rangaku.

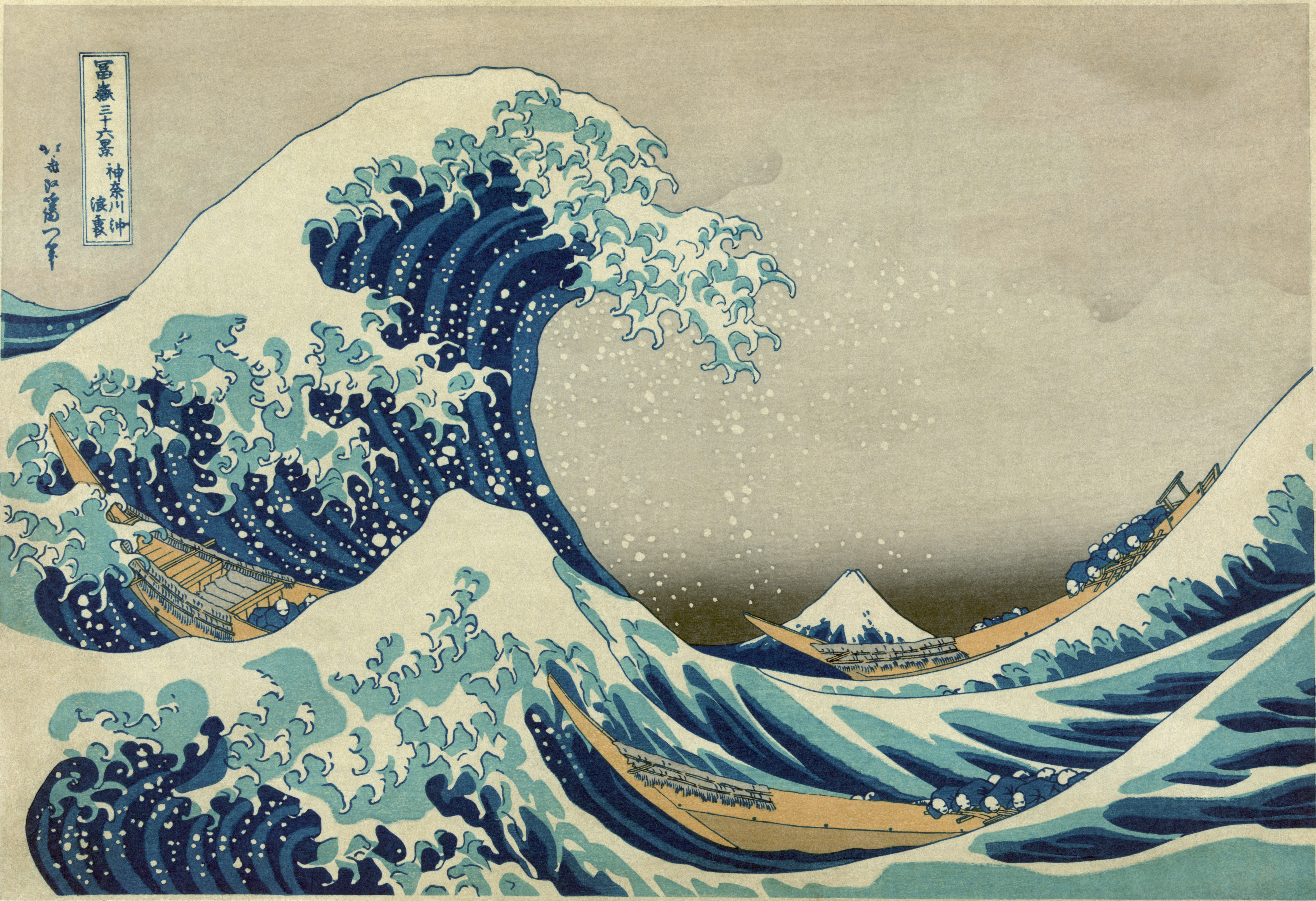
La gran ola de Kanagawa, grabado ukiyo-e hecho por Hokusai en 1832.

Japón recibió de manera tímida las técnicas y ciencias occidentales del rangaku (蘭学?   «aprendizaje holandés») a través de libros y fuentes que llevaban los comerciantes holandeses en Dejima. Los campos de estudio abarcaban desde la medicina, geografía, astronomía, arte, ciencias naturales, idiomas, física y mecánica. Durante el gobierno del shōgun Tokugawa Yoshimune se flexibilizó la introducción de libros extranjeros en 1720 y se permitió la traducción de éstos al japonés, lo que causó un mayor auge de este estudio. A comienzos del siglo XIX había un claro intercambio cultural entre japoneses y holandeses. Por ejemplo, el doctor Philipp Franz von Siebold enseñó medicina occidental por primera vez en 1824 a estudiantes japoneses, con el permiso del shogunato. Sin embargo, el shogunato decidió revertir su apoyo al rangaku en 1839 promulgando el edicto bansha no goku, que provocó la represión de varios estudiosos que cuestionaban los efectos del sakoku y del edicto de repulsión de naves extranjeras de 1825. No obstante, estos edictos dejaron de tener efecto en 1842 y el rangaku volvió a ser enseñado, hasta que se volvió obsoleto con la abolición del sakoku una década después.
De manera local, el neoconfucianismo se convirtió en el principal movimiento intelectual y se permeó en el shogunato, apelando a una mayor atención a la vida secular del hombre y de la sociedad, teniendo como consecuencia un pensamiento racionalista y humanista. Hacia mediados del siglo XVII se había convertido en la principal corriente filosófica y sentó las bases de la escuela kokugaku (国学?   «aprendizaje nacional») que rechazaba el confucianismo chino y valoraba la cultura japonesa previa a la influencia china.
Con la expansión del neoconfucianismo, la clase samurái mostró un mayor interés en la historia japonesa y en el cultivo de las artes, dando como resultado el bushido (camino del guerrero). También hubo un florecimiento cultural en la clase popular, a través del chōnindō, y la educación, el alfabetismo y la enseñanza de la aritmética se extendieron de manera general a la población.
Una de las consecuencias de este estilo de vida más culto fue la aparición del ukiyo (浮世?   «mundo flotante»), que era el estilo de vida divertido y entretenido que tenía la clase media y que produjo un florecimiento cultural en la era Genroku (1688-1704, llamado también cultura Genroku): el bunraku, el kabuki, las geishas, la ceremonia del té, la música, poesía y literatura se convirtieron en parte de ese mundo y fue expuesto como arte a través del ukiyo-e. El ukiyo-e comenzó a finales del siglo XVII por Harunobu, y tuvo como máximos exponentes a Kiyonaga y Utamaro en el siglo XVIII y a Hiroshige y Hokusai en la primera mitad del siglo XIX.
Entre los principales exponentes de la literatura de este período están el dramaturgo Chikamatsu Monzaemon y al poeta Matsuo Bashō, quien escribió versos haiku durante su viaje por varios sitios en Japón a finales del siglo XVII.

#### Comienzo del declive
Hacia el siglo XVIII, el tráfico de mercancías experimentó un crecimiento significativo tanto en las áreas urbanas como en las rurales. Esto trajo como consecuencia que tanto el shogunato como los daimyos se encontraron en el punto en que los ingresos de los impuestos que estaban basados en la producción del arroz, estaban volviéndose insuficientes para cubrir los gastos que aumentaban cada año. Se optó con el aumento de los impuestos, pero esto ocasionó rebeliones por parte de la clase campesina, sumadas a la aparición de numerosas hambrunas y desastres naturales que azotaban el país, como el gran incendio de Meireki de 1657, el terremoto de Genroku de 1703 y la erupción del monte Fuji de 1707, que causaron miles de fallecidos. Es por ello que el shogunato realizó varias reformas con el fin de contener un declive de la gobernabilidad del país: las reformas Kyōhō (1717-1744) tenían como objetivo la solvencia financiera del gobierno, las reformas Kansei (1787-1793) resolvieron varios problemas sociales provocados por la gran hambruna de Tenmei, ocurrida ente 1782 y 1788, y en revertir algunas decisiones gubernamentales, las reformas Tenpō (1830-1842) tuvieron como objetivo controlar el caos social causado por la gran hambruna de Tenpō, se prohibió la inmigración a Edo, el rangaku y la formación de sociedades, aunque el alcance de estas reformas se extendió a nivel militar, religioso, financiero y agrícola; y por último las reformas Keiō (1866-1867), que tuvieron como fin contener la creciente rebelión que existía en los dominios de Satsuma y Chōshū, sin éxito alguno.
A pesar de que el gobierno trató de contener los problemas, estos se volvieron más notorios y surgió en el sector popular el deseo de mayores transformaciones ante la inacción del shogunato. Uno de estos casos fue el del samurái Ōshio Heihachirō, un oficial de menor categoría del shogunato en Osaka y que durante la gran hambruna de Tenpō suplicó a sus superiores que alimentasen a las víctimas del hambre. Ante la negativa de estos, Heihachirō vendió sus libros con el fin de ayudar a la gente, y posteriormente siguiendo los preceptos neoconfucionistas, acusó al shogunato de corrupción. Creó un ejército con campesinos, estudiantes neoconfucionistas y otros plebeyos y suscitó una rebelión en 1837 que destruyó parte de la ciudad antes de que las tropas del gobierno lograsen sofocarla. Heihachirō cometió seppuku cuando fue capturado.

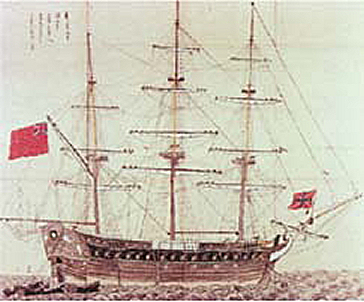
Representación japonesa del HMS Phaeton en la bahía de Nagasaki en 1808. Este incidente fue uno de los pocos intentos de Occidente en romper sin éxito la política del sakoku.

De manera paralela a lo que ocurría dentro del país, algunos países extranjeros comenzaron a presionar al shogunato a que abandonara el sakoku. A finales del siglo XVIII varios exploradores rusos llegaron a las islas Kuriles y a Hokkaido (Pavel Lebedev-Lastochkin en 1778 y Adam Laxman en 1792) con el objetivo de finalmente abrir el comercio con Japón, tarea que fue asignada sin éxito por Nikolai Rezanov en 1804, por lo que el Imperio ruso se enfrentó con el shogunato en la disputa de las islas de Sajalín y las Kuriles en la primera mitad del siglo XIX.
En 1808, la fragata británica HMS Phaeton llegó al puerto de Nagasaki, poniendo en jaque a las autoridades de Dejima y del shogunato al exigir por la fuerza suministros bajo la amenaza de disparar sus cañones contra las embarcaciones japonesas y chinas ancladas en el puerto. El Nagasaki bugyō (oficial del shogunato de la ciudad), Matsudaira Yashuide, inicialmente pidió refuerzos pero por la demora de estos, finalmente accedió a las demandas de los ingleses. Tras el incidente Yasuhide cometió el seppuku y puso en alerta a las autoridades del shogunato sobre la presencia de barcos extranjeros, incentivando el «edicto de repulsión de barcos extranjeros» creado en 1825.
El incidente del Morrison de 1837, en donde un barco mercante estadounidense que iba a devolver unos náufragos japoneses fue cañoneado, junto con la derrota del Imperio chino en la guerra del Opio en 1842 y que señaló un cambio de rumbo en la situación internacional en el Extremo Oriente, derivó en críticas al shogunato sobre su política de aislamiento, teniendo como resultado la abolición en 1842 del edicto de repulsión de barcos extranjeros, la suspensión de las ejecuciones de los extranjeros que llegasen al país y en proveer suministros a sus barcos. Es así que los balleneros de Inglaterra, Estados Unidos y otros países llegaron a las costas de Japón a pedir agua y alimentos. A pesar de que con esta abolición no tenía fines comerciales, algunos países insistieron en la apertura del país: en 1846 el comandante estadounidense James Biddle, quien firmó el primer tratado entre Estados Unidos y China, intentó sin éxito la apertura comercial con Japón, pero en 1848 el capitán James Glynn logró la primera negociación exitosa con el shogunato y fue la persona que recomendó al Congreso de Estados Unidos la negociación con Japón, si era posible, por la fuerza, siendo una de las causas de la expedición del Comodoro Perry en 1853.

#### Bakumatsuy Restauración Meiji

Matthew Perry obligó a Japón a terminar el aislamiento en 1853.

Aunque el sistema político establecido por Ieyasu y afinado por sus dos sucesores Hidetada y Tokugawa Iemitsu se mantuvo prácticamente intacto hasta mediados del siglo XIX, distintos cambios políticos, sociales y económicos volvieron al Gobierno Tokugawa ineficiente y posteriormente causaron su colapso. Desde mediados del siglo XVIII, el shogunato y los daimyos sufrieron serias dificultades económicas debido a que la riqueza pasó a la sociedad comerciante de las zonas urbanas. El creciente descontento entre los granjeros y samuráis motivó al Gobierno a intentar contrarrestar la situación por medio de diversas medidas, ninguna de las cuales surtieron efecto. Además de por los problemas internos, la situación del país empeoró asimismo debido a las distintas presiones de potencias extranjeras que trataban de obligar al Gobierno para que el país se abriera al comercio. Este período se conocería entre 1853 y 1867 como bakumatsu (幕末?).

##### Apertura a las potencias occidentales
En julio de 1853 el comodoro estadounidense Matthew Perry llegó a la bahía de Tokio con una flota de barcos llamados por los japoneses como los «Barcos Negros» (黒船 kurofune?) y dio plazo a Japón para que rompiera el aislamiento en un año, con la amenaza de que si negaban su petición Edo sería asediado por los sofisticados cañones Paixhans de las embarcaciones. A pesar de que los japoneses empezaron a fortificarse ante el regreso de los estadounidenses (se crearon las islas-fortalezas de Odaiba, se construyó el buque Shōhei Maru a partir de textos del rangaku y se construyó un horno de reverbero para hacer cañones), cuando la flota de Perry regresó en 1854, fueron recibidos sin ninguna resistencia por el oficial del shogunato, Abe Masahiro, quien no tenía experiencia en seguridad nacional y al no poder lograr un consenso entre las diversas facciones (Corte Imperial, shogunato y daimyos) decidió unilateralmente aceptar las demandas de Perry y permitir la apertura de varios puertos y la puesta de un embajador estadounidense en Japón, con la firma de la Convención de Kanagawa de marzo de 1854, dando por terminado de manera formal la política de sakoku que rigió Japón por más de dos siglos. aunque al principio el shogunato se mostraba indeciso sobre cómo actuar frente a las potencias extranjeras, finalmente se permitió el comercio y se firmaron una serie de tratados, conocidos como «Tratados desiguales» (Tratado de amistad Anglo-Japonés, Tratado Harris, Tratado de Amistad y Comercio Anglo-Japonés), durante la Convención de Kanagawa, sin el consentimiento de la casa imperial, lo que ocasionó un fuerte sentimiento anti Tokugawa.
La decisión de Abe lesionó significativamente a la estabilidad del shogunato, a pesar de que trató de buscar asistencia militar de los Países Bajos y buscó consejo ante los shinpan y tozama daimyō, hecho que molestó a los fudai daimyō quienes tenían los más altos cargos. Por todo ello fue reemplazado por Hotta Masayoshi. No obstante, algunos oficiales como Tokugawa Nariaki, seguidor de la escuela Mito, creada del neoconfucianismo y del kokugaku, expresaron sentimientos contra la presencia extranjera y apelaron a la reverencia al emperador, ya que consideraban que el shogunato Tokugawa ya no era institución confiable. Este pensamiento nacionalista fue conocido con el lema sonnō jōi (尊王攘夷?   «reverenciar al emperador, expulsar a los bárbaros»), propuesto por el pensador de la escuela Mito Aizawa Seishisai en un libro publicado en 1825.

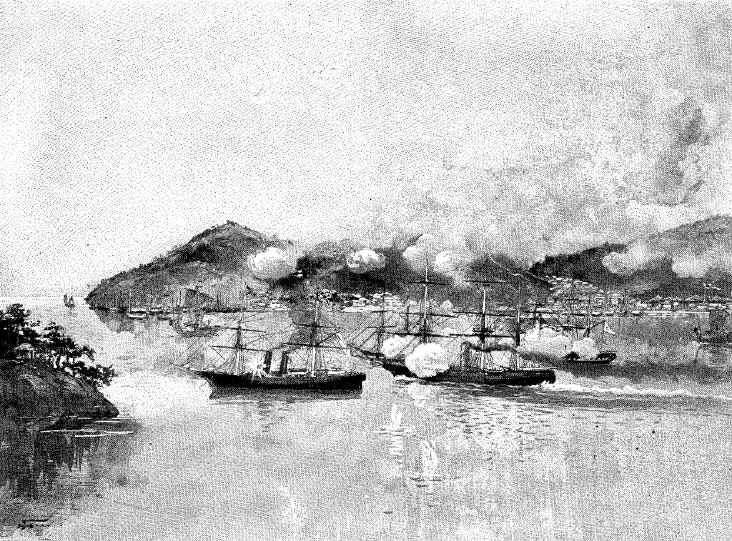
Escena de la batalla de Shimonoseki, entre Estados Unidos y Chōshū en julio de 1863.

Hotta buscó el apoyo de la Corte Imperial para la ratificación de los nuevos tratados, pero no logró convencerlos, desatando una crisis política entre el shogunato y la Corte. En 1858 la situación se agudizó con el fallecimiento del shōgun Tokugawa Iesada, sin dejar heredero. Nariaki, junto con los shinpan y tozama daimyō, apoyó a Tokugawa Yoshinobu, mientras que los fudai daimyō apoyaron a Tokugawa Iemochi, logrando finalmente la aprobación de este por la Corte. El líder de la facción Ii Naosuke se convirtió en tairō, y fue el artífice de una purga de prominentes miembros opositores a la firma de los tratados. Este suceso, conocido como la purga Ansei, puso en arresto domiciliario a Nariaki y a Yoshinobu, al igual que a varios miembros del shogunato, de varios han e inclusive de la Corte Imperial, y se ejecutaron ocho personas, entre ellos a Yoshida Shōin, un intelectual del sonnō jōi. En 1858 se firmaron cinco tratados comerciales, llamados Tratados Ansei, permitiendo la apertura de los puertos de Nagasaki, Hakodate y Yokohama en 1859, pero eso provocó una creciente fricción entre los extranjeros y los samuráis, que se agudizó al punto de que con regularidad eran asesinados tanto extranjeros como colaboradores japoneses. Ii Naosuke fue asesinado en marzo de 1860 durante el incidente de Sakuradamon y provocó el fin de la purga. Sumado al ataque a la Legación Británica en Edo en 1861 y el incidente de Nanamugi en 1862, justificaron a las potencias occidentales una intervención militar contra los samuráis. En marzo de 1863, el emperador Kōmei rompió el rol ceremonial que tuvieron los emperadores por varios siglos e ingresó al escenario político al emitir la orden de expulsión de los bárbaros (攘夷実行の勅命 jōi jikkō no chokumei?). El dominio de Chōshū acató la orden y decidió atacar navíos extranjeros en el estrecho de Shimonoseki. Otros dominios como Satsuma y Tosa, que eran contrarias al shogunato, decidieron aliarse y seguir el edicto.
Dado que el shogunato era incapaz de controlar estos incidentes, los países extranjeros (Estados Unidos, Reino Unido, Francia y Holanda) tomaron la iniciativa con represalias contra el movimiento nacionalista. El 16 de julio de 1863 se escenificó la batalla de Shimonoseki entre Estados Unidos y el dominio de Chōshū, cuatro días después Francia bombardeó Shimonoseki y luego fue nuevamente bombardeada por una coalición aliada el 5 y 6 de septiembre de 1864, provocando la inminente derrota de Chōshū. En agosto de 1863 el Reino Unido bombardeó Kagoshima y provocó la derrota del dominio de Satsuma. Entre mayo de 1864 y enero de 1865 el shogunato combatió contra samuráis y rōnin seguidores del sonnō jōi en la rebelión de Mito, logrando la victoria del shogunato. Otros seguidores del sonnō jōi y miembros del dominio de Chōshū intentaron tomar sin éxito el Palacio Imperial en Kioto durante la rebelión de Hamaguri, el 20 de agosto de 1864. Hacia finales de 1864 el shogunato había logrado a través de estas batallas neutralizar el movimiento xenofóbico y movimientos nacionalistas como el Ishin Shishi habían sido brutalmente reprimidos. El Emperador Kōmei decidió cambiar su postura de no hacer tratados con las potencias extranjeras, luego que en noviembre de 1865 varios barcos de guerra aliados se habían apostado en los puertos de Hyōgo y Osaka, a cambio de que el emperador ratificara los tratados comerciales con Estados Unidos. A partir de ese momento, la filosofía de "expulsar a los bárbaros" perdió su ímpetu ya que era un objeto irrealizable, más cuando las potencias occidentales lograron reprimir con severidad a quienes los desafiaban. No obstante, la carga económica que se le impuso a Japón al ser vencido en estos combates (indemnizaciones, nuevos tratados, apertura de más puertos y más privilegios a las potencias) demostró que la estructura del shogunato ya era obsoleta y que era necesario un nuevo tipo de liderazgo, teniendo como máxima figura al emperador.
|                                                                                |
| Pintura japonesa que representa los «Barcos Negros» del comodoro Matthew Perry |

|                                                                        |
| Imagen que evocaba el sentimiento de "expulsar a los bárbaros" (1861). |

|                                           |
| Intercambio comercial en Yokohama (1861). |

|                                       |
| Escena de la rebelión de Mito (1864). |

##### Ocaso del shogunato

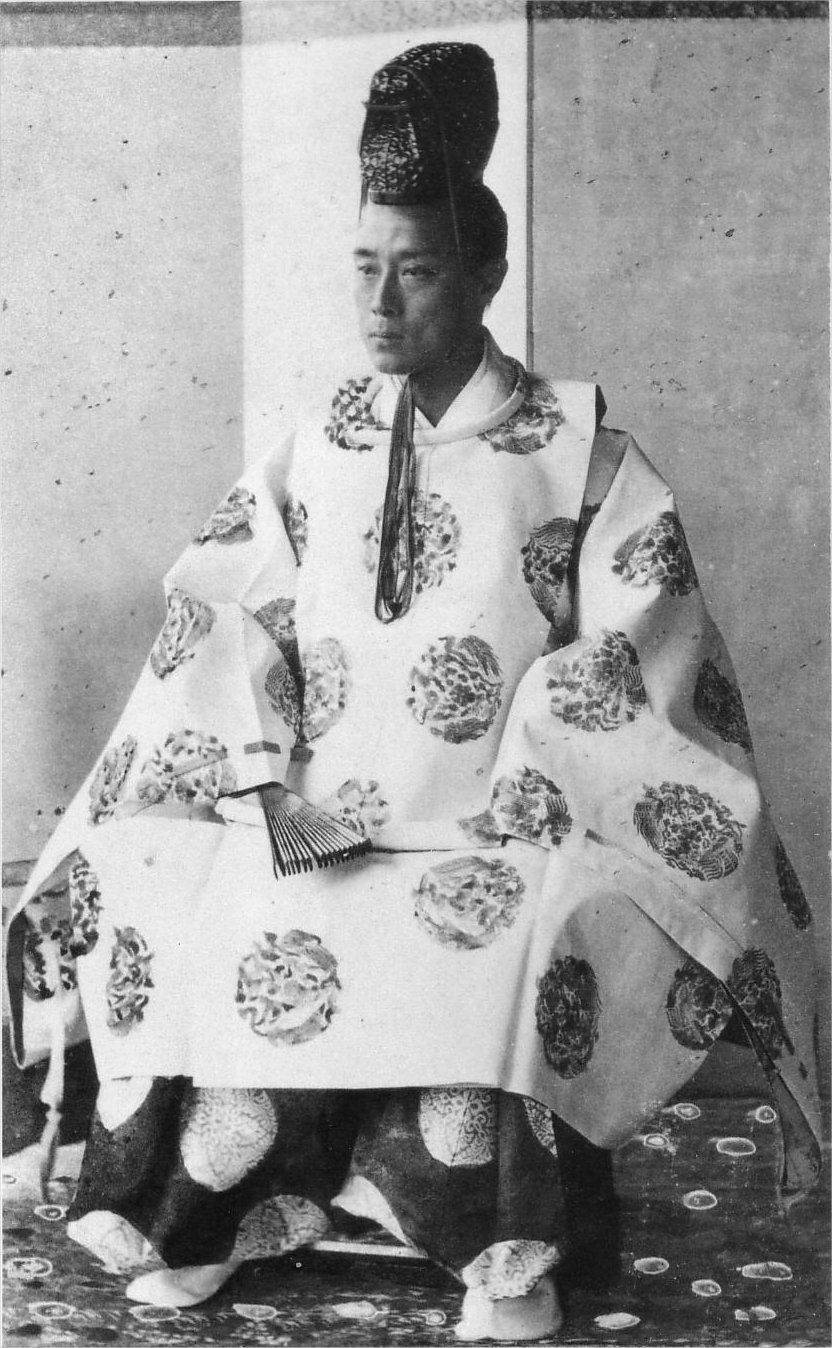
Tokugawa Yoshinobu.

Chōshū mantuvo una posición beligerante contra el shogunato, por lo que en junio de 1866 el Gobierno envió una expedición punitiva que terminó en fracaso debido a que el dominio de Chōshū había modernizado su ejército. Esta derrota obligó al shogunato a modernizarse también, enviar a algunos estudiantes al extranjero y aceptar una misión militar francesa en 1867. Tras la muerte prematura del shōgun Iemochi a finales de 1866, lo sucedió finalmente Tokugawa Yoshinobu, quien había aspirado al puesto años atrás. En enero de 1867, falleció el emperador Kōmei y le sucedió el príncipe Mutsuhito, el emperador Meiji.
Yoshinobu trató de mantener en apariencia unas relaciones cordiales con el nuevo emperador, aunque en realidad hubo tensión entre ambos gobernantes; sin embargo, el disgusto de los daimyos opuestos al shogunato era incontenible, y finalmente el 9 de noviembre de 1867, el emperador ordenó secretamente a los señores de Chōshū y Satsuma eliminar al shōgun. No obstante, a petición del daimyō de Tosa, Yoshinobu decidió voluntariamente entregar su autoridad y poder al emperador, y accedió a convocar una asamblea general de daimyos para crear un nuevo Gobierno.
Si bien la renuncia de Yoshinobu había creado un vacío en el gobierno, el shogunato continuaba existiendo. Además, el gobierno del shogunato y la familia Tokugawa en particular seguirían siendo una fuerza importante en el nuevo orden y conservarían un gran poder político, una perspectiva que los más intransigentes de Satsuma y Chōshū consideraron inaceptable. Los acontecimientos se precipitaron cuando, el 3 de enero de 1868, estos últimos tomaron el control del palacio imperial de Kioto y, al día siguiente, hicieron que el emperador Meiji, de tan solo quince años, declarara la restauración de su poder absoluto, lo que dio fin al régimen Tokugawa y al gobierno de los shogunes en el país, que había durado más de siete siglos.

### Período Meiji

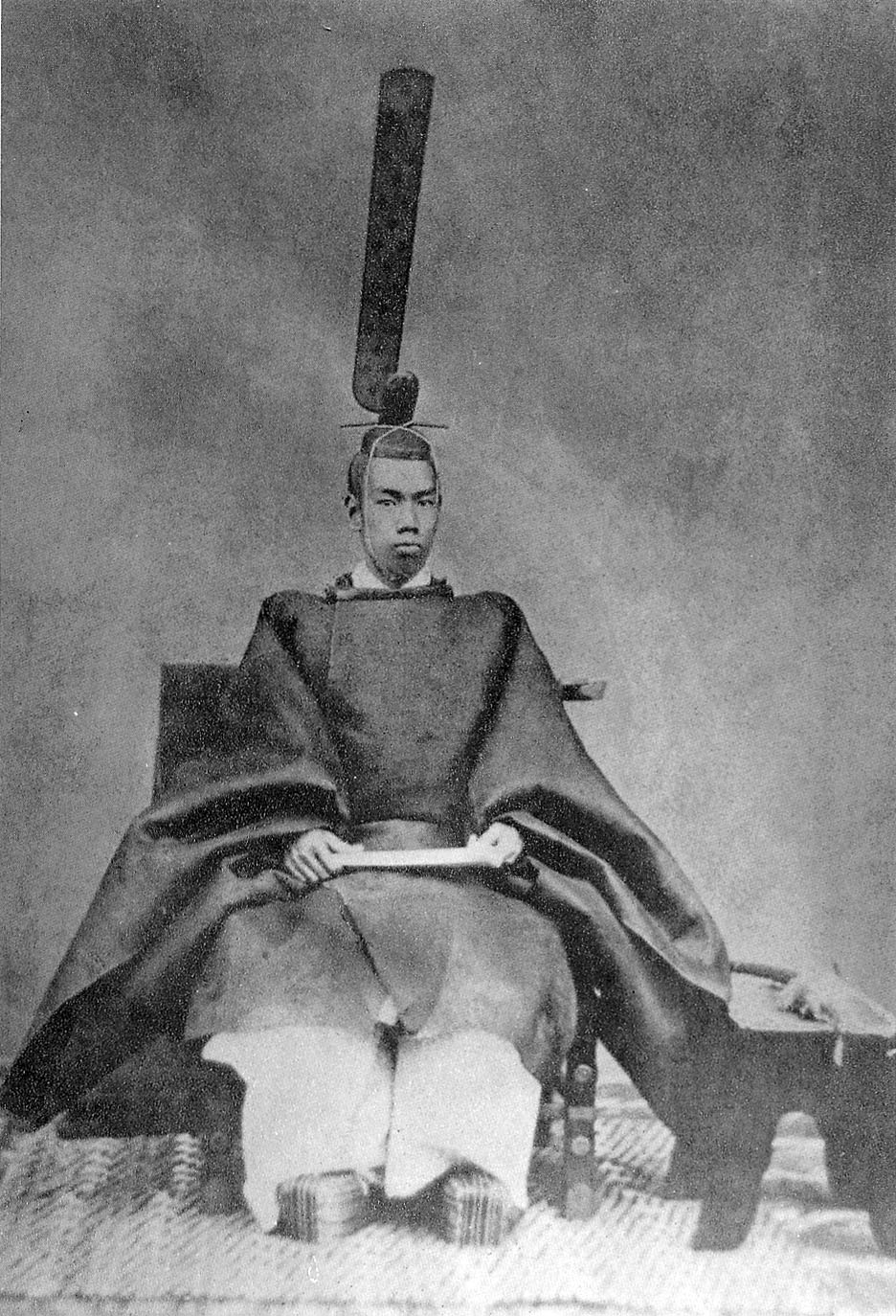
El emperador Meiji. (1872)

Con la caída del shogunato el emperador se erigió como símbolo de unidad nacional y comenzó con una serie de reformas sumamente radicales, siendo la primera la promulgación de la Carta de juramento (五箇条の御誓文 Gokajō no Goseimon?) de 1868, la cual tenía por objeto aumentar la moral así como conseguir ayuda financiera para el nuevo gobierno.

#### Guerra Boshin

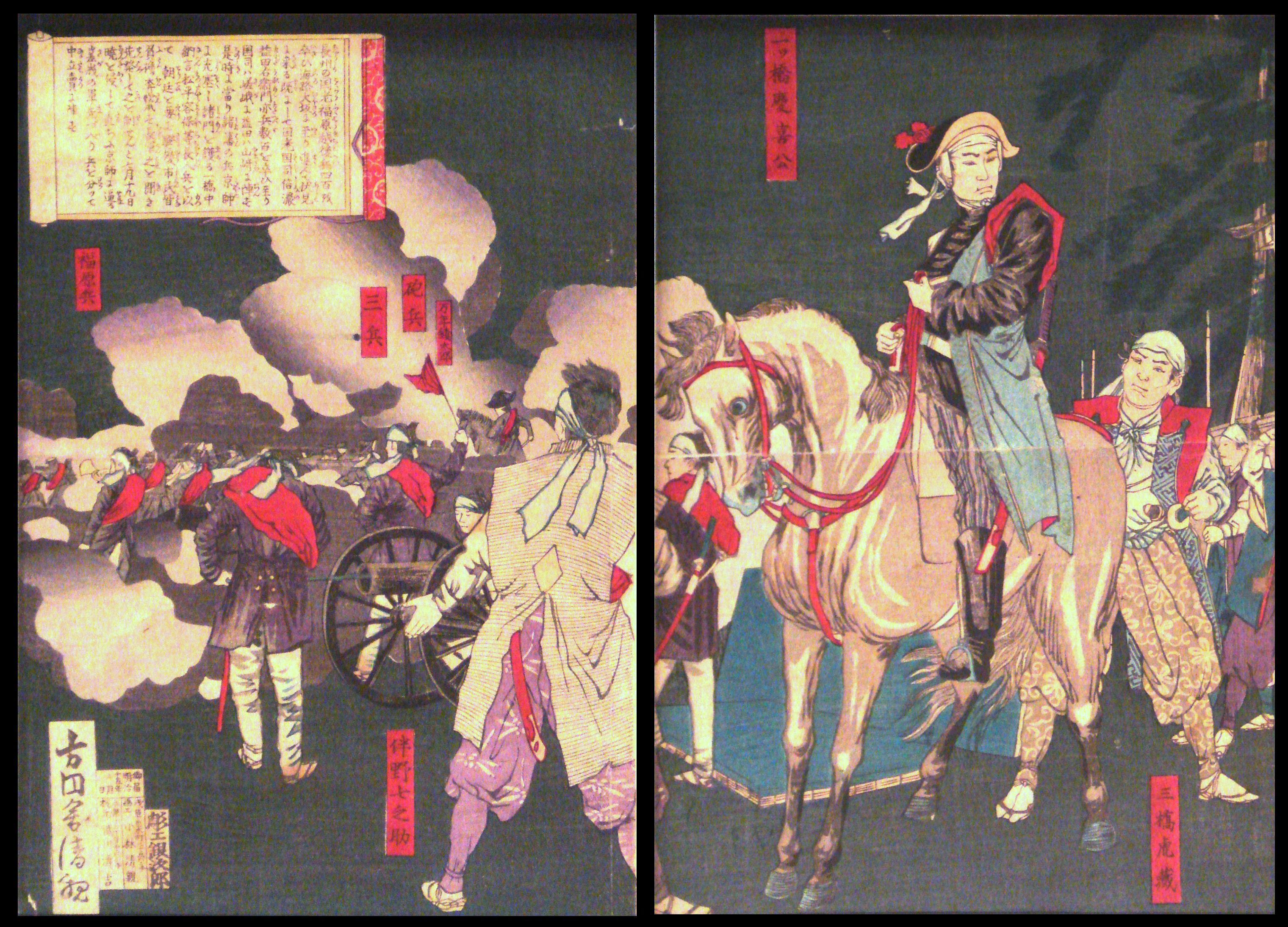
Tokugawa Yoshinobu y su ejército en el castillo Osaka durante la Guerra Boshin.

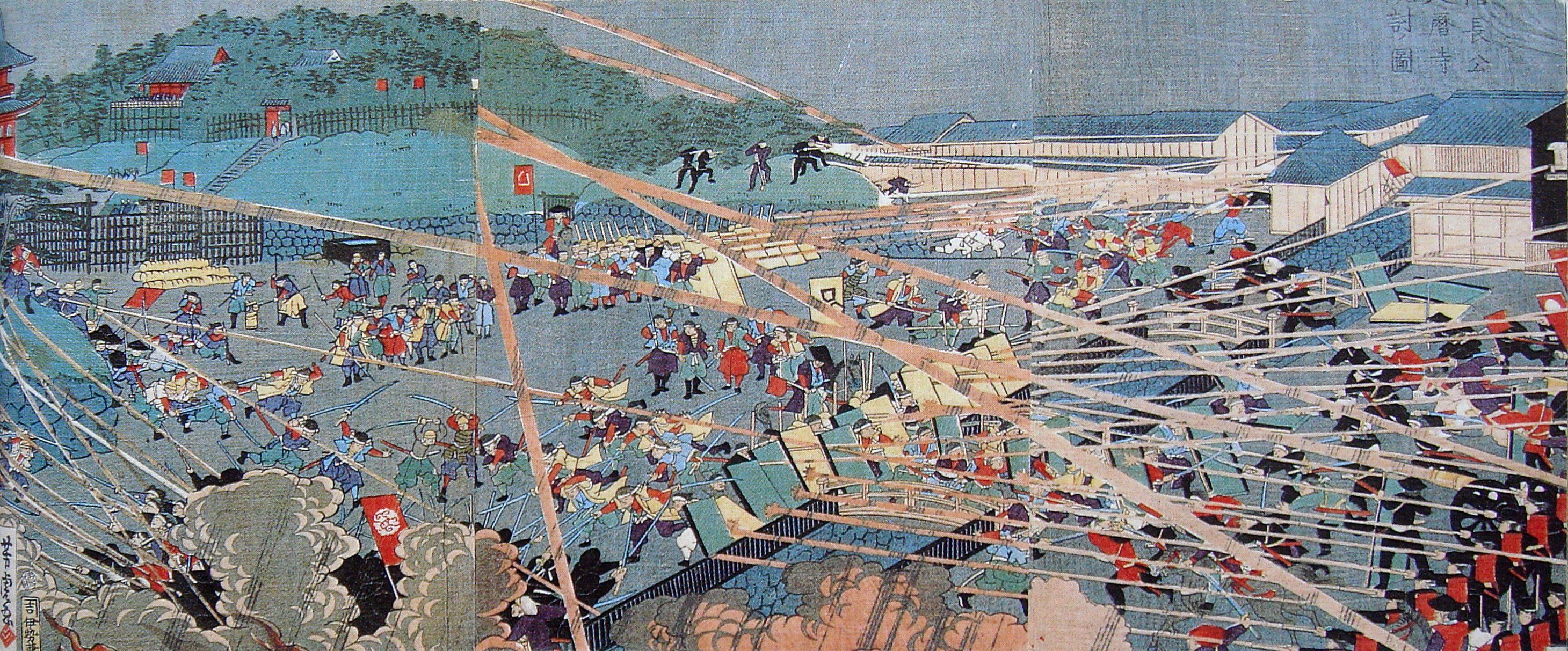
Escena de la batalla de Ueno.

Aun cuando inicialmente Yoshinobu aceptó las exigencias de los seguidores del emperador, el 18 de enero de 1868 declaró que no aceptaría los términos de la restauración imperial. El 24 de enero decidió emprender un ataque hacia Kioto, donde estaban los ejércitos de Satsuma y Chōshū, ya que en Edo estaba recibiendo presiones y ataques de parte los rebeldes al shogunato. Los samuráis que aún permanecían fieles al shogunato se levantaron en armas, lo que originó una guerra civil conocida como Guerra Boshin (戊辰戦争 Boshin sensō?).
El 27 de enero tuvo lugar la batalla de Toba-Fushimi, en la que las fuerzas de Satsuma y Chōshū, junto con un contingente de la Corte Imperial mandado por Komatsu Akihito, lograron vencer al ejército del shogunato. El principal motivo de la derrota de este fue que varias facciones que en un principio habían apoyado al shogunato, cambiaron de bando debido al apoyo oficial del emperador a Satsuma y Chōshū; a esto se unió el uso por los vencedores de sofisticadas armas de fuego entre las que se contaban cañones Armstrong, fusiles Minié y algunas ametralladoras Gatling, mientras que en el bando del shogunato la mayoría de las tropas eran samuráis armados con espadas.
Yoshinobu debió retirarse a Edo, mientras que las fuerzas imperiales dirigidas por Saigō Takamori se acercaban lentamente a la ciudad y lograban sitiarla en mayo. La resistencia del shogunato en Edo cedió luego de la batalla de Ueno el 4 de julio; las fuerzas imperiales tomaron la ciudad durante ese mes y pusieron a Yoshinobu bajo arresto domiciliario en el templo Kan'ei-ji. Se le despojó de sus tierras, aunque varios años después fue liberado. El 3 de septiembre, se decidió renombrar la ciudad de Edo a Tokio, y el emperador Meiji hizo el traslado de la capital de Kioto a Tokio, tomando el Castillo Edo como el nuevo palacio imperial.
No obstante, algunas facciones se resistieron a capitular, como el Ōuetsu Reppan Dōmei, una alianza de dominios del norte (entre ellos sobresalió el dominio de Aizu) que se unió con Enomoto Takeaki, jefe de la marina del shogunato que había escapado de Edo con ocho barcos de guerra antes de la rendición de la ciudad. No obstante, las tropas de la alianza eran poco sofisticadas y lentamente fueron doblegadas ante el avance del ejército imperial; en octubre de 1868 se dio la batalla de Aizu, durante la que parte del ejército del shogunato abandonó la región por mar en dirección a Hokkaido. Tras un mes de sitio, Aizu se rindió el 6 de noviembre.
Al llegar a la isla de Hokkaido, Enomoto reorganizó el ejército y estableció un Gobierno propio, proclamando la República de Ezo el 25 de diciembre, de la que fue elegido presidente. Intentó sin éxito obtener el reconocimiento internacional y tampoco pudo conseguir la aprobación del nuevo Gobierno imperial japonés para que se cediera Hokkaido al shogunato Tokugawa sometido al dominio imperial. Las fuerzas navales japonesas llegaron a la bahía de Miyako rumbo a Hokkaido en marzo de 1869, allí se desató la batalla naval de la bahía de Miyako en la que se intentó una operación de abordaje para capturar el buque insignia de la armada imperial, en el mismo mes de mayo unos siete mil hombres de las tropas imperiales desembarcaron en la isla, avanzaron lentamente tomando varias posiciones estratégicas y lograron destruir finalmente las defensas de la República de Ezo durante la batalla de Hakodate. Luego de haber perdido a la mitad de los hombres y casi todos los barcos, Ezo aceptó rendirse el 17 de mayo de 1869.
Con la finalización de la guerra Boshin, el Gobierno imperial obtuvo el control de todo Japón y no quedaron fuerzas rivales internas. Con la guerra ganada, se abolieron los privilegios de la clase samurái, por lo que los nacionalistas, que en un principio habían apoyado la figura del emperador así como la filosofía del sonnō jōi, se sintieron traicionados.

#### Gobierno Meiji
El nuevo gobierno aseguró a las potencias extranjeras que los tratados firmados durante el shogunato Tokugawa serían acatados conforme a las leyes internacionales, la capital fue trasladada de Kioto a Edo, la cual fue renombrada como Tokio, y el sistema de feudos fue abolido en 1871, dando nacimiento al sistema de prefecturas, además de que se legalizó la propiedad de las tierras. El nuevo Gobierno enfatizó además la práctica del sintoísmo, religión que gozó del patrocinio del Estado.
A pesar de distintas protestas, los dirigentes gubernamentales continuaron con la intensa modernización del país: se tendieron cables telegráficos en las principales ciudades y se construyeron vías de ferrocarril, astilleros, fábricas de municiones, así como plantas textiles. Todas esas medidas modernizadoras a la postre llevaron al país a convertirse en el primer país asiático industrializado.
Preocupados por la seguridad nacional, hicieron grandes esfuerzos por modernizar el Ejército: se estudiaron los sistemas bélicos extranjeros, se contrataron consejeros de otros países, se enviaron cadetes a países europeos y a Estados Unidos, se estableció un ejército permanente con una gran cantidad de reservas y el servicio militar se volvió obligatorio.

#### Rebelión Satsuma

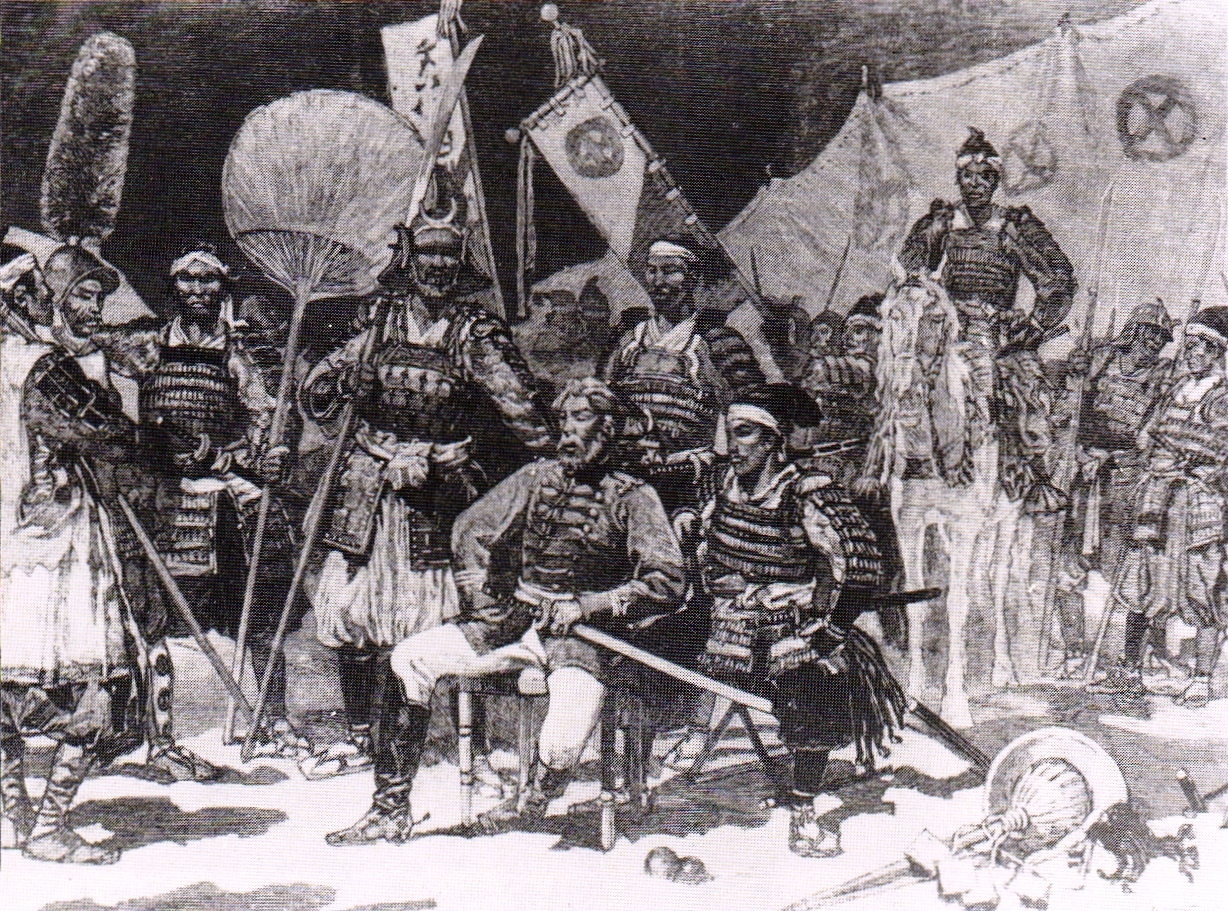
Saigō Takamori (sentado, con uniforme occidental), rodeado de sus oficiales. Artículo en el periódico Le Monde Illustré, 1877.

Saigō Takamori, uno de los líderes más viejos en el Gobierno Meiji, estaba particularmente preocupado por la creciente corrupción política. Después de una serie de diferencias con el gobierno, renunció a su cargo y se retiró al dominio de Satsuma. Ahí estableció academias donde todos los estudiantes tomaban un entrenamiento e instrucción en tácticas de guerra. Las noticias acerca de las academias de Saigō fueron recibidas con gran preocupación en Tokio.
El 12 de febrero de 1877, Saigō se reunió con sus terratenientes Kirino Toshiaki y Shinohara Kunimoto y anunció su intención de marchar a Tokio para entrevistarse con el gobierno. Sus tropas comenzaron a avanzar, y para el 14 de febrero la avanzada arribó a la prefectura de Kumamoto, donde atacaron el castillo Kumamoto. El 19 de febrero se hicieron los primeros disparos por parte de los defensores, al momento en que unidades de Satsuma intentaban forzar la entrada al mismo. El 22 de febrero, la armada principal de Satsuma arribó y atacó el castillo, con lo que la batalla continuó hasta la noche y las fuerzas imperiales que habían salido a su encuentro se retiraron. El ejército de Satsuma no pudo tomar el castillo y después de dos días de infructuoso ataque, las fuerzas de Satsuma cavaron alrededor del castillo y trataron de asediarlo. Durante el asedio, muchos de los ex-samuráis de Kumamoto desertaron hacia el bando de Saigō. Mientras tanto, el 9 de marzo, Saigō, Kirino y Shinohara fueron despojados de sus cargos y títulos oficiales desde Tokio.

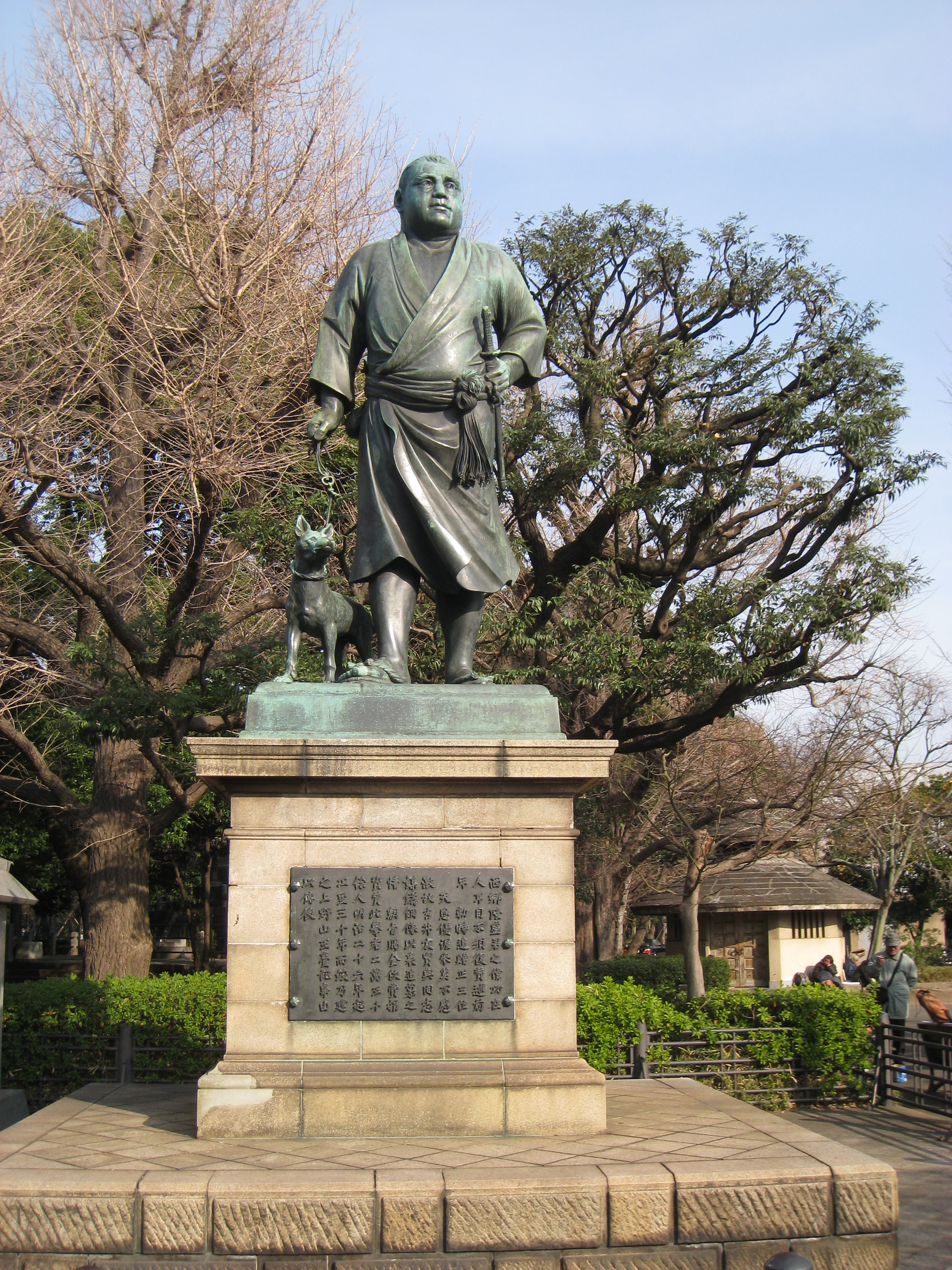
Estatua de Saigō Takamori en el parque Ueno, Tokio

El principal contingente de la Armada Imperial, bajo las órdenes del general Kuroda Kiyotaka y con la asistencia del general Yamakawa Hiroshi, arribó a Kumamoto en auxilio de los ocupantes del castillo el 12 de abril. Esto hizo que las tropas de Satsuma, que ahora estaban en completa desventaja numérica, huyeran. Después de una constante persecución, Saigō y sus samuráis restantes fueron empujados de vuelta a Kagoshima, donde se llevaría a cabo la batalla final: la batalla de Shiroyama. Las tropas del Ejército Imperial comandadas por el general Yamagata Aritomo y los marines comandados por el almirante Kawamura Sumiyoshi sobrepasaban las fuerzas de Saigō sesenta a uno. Las tropas imperiales pasaron siete días construyendo y elaborando sistemas de presas, muros y obstáculos para prevenir que se escaparan. Cinco barcos de guerra se unieron al poder de la artillería de Yamagata y redujeron las posiciones de los rebeldes. Después de que Saigō rechazó una carta solicitando su rendición, Yamagata ordenó un ataque frontal el 24 de septiembre de 1877. Para las 6 de la mañana, solo 40 rebeldes estaban aún con vida y Saigō estaba herido de muerte. Sus seguidores aseguran que uno de ellos, Beppu Shinsuke actuó como kaishakunin y ayudó a Saigō a cometer seppuku antes de que pudiera ser capturado. Después de la muerte de Saigō, Beppu y el último samurái en pie alzaron sus espadas y se dirigieron cuesta abajo hacia las posiciones imperiales, hasta que cayó el último de ellos por los disparos de las ametralladoras Gatling. Con estas muertes, la rebelión Satsuma llegó a su final.

#### Creación de un gobierno representativo

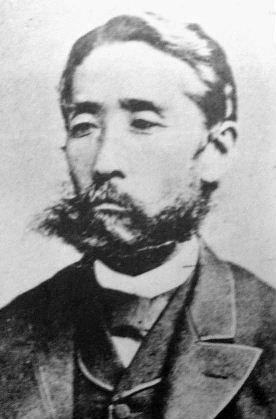
Itagaki Taisuke, político prominente de la Era Meiji.

El mayor logro institucional posterior a la Rebelión Satsuma fue el inicio de la tendencia a crear un gobierno representativo por parte de ciudadanos que habían sido relegados del gobierno.
Una de las figuras prominentes de este movimiento fue Itagaki Taisuke, uno de los principales líderes de la provincia de Tosa. En 1875 formó el Aikokusha con la finalidad de presionar al gobierno en 1878. En 1881 formó el 'Jiyūtō' (自由党 Partido Liberal?), el cual tenía tendencias hacia la política francesa. Al año siguiente Ōkuma Shigenobu fundó el Rikken Kaishintō (立憲改進党 Partido Constitucional Progresista?), el cual abogaba por el establecimiento de un sistema demócrata constitucional a semejanza del sistema inglés. En respuesta, integrantes del gobierno formaron el Rikken Teiseitō (立憲帝政党 Partido Constitucional del Régimen Imperial?) o Partido Constitucional del Régimen Imperial ese mismo año de 1882. Posterior a estos partidos, muchos otros movimientos afloraron, algunos de manera violenta. Finalmente en 1889 la Constitución del Imperio del Japón (también conocida como Constitución Meiji) contempló una Dieta Imperial compuesta por una Cámara de Representantes popularmente electos, acompañada por una Cámara de Pares con una representación sumamente baja y compuesta por la nobleza en un sistema llamado kazoku.
Las primeras elecciones se llevaron a cabo en 1890 eligiéndose los 300 integrantes de la Cámara de Representantes.

#### Expansionismo

##### Primera guerra sino-japonesa
Durante el siglo XIX la península de Corea atrajo fuertemente la atención de Japón debido a su posición geográfica, la cual podía resultar en un punto estratégico para la defensa del archipiélago. Un conflicto temprano con Corea había sido resuelto momentáneamente por medio de la firma del Tratado de Kanghwa en 1876, con el cual los japoneses habían obtenido acceso a los puertos de dicha nación. En 1894 se precipitó una crisis política cuando un líder coreano pro japonés fue asesinado en Shanghái. La situación empeoró cuando el ejército chino aplastó la Rebelión Tonghak en propio suelo coreano, a pesar de que en la Convención de Tianjin tanto China como Japón habían aceptado retirar sus respectivos ejércitos de la península coreana, retirando el apoyo a las distintas facciones contendientes del país. Japón respondió rápidamente a la incursión china y ganó lo que hoy se conoce como primera guerra sino-japonesa, la cual finalizó en 1895 y nueve meses después de que comenzaran las hostilidades, cuando se hizo un llamado al cese al fuego.
El conflicto finalizó con la firma del Tratado de Shimonoseki, mediante el cual se reconocía la independencia de Corea y por lo tanto este cesaba de ser considerado como un estado tributario, 200 millones de taeles de indemnización de China a Japón, la apertura del río Yangtze a los japoneses para el comercio, el derecho de que inversionistas japoneses pudieran llevar negocios a China, así como la cesión de Taiwán, las islas Pescadores y la península de Liaodong a Japón, aunque ante la objeción de Rusia, Alemania y Francia, Liaodong fue devuelta.

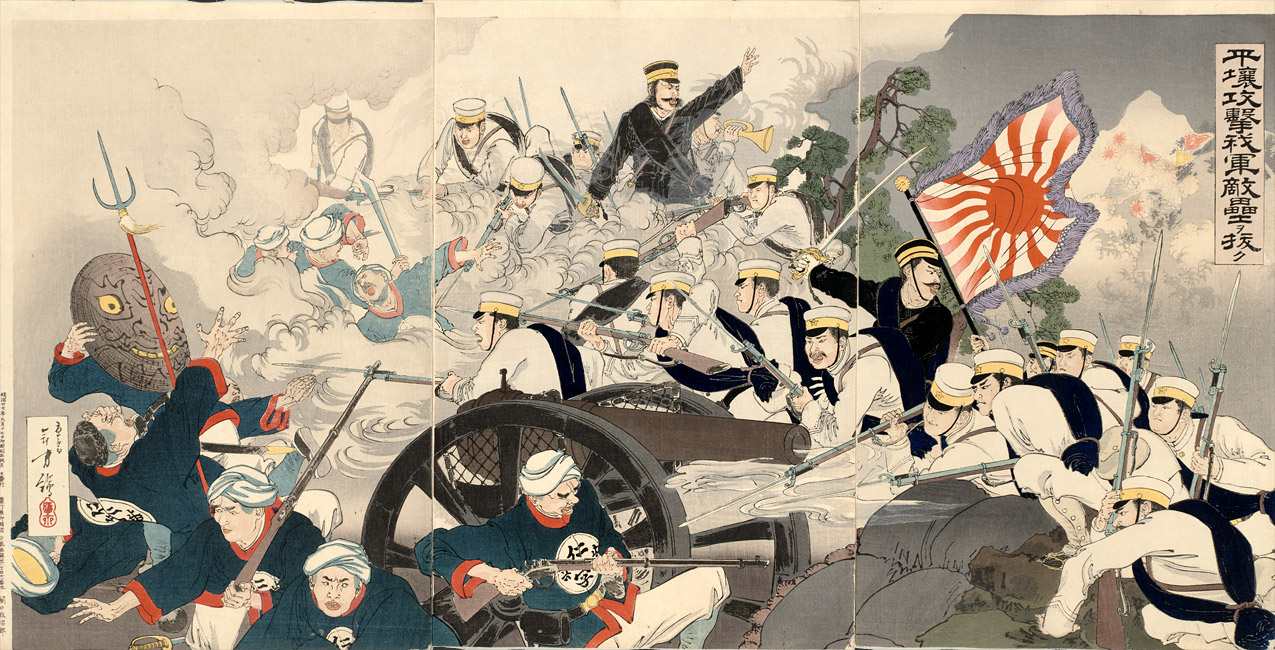
Representación en ukiyo-e de la batalla de Pionyang en Corea, parte de la primera guerra sino-japonesa.

##### Guerra ruso-japonesa

Negociación del Tratado de Portsmouth (1905). De izquierda a derecha y del lado ruso (al fondo): Korostovetz, Navohoff, Serguéi Witte, Roman Rosen, Plancoff; del lado japonés se encuentran: Adachi, Ochiai, Komura, Takahira, Sato. La mesa aún se preserva en el Museo Meiji Mura en Japón.

Las ambiciones imperialistas tanto de Rusia, que estaba interesada en mantener el control sobre China, como de Japón, que quería el control de Corea, llevaron a ambos países a enfrentarse en 1904.
En 1902 el Reino Unido firmó junto con Japón la Alianza Anglo-Japonesa, mediante la cual los británicos reconocían los intereses nipones en Corea y se comprometían a mantenerse neutrales en caso de una posible guerra con Rusia «a menos que otra potencia se aliara con ellos, en cuyo caso tomarían un papel más activo». Esta alianza supuso una amenaza para los rusos, quienes buscaron un tono más conciliatorio que el que habían utilizado con anterioridad, incluso prometiendo el retiro de tropas para 1903.
Después de que Japón interpusiera una queja debida al incumplimiento ruso del oportuno retiro de tropas, Rusia ofreció dividir a Corea por el paralelo 39, con el control del sur por parte de Japón y una zona neutral al norte, pero asegurando que Manchuria quedaría fuera de la esfera de influencia japonesa.
La guerra estalló en febrero de 1904, y después de una serie de victorias japonesas en tierra, así como de la victoria naval de Tsushima de mayo de 1905, se llevó a cabo una conferencia de paz con los Estados Unidos como mediador, en donde Rusia reconoció la preeminencia de los intereses del Japón en Corea, aseguró que se evitaría tomar medidas militares en Corea y Manchuria, cedió a Japón el arrendamiento de Dalian, sus territorios adyacentes y el ferrocarril, así como la parte sur de la isla de Sajalín, y le proporcionó derecho de pesca en el mar de Ojotsk y el mar de Bering, tras lo que finalmente ambos bandos accedieron a evacuar Manchuria.
Con la victoria, el imperio japonés aumentó su postura nacionalista y comenzó una nueva fase de expansión continental. En 1910 Corea fue anexada al Imperio japonés.

### Período Taishō

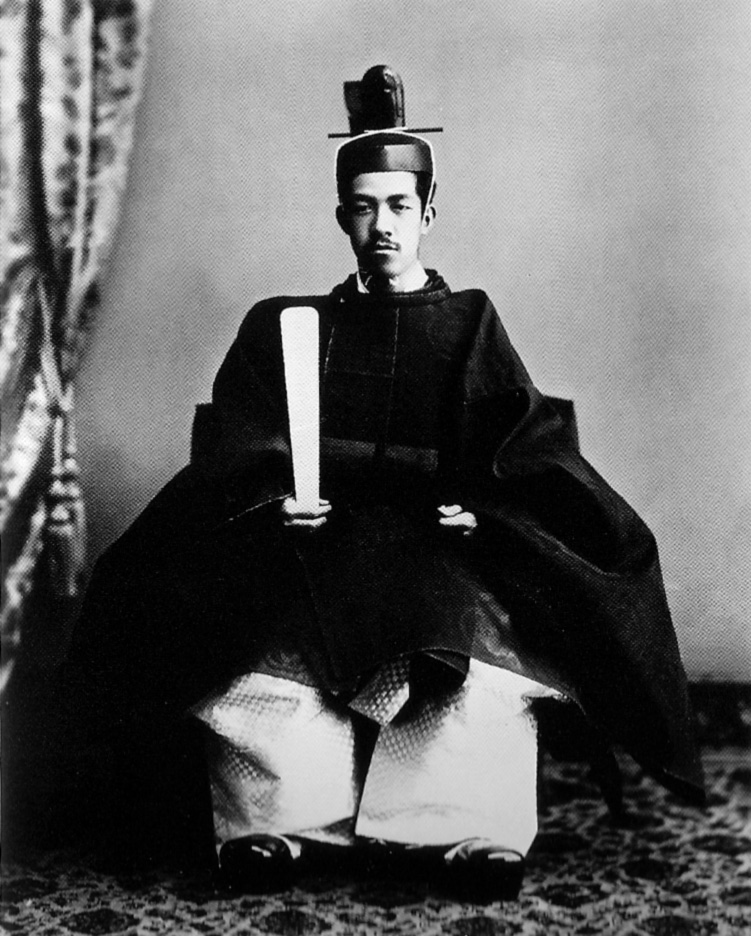
El Emperador Taishō con su traje de coronación.

El período Meiji finalizó con la muerte del emperador en 1912 y el consiguiente ascenso al trono del Emperador Taishō. El nuevo emperador era un hombre sumamente enfermo y débil, tanto física como mentalmente, por lo que durante su mandato se mantuvo alejado de cuestiones políticas y las decisiones del gobierno recayeron en la Dieta y su gabinete. Debido a su incapacidad, su hijo Hirohito fue nombrado «Príncipe regente» en 1921.

#### Primera Guerra Mundial
Buscando afianzar su esfera de influencia en China y aprovechando que Alemania estaba ocupada en el escenario europeo, Japón le declaró la guerra en agosto de 1914 y rápidamente ocupó los territorios arrendados por este país en la provincia de Shandong en China, así como las Islas Marianas, las Carolinas y las Islas Marshall en el Pacífico. Japón además intentó consolidar su posición en China aprovechando que sus aliados estaban ocupados en la guerra, por lo que intentó que este país firmara las «Veintiuna exigencias» (対華二十一ヵ条要求 Taika Nijyūichikkajō Yōkyū?), las cuales prácticamente convertirían a China en un protectorado japonés. Ante el repudio internacional, un creciente sentimiento antijaponés en China, así como la demora del gobierno chino, finalmente en mayo de 1915 se firmó un tratado de trece demandas, entre las cuales se contemplaba que China no daría en concesión islas o costas a terceros.
En 1917 los Estados Unidos entraron en la guerra y se encontraron como aliados de los japoneses a pesar de las fricciones causadas por la situación en China y la competencia por ganar influencia en el Pacífico. Con el afán de evitar tensiones, se firmó el Acuerdo Lansing-Ishii (石井・ランシング協定 Ishii-Ranshingu Kyōtei?) en noviembre de ese mismo año.
En 1919 Japón se encontró del lado de las «grandes cinco» potencias durante la Conferencia de Paz de Versalles. A Japón se le concedió un asiento permanente en la Sociedad de Naciones y además se le transfirieron los derechos que había tenido Alemania sobre Shandong. Finalmente, las islas del Pacífico que poseía Alemania fueron puestas bajo mandato japonés, llamado Mandato del Pacífico Sur.

#### Democracia Taishō
Desde la instauración de un nuevo sistema político con la Constitución Meiji solo miembros de la élite aristócrata tenían acceso a los puestos elevados en los partidos políticos, los gabinetes, la Cámara de Pares o de los consejeros del emperador, pero entre 1918 y 1932 la situación política del país cambió: aunque los partidos políticos seguían siendo liderados por la élite, los políticos se vieron obligados a trabajar coordinadamente con la corte, la burocracia y los militares debido a una consciencia más democrática de las masas, quienes además comenzaron a agruparse y los estudiantes se volvieron políticamente activos. Por consecuencia, los partidos jugaron un papel protagónico en la política nacional.
Otro cambio importante tuvo lugar en 1925, cuando se estableció el sufragio universal para los varones, lo cual incrementó la base electoral a más de doce millones.

#### Gran terremoto de Kantō

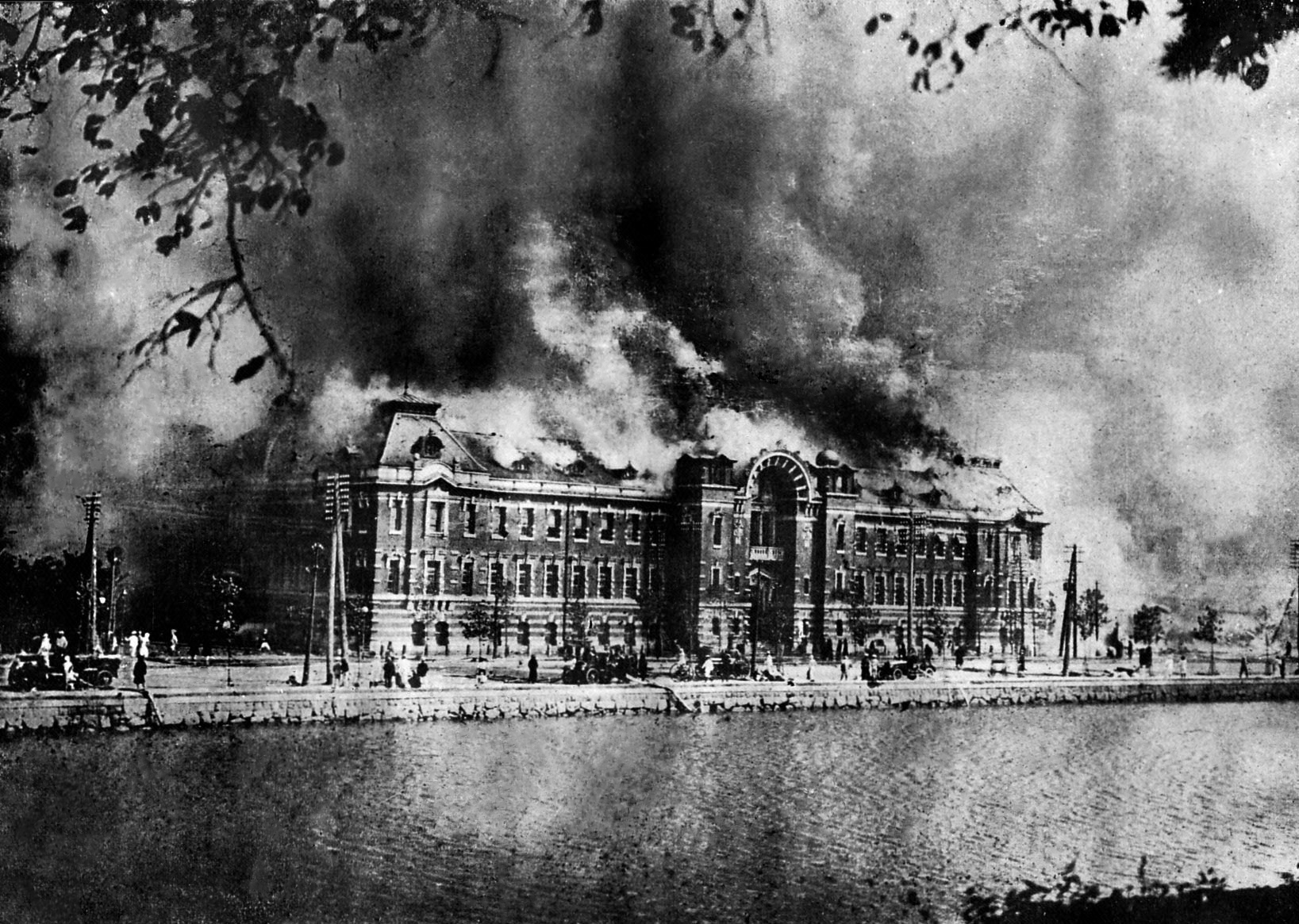
Oficina metropolitana de policía después del terremoto.

El 1 de septiembre de 1923, poco antes del mediodía ocurrió uno de los terremotos más fuertes de la historia en la región de Kantō, con una magnitud estimada en los 8,3 grados en la escala de Richter. El movimiento en las placas tectónicas ocasionó además un fuerte tsunami: en Kamakura las olas llegaron a alcanzar los 5 metros de altura, mientras que en Atami alcanzaron los 13.
Se calcula que alrededor de 110 000 personas perdieron la vida, ya fuera por los efectos del terremoto, el tsunami subsecuente, así como una gran cantidad de incendios que se prolongaron durante varios días.
A las pérdidas humanas por las causas anteriores también se le debe de agregar las resultantes de varias olas de violencia en contra de activistas políticos, coreanos y chinos por parte de civiles, policías y militares que tuvieron lugar durante algún tiempo después de la tragedia.

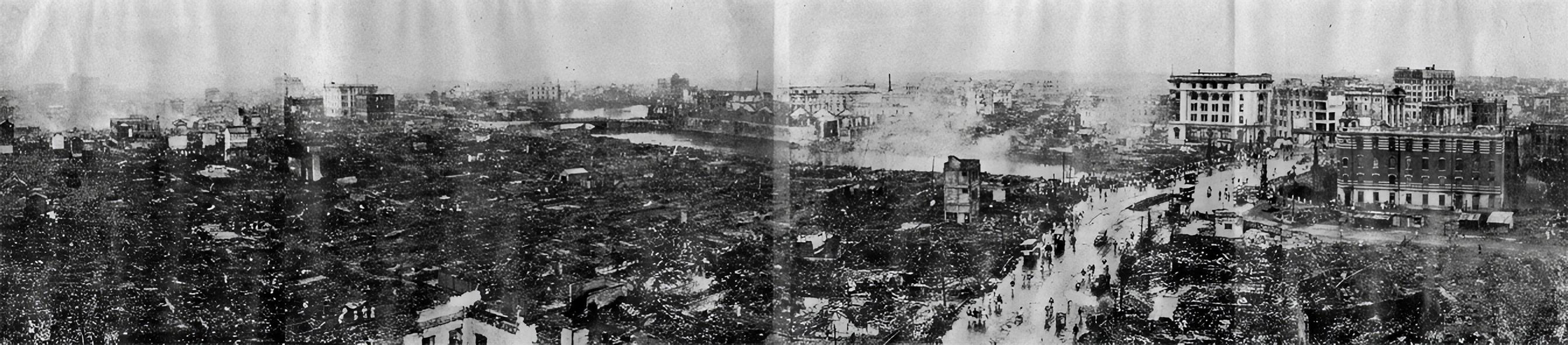
Desolación de Nihonbashi y Kanda vista desde el techo del edificio Dai-ichi Sogo, Kyōbashi.

### Período Shōwa

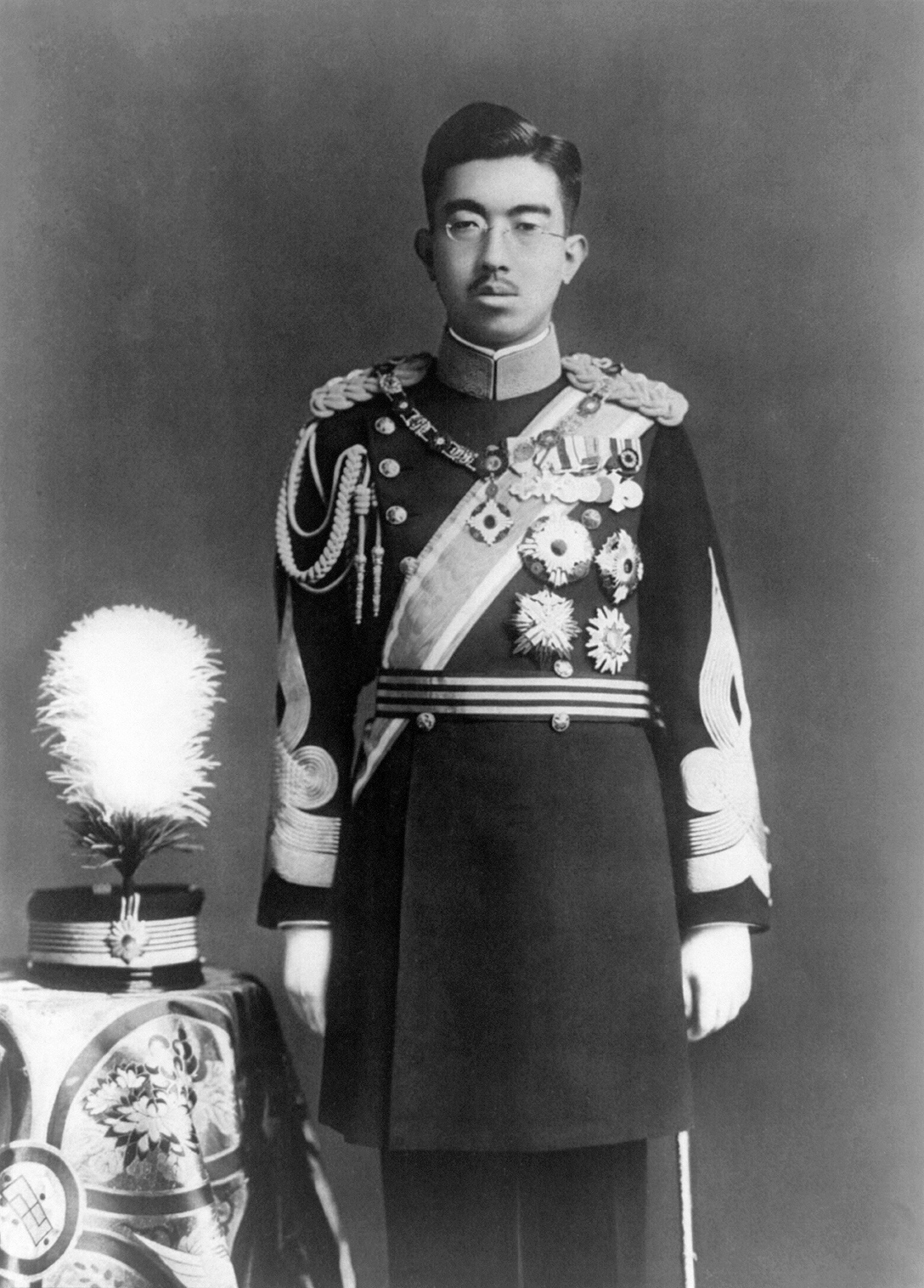
El Emperador Shōwa, conocido en occidente por su nombre de pila, Hirohito.

El Emperador Taishō falleció el 25 de diciembre de 1926 después de un breve reinado y a partir de esta fecha el príncipe regente Hirohito fue investido como el nuevo emperador de Japón, comenzando así la era Shōwa.
En 1922, con el Tratado Naval de Washington, el número de navíos de la Armada Imperial Japonesa se vio limitado por debajo de las flotas norteamericana y británica, lo que aumentó la molestia ya existente en Japón por haber tenido que abandonar las regiones obtenidas en China durante la guerra Ruso-Japonesa. Japón además se sintió ofendido principalmente por el hecho de que potencias extranjeras ocuparan lo que consideraban su esfera de influencia. La única zona extensa de donde podían obtener la materia prima necesaria para el desarrollo de su economía sin depender de las importaciones era China y en 1931 decidió invadir y ocupar Manchuria, para luego invadir China en 1937.
La invasión a China desató lo que se conoce como segunda guerra sino-japonesa, un conflicto de ocho años de duración.

#### Segunda guerra sino-japonesa

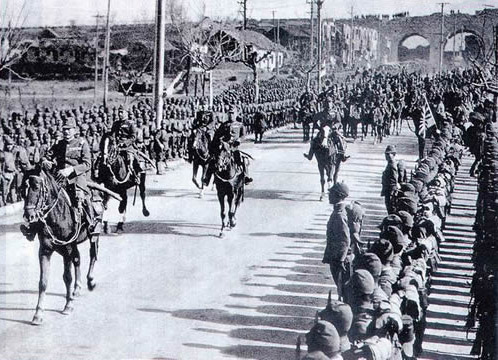
El general Iwane Matsui entrando en Nankín.

Tropas japonesas custodiaban las vías del ferrocarril de Manchuria, pues a través de éstas diversos recursos eran transportados hasta puertos en Corea, desde donde finalmente eran enviados a Japón. En septiembre de 1931 estallaron explosivos en dichas vías, en lo que se conoce como «Incidente de Mukden». El gobierno japonés decidió entonces enviar tropas a ocupar toda Manchuria, formando además un gobierno títere llamado Manchukuo bajo el mando nominal del emperador Pu-Yi.
En los años siguientes tuvieron lugar pequeños enfrentamientos, pero en 1937, después del «Incidente del Puente de Marco Polo» donde tropas japonesas fueron atacadas a las afueras de Pekín, comenzó abiertamente la guerra con China. Rápidamente Japón atacó las principales ciudades costeras, y para diciembre de ese mismo año ya se encontraban a las afueras de la capital nacionalista, Nankín. Cuando la ciudad se rindió frente a los invasores, el Ejército Imperial llevó a cabo actos de suma crueldad contra la población civil, acontecimientos conocidos como la «masacre de Nankín», donde cerca de 300 000 soldados y civiles chinos fueron asesinados.
Las victorias iniciales japonesas fueron seguidas por un periodo de estancamiento y para 1938 la guerra se encontraba en un punto muerto, situación que continuó hasta 1941, cuando los japoneses entraron en el escenario de la Segunda Guerra Mundial. Esta guerra finalizó en 1945, cuando Japón anunció su rendición incondicional frente a los aliados.

#### Segunda Guerra Mundial

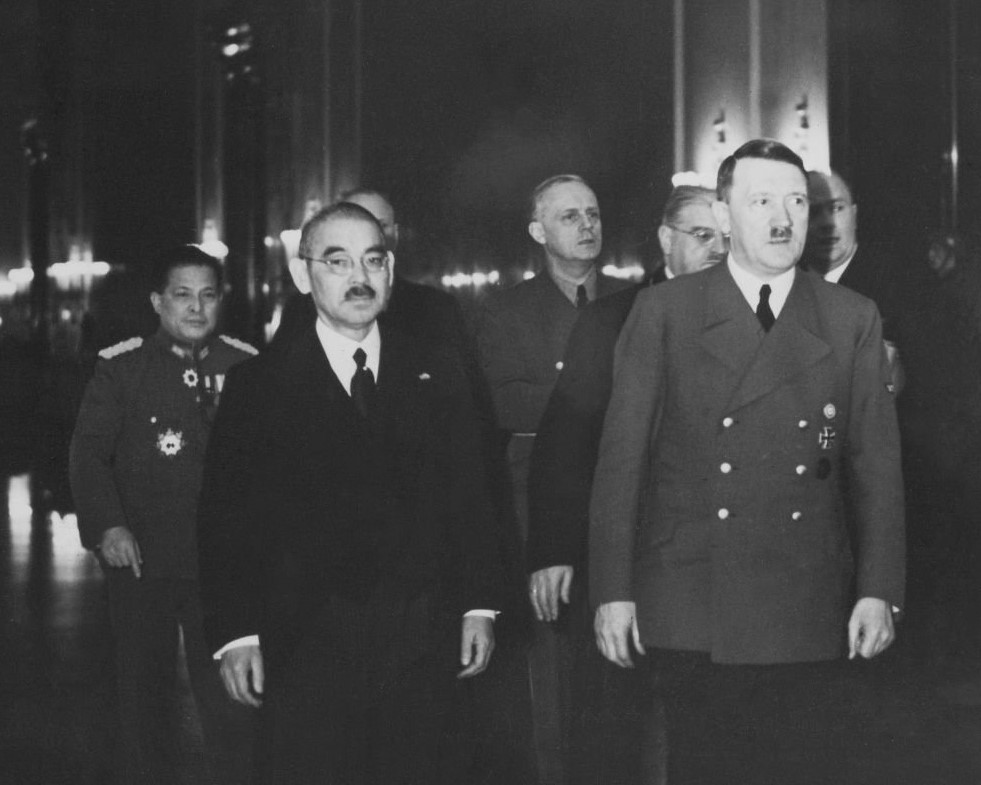
Yōsuke Matsuoka durante una visita a Adolf Hitler en 1941.

Las relaciones con Occidente se deterioraron durante finales de la década de 1930, y para 1940 fue nombrado primer ministro el príncipe Konoye, quien formó un gabinete nacionalista y partidario de la expansión en la zona por la fuerza. Ese mismo año, el 27 de septiembre, el ministro de relaciones exteriores, Yōsuke Matsuoka, firmó el Pacto Tripartito junto con Alemania e Italia, lo que alineaba a Japón con las potencias del Eje.
Con el objeto de formar la llamada «Gran Esfera de Coprosperidad de Asia Oriental», Japón invadió el norte de la Indochina Francesa, y para julio de 1941 introdujo tropas en el sur de Indochina, lo que condujo a países como Estados Unidos, Inglaterra y los Países Bajos a tomar represalias. Estados Unidos estableció un embargo comercial con el que Japón se vio privado del 90% de su suministro petrolero, y en total el comercio exterior nipón se vio reducido en un 75%.
En el gabinete japonés se debatieron las acciones a seguir, figurando principalmente Hideki Tōjō, el ministro de defensa, quien era un fuerte partidario de la guerra. Para entonces Japón contaba con la mayor fuerza del Pacífico: tenía aproximadamente el doble de navíos que Estados Unidos en el Pacífico, su ejército contaba con un millón ochocientos mil soldados, y su fuerza era una de las más profesionales del mundo. Su fuerza aérea constaba de dos mil aviones.
El 5 de noviembre el Emperador Shōwa y su gabinete decidieron entrar en la guerra si para finales de ese mismo mes Estados Unidos no levantaba el embargo económico, pero la respuesta del gobierno estadounidense llegó el 26 de noviembre cuando, a través de su Secretario de Estado, se ratificó la demanda norteamericana de que las tropas niponas se retiraran de Manchuria, China e Indochina, además de la renuncia de Japón al Pacto Tripartito.

##### Ataque a Pearl Harbor

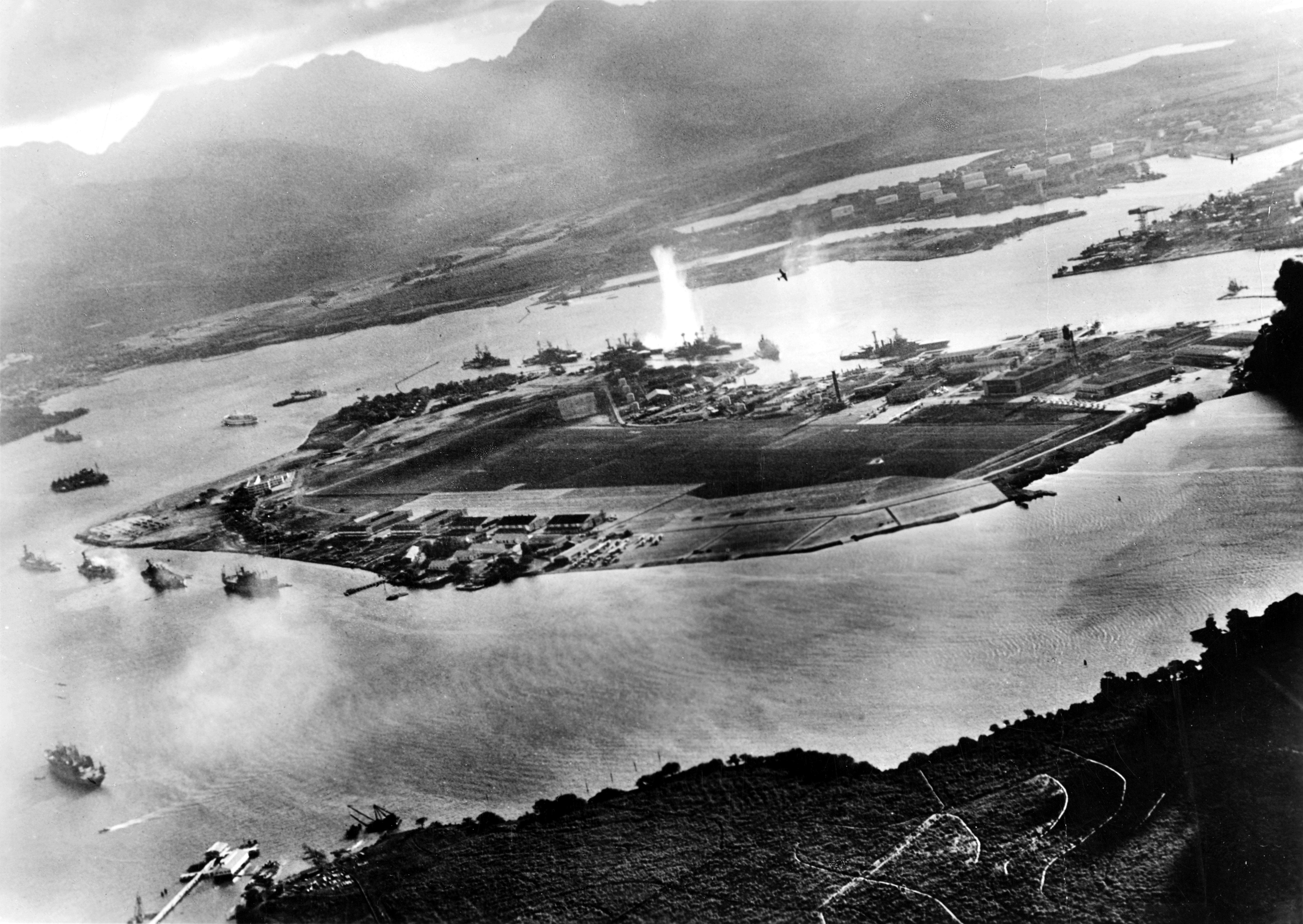
Explosión de un torpedo en el USS West Virginia, visto desde un avión japonés.

El mismo 26 de noviembre la Flota Combinada japonesa partió de las islas Kuriles con destino a Pearl Harbor, con la finalidad de destruir a la flota estadounidense del Pacífico. Se realizó el primer ataque con más de 180 aviones el 7 de diciembre a las 7:55 horas, consiguiendo hundir seis acorazados, tres cruceros y otros cuatro navíos, además de destruir 188 aviones en tierra. El ataque además dejó un saldo de 2403 muertos.
A las 8:45 horas tuvo lugar un último ataque que finalizó a las 10:00, pero para este asalto las defensas ya estaban mejor preparadas, por lo que Nagumo canceló un tercer ataque que estaba programado. Al día siguiente, el presidente estadounidense Franklin Delano Roosevelt se dirigió al Congreso solicitando que se le declarara la guerra a Japón, en uno de los discursos más célebres de la historia.

##### Frente del Pacífico para finales de 1941
Al día siguiente del ataque a Pearl Harbor las fuerzas japonesas comenzaron una campaña tipo Blitzkrieg por el Pacífico: Malasia, Hong Kong, Filipinas, la Isla Wake, Birmania y Tailandia fueron atacadas casi simultáneamente con la finalidad de tomar los sitios estratégicos aliados. El 16 de diciembre lograron tomar además las Indias Orientales Neerlandesas, lo que le proporcionó a Japón una fuente importante de recursos.

##### Frente del Pacífico en 1942
Durante la primera mitad del año las fuerzas del Imperio del Japón resultaron victoriosas en casi todos los frentes: el 7 de febrero su flota resultó victoriosa frente a los aliados en la batalla del Mar de Java, y para el día 15 del mismo mes fuerzas aliadas entregaron Singapur. Además, Filipinas, Malasia y la mayor parte de Nueva Guinea fueron derrotadas. El segundo semestre del año representó un punto de inflexión en la guerra: Fuerzas estadounidenses desalojaron a los japoneses de Guadalcanal, además de hacerse con la victoria en la batalla de Midway, donde los japoneses perdieron la mitad de su flota de portaaviones y alrededor de 150 aviones.

##### Intento de sostener el anillo defensivo

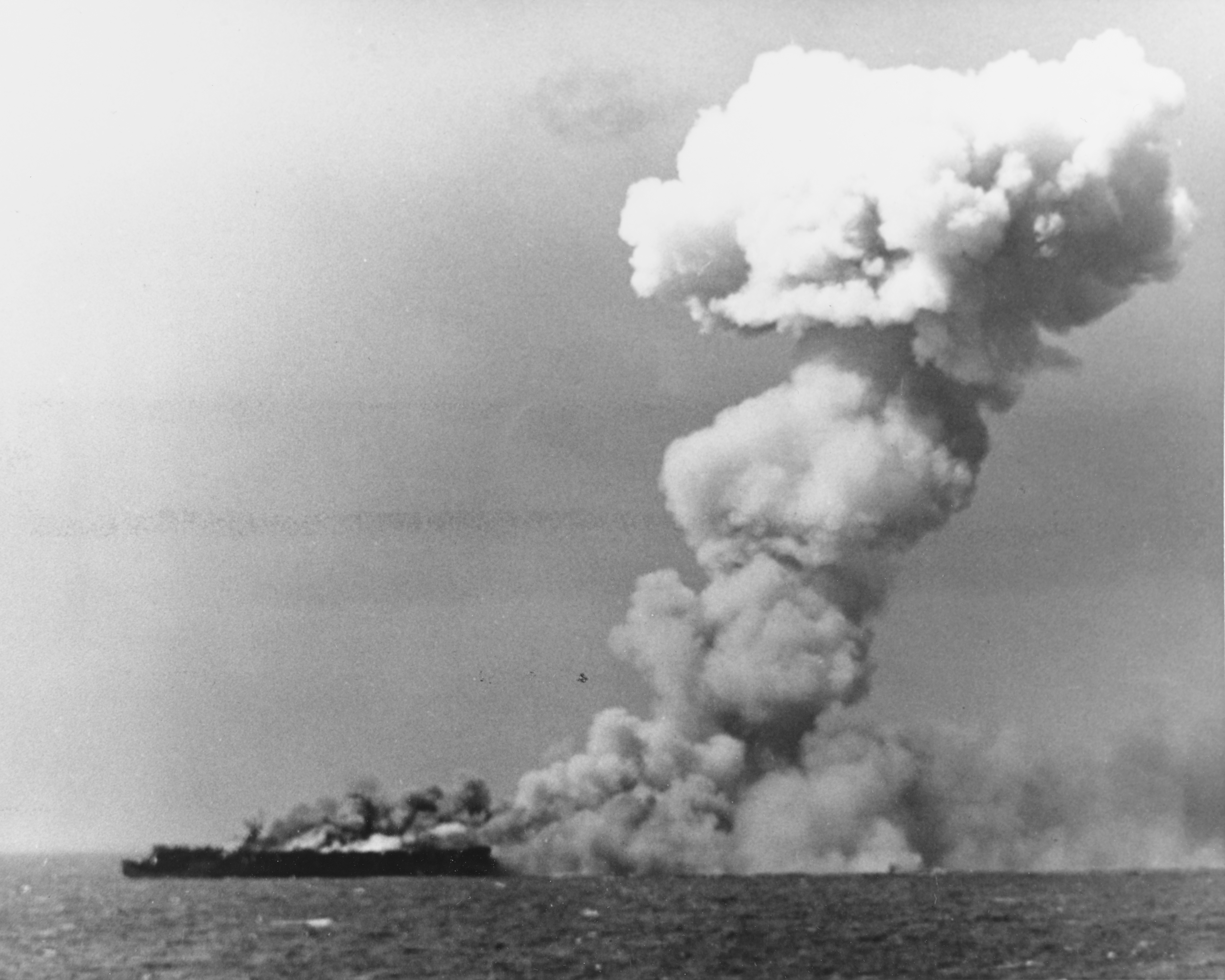
El USS Princeton en llamas durante la batalla del Golfo de Leyte.

Durante 1944 los japoneses concentraron en mantener el anillo defensivo, pero se vieron obligados a retroceder en Nueva Guinea y las islas Salomón, además de sufrir importantes derrotas en las islas Gilbert, aunque mantenían su avance en Birmania y la frontera india. Durante este año, sufrieron además importantes derrotas navales, como la de la batalla del Mar de Bismarck librada del 2 al 5 de marzo, y la de la batalla del Mar de Bering, el 26 de marzo.
Durante 1944 la situación se volvió insostenible para Japón, pues su flota fue prácticamente destruida durante la batalla del Mar de Filipinas y tropas norteamericanas desembarcaron en las islas Marshall, en la Gilbert y en las Filipinas. El bombardeo de Japón comenzó desde campos de aviación en Filipinas. El 18 de julio, el general Tōjō dimitió junto con todo su gabinete. A finales de octubre de ese año, los japoneses perdieron otro importante combate naval, la batalla del Golfo de Leyte, encuentro durante el cual aparecieron por primera vez los grupos suicidas conocidos generalmente con el nombre de kamikazes.

###### Kamikazes

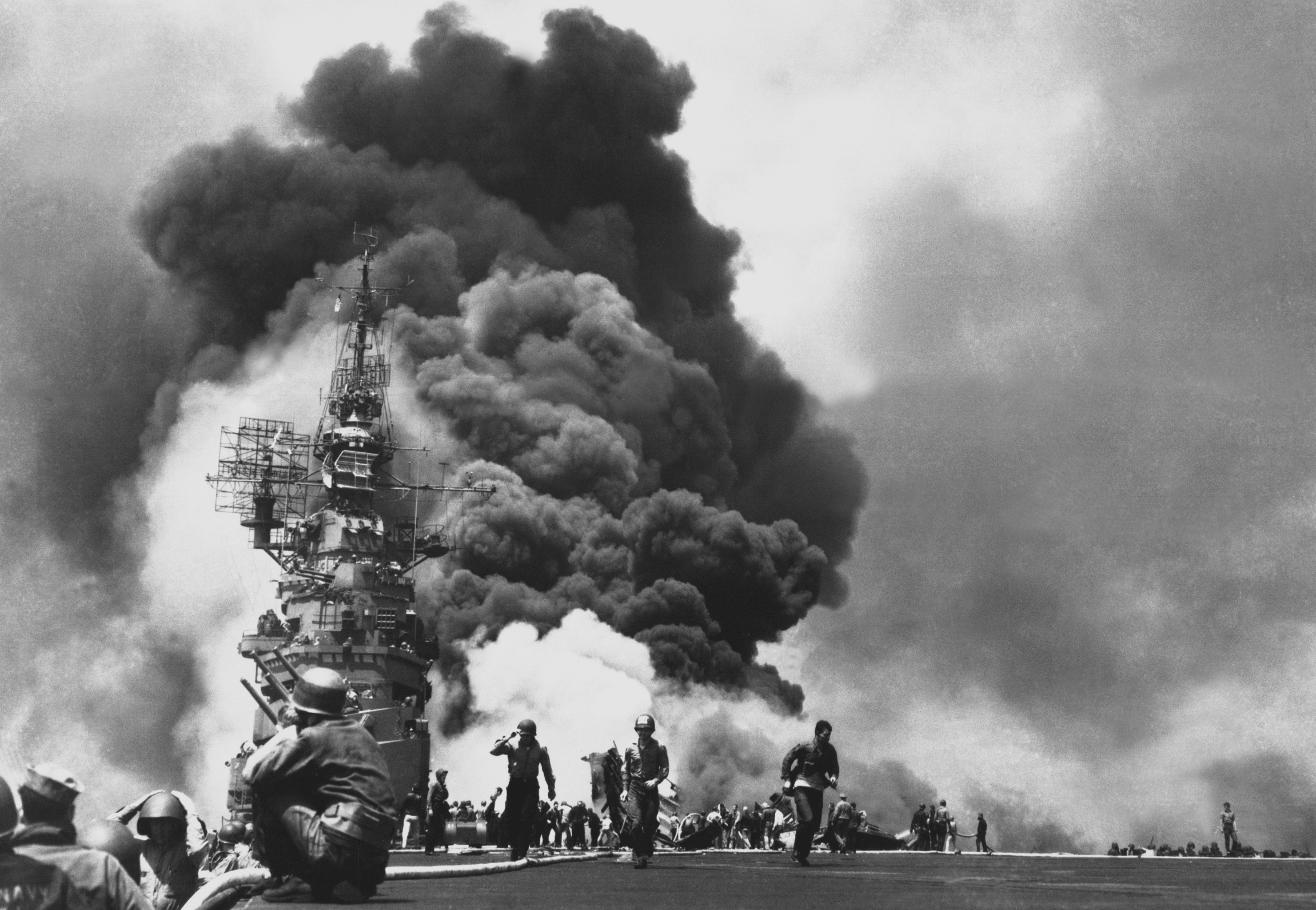
El USS Bunker Hill fue atacado por dos aviones kamikazes en menos de 30 segundos de diferencia el 11 de mayo de 1945.

Desde 1942 diferentes voces se levantaron dentro del Ejército japonés con el afán de implementar tácticas suicidas en la guerra y tratar de revertir nuevamente el signo de la guerra. Unidades especiales suicidas finalmente se formaron tanto en tierra (como en el caso de la «carga Banzai») como en el mar (como las lanchas Shin'yō). Finalmente, a mediados de 1944, el primer ministro Hideki Tōjō dio instrucciones para que los Cuerpos de Ataque Aéreo organizaran una unidad especial, lo que dio nacimiento a la Shinpū tokubetsu kōgeki tai (神風特別攻撃隊 «Unidad Especial de Ataque Shinpū»?) o por su abreviación tokkōtai (特攻隊?), más conocida en occidente como kamikazes.
La primera misión oficial exitosa de la unidad especial se llevó a cabo el día 25 de octubre y los ataques de este tipo se prolongaron hasta el fin de la Segunda Guerra Mundial.

##### 1945
Para febrero de 1945 Alemania ya se enfrentaba a una derrota segura, y durante la Conferencia de Yalta Stalin se comprometió a declararle también la guerra a Japón en los dos meses siguientes de la derrota definitiva de las fuerzas germanas.
Después de 72 días de intenso bombardeo sobre la isla, el 19 de febrero comenzó la invasión de Iwo Jima por parte de tropas norteamericanas. Después de cuatro días cayó el monte Suribachi, momento que quedó plasmado en la famosa fotografía de Joe Rosenthal. Durante esta batalla Estados Unidos perdió 6821 efectivos, mientras que en el bando japonés se estima que cerca de 22 000 soldados perdieron la vida.

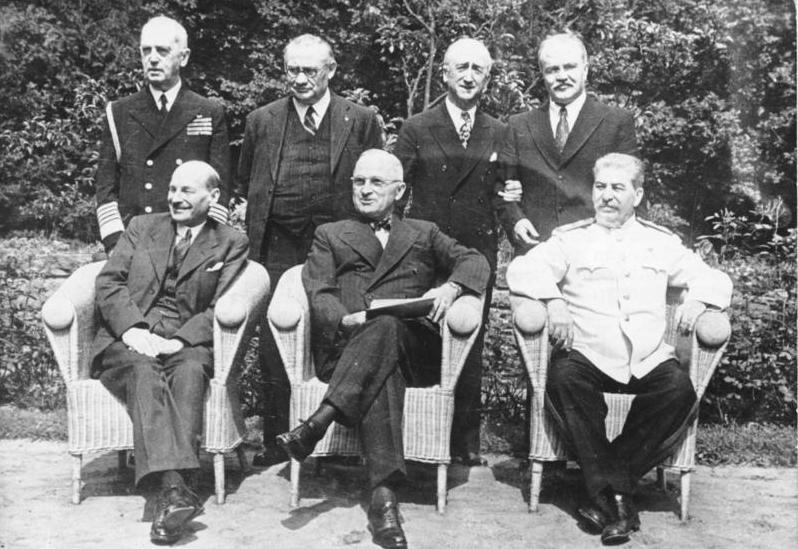
Foto de grupo tras la Conferencia de Potsdam. De izquierda a derecha y de arriba abajo: William Leahy, embajador de los Estados Unidos en Francia; Ernest Bevin, ministro de Asuntos Exteriores del Reino Unido; James Byrnes, ministro de Asuntos Exteriores de los Estados Unidos; Viacheslav Mólotov, ministro de Asuntos Exteriores de la Unión Soviética; Clement Attlee, primer ministro del Reino Unido; Harry Truman, Presidente de los Estados Unidos de América; y Iósif Stalin, líder de la Unión Soviética.

Otro cruento frente de batalla tuvo lugar en Okinawa: la invasión comenzó el 1 de abril con la «Operación Iceberg». Entre tanto, el 5 de abril el primer ministro Koiso Kuniaki dimitió de su cargo mientras la guerra se aproximaba a las islas principales de Japón. Durante dicha invasión fallecieron más de 12 000 norteamericanos, mientras que en el bando japonés se estiman 110 000 bajas. Estados Unidos perdió además 36 barcos, y 368 resultaron dañados; la mayoría por ataques kamikazes. Okinawa cayó finalmente el 21 de junio, brindando a los aliados una importante base de operaciones.
Durante la Conferencia de Potsdam, Winston Churchil y Roosevelt acordaron el empleo de la bomba atómica, y se emitió una declaración pidiendo la rendición incondicional de Japón, que fue rechazada dos días más tarde por el gobierno japonés.

##### Bombardeos atómicos sobre Hiroshima y Nagasaki
Después de la autorización de Harry Truman, los bombardeos atómicos se efectuaron el 6 y el 9 de agosto de 1945, después de seis meses de intenso bombardeo de otras 67 ciudades. El arma nuclear Little Boy fue lanzada sobre Hiroshima el lunes 6 de agosto de 1945, seguida por la detonación de la bomba Fat Man el jueves 9 de agosto sobre Nagasaki. Hasta la fecha estos bombardeos constituyen los únicos ataques nucleares de la historia.
Se estima que hacia finales de 1945, las bombas habían matado a 140 000 personas en Hiroshima y 80 000 en Nagasaki, aunque solo la mitad había fallecido los días de los bombardeos. En ambas ciudades, la gran mayoría de las muertes fueron de civiles.

##### Rendición

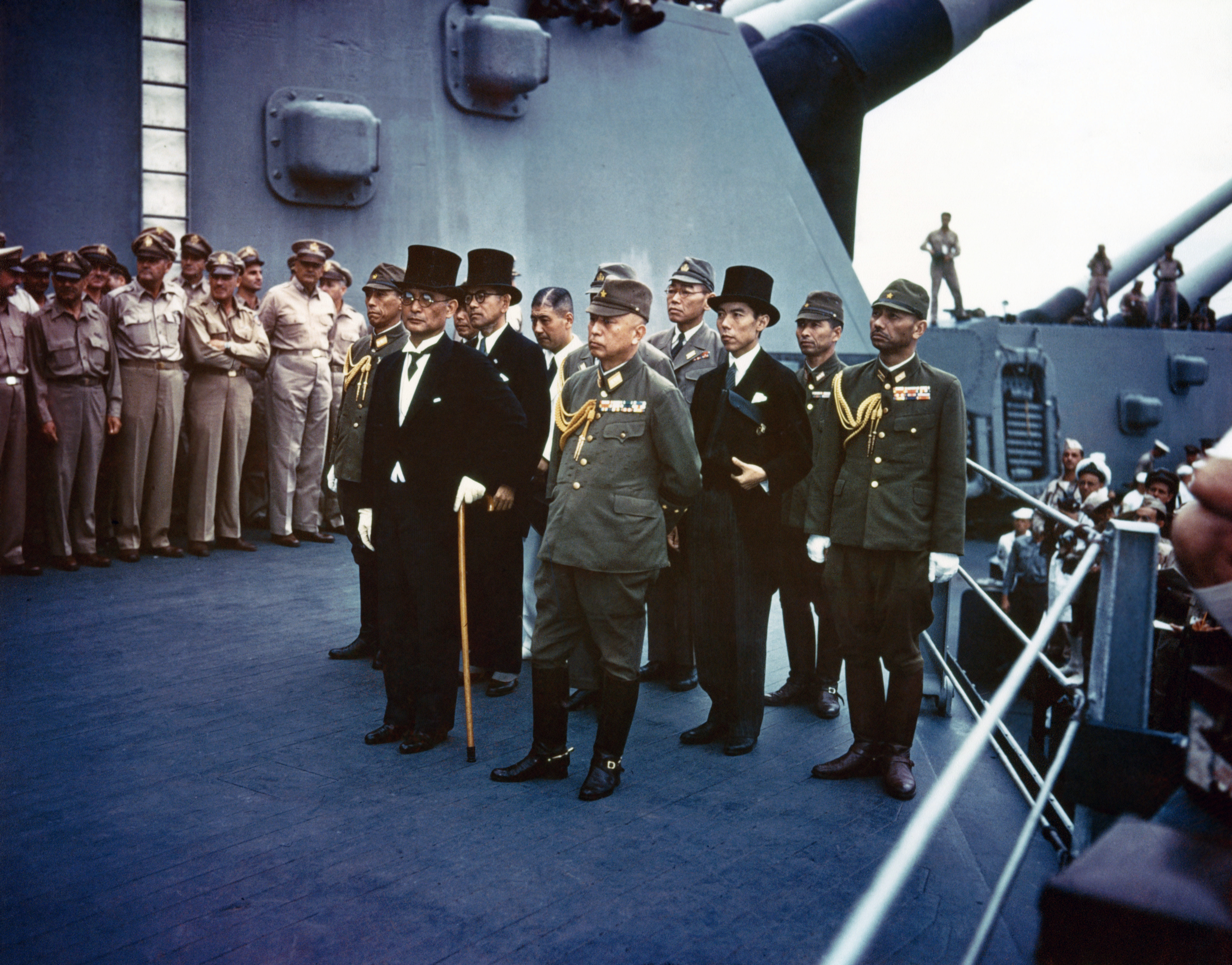
Los representantes japoneses, Mamoru Shigemitsu y Yoshijiro Umezu, a bordo del USS Missouri antes de la firma del documento de rendición el 2 de septiembre de 1945. Detrás de ellos en fila, de izquierda a derecha, el general Yatsuji Nagai, Katsuo Okazaki, almirante Tadatoshi Tomioka, Toshikazu Kase y el teniente general Suichi Miyakazi.

El 8 de agosto, la Unión Soviética declaró la guerra a Japón y comenzó una rápida campaña en Manchuria, donde cerca de 80 000 soldados japoneses perdieron la vida.
El 15 de agosto el emperador Shōwa rompió su silencio, emitió por radio la rendición incondicional de Japón ante los Aliados —era la primera vez que la inmensa mayoría de los japoneses podían oír la voz del emperador— y pidió a su pueblo que no ofreciera resistencia y a sus tropas que entregaran las armas. Dos días después, el 17, el príncipe Higashikuni fue nombrado primer ministro con la intención de supervisar la rendición del país, que se hizo oficial el 2 de septiembre a bordo del USS Missouri, lo que dio término a la guerra del Pacífico y la Segunda Guerra Mundial.
Se estima que en total Japón perdió cerca de 1 506 000 soldados y alrededor de 900 000 civiles, principalmente en el último año, a causa de los bombardeos incendiarios y atómicos.

#### Ocupación de Japón
El general Douglas MacArthur fue nombrado comandante supremo, por lo que fue el encargado de supervisar la ocupación de Japón, que duró hasta 1952.
Durante los dos primeros años se llevó a cabo un proceso de democratización y desmilitarización: se abolió el ejército y la armada, se destruyeron municiones y armas, y se transformaron fábricas de armamento para usos civiles. El sintoísmo estatal fue eliminado y se buscaron reformas políticas, económicas y sociales.

##### Juicios contra crímenes de guerra

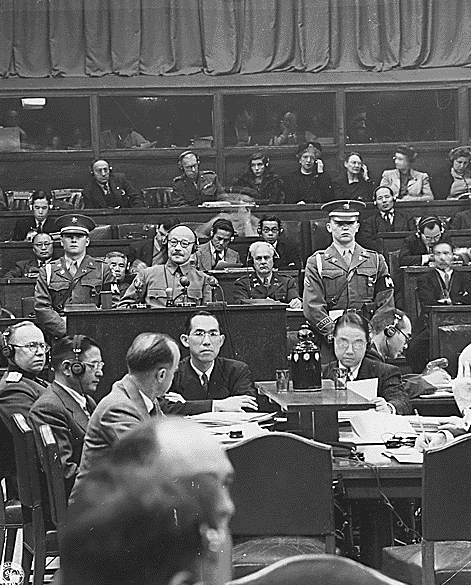
Hideki Tōjō ante el Tribunal Penal Militar Internacional para el Lejano Oriente, donde fue hallado culpable y posteriormente ejecutado.

Durante este periodo más de cinco mil soldados y oficiales japoneses fueron juzgados por crímenes de guerra, de los cuales novecientos fueron ejecutados. De estos inculpados, veintiocho fueron encarcelados en la prisión de Sugamo, y posteriormente fueron llamados a comparecer frente al Tribunal Penal Militar Internacional para el Lejano Oriente con base en Tokio, integrado por jueces de los Estados Unidos, la Unión Soviética, Gran Bretaña, Francia, Países Bajos, China, Australia, Canadá, Nueva Zelanda, India y Filipinas. Dichos juicios duraron dos años: de mayo de 1946 a noviembre de 1948.
De los 28 acusados solo 25 fueron inculpados, debido a la muerte natural de dos de ellos (Yosuke Matsuoka y el almirante Osami Nagano), y a que Okawa Shumei sufrió un colapso nervioso y ya no fue procesado. Siete fueron condenados a muerte (entre ellos Hideki Tōjō) y 16 a prisión perpetua. Shigenori Tōgō fue condenado a veinte años y Mamoru Shigemitsu a siete.

##### Constitución de Japón
MacArthur presionó al gobierno para que se modificara la antigua Constitución Meiji de 1889, ya que ni el primer ministro Kijūrō Shidehara ni su gabinete querían ser los que dieran el primer paso para reemplazar la antigua constitución por un documento más liberal. A pesar de que la recomendación inicial de MacArthur consistía en un sistema parlamentario de una sola cámara, ante la insistencia de los políticos japoneses el documento se redactó para contemplar un sistema de dos cámaras, ambas electas democráticamente. La nueva constitución, que técnicamente resultó una enmienda a la antigua más que una abrogación, se promulgó el 3 de noviembre de 1946, y entró en vigor el 3 de mayo de 1947.
Dentro de sus características destacan tres puntos: el rol simbólico del emperador, la prominencia de los derechos civiles y los derechos humanos, y la renuncia a la guerra.

##### Fin de la ocupación

Shigeru Yoshida, primer ministro de Japón, junto con enviados del gobierno firmando el Tratado de San Francisco.

La rápida estabilización de Japón llevó a un relajamiento por parte de las fuerzas de ocupación en cuanto a la censura en los medios, así como en las medidas tomadas. Se permitió el comercio extranjero y se propició una rápida recuperación en la economía. Finalmente, en septiembre de 1951 se reunieron 51 naciones en San Francisco (California) con el objeto de alcanzar un acuerdo pacífico. En dicha reunión Japón anunció su renuncia a Corea, Taiwán, las Islas Pescadores, las Islas Kuriles, Karafuto, islas obtenidas mediante mandato de la Liga de Naciones, islas del sur del Mar de China, así como territorio antártico. Japón también se comprometió a resolver cualquier disputa pacíficamente y de acuerdo a los estatutos de la Carta de las Naciones Unidas. Además se hizo del conocimiento de los presentes la renuncia del país a la guerra.
Representantes de China, India y la Unión Soviética estuvieron presentes, pero no firmaron el documento, el cual es conocido como Tratado de San Francisco o Tratado de la Paz. Este entró en vigor al año siguiente, 1952, y con ello se dio fin a la ocupación. Japón se convirtió de nuevo en una nación independiente, aunque ese mismo año se firmó un Pacto de seguridad con los Estados Unidos, con lo que se establecieron bases norteamericanas en Okinawa (bajo control estadounidense hasta 1972) e Iwo Jima (bajo control estadounidense hasta 1968). El mismo tratado fue renegociado en 1960, y sigue vigente en la actualidad.

#### Periodo posterior a la evacuación aliada

Bandera de las Fuerzas de Autodefensa de Japón, organismo creado en 1954.

##### Política
Prácticamente en cuanto comenzó la ocupación de Japón comenzaron a resurgir diversos partidos políticos. El antiguo Rikken Seiyūkai así como el Rikken Minseitō resurgieron como el Nihon Jiyūtō y el Nihon Shinpotō respectivamente. Las primeras elecciones de la posguerra se realizaron en 1946 y se caracterizaron por ser la primera vez que se les otorgó a las mujeres el derecho al voto, además de que Yoshida Shigeru fue elegido primer ministro. Para las elecciones del año siguiente, opositores de Yoshida dejaron el Jiyūtō y unieron fuerzas con el Shinpotō, dando nacimiento al Minshutō, lo que le dio fuerza al Nihon Shakai-tō o Partido Socialista, el cual formó un gabinete de corta duración hasta que su poder decayó nuevamente.
Yoshida regresó como primer ministro en 1948, puesto que desempeñó hasta 1954.
Continuas divisiones en los partidos políticos así como la sucesión de gobiernos por parte de minorías políticas llevaron a miembros conservadores a formar el Jiyū Minshutō o Partido Liberal Democrático en noviembre de 1955, el cual mantuvo el poder constantemente entre 1955 y 1993.
Después de varias reorganizaciones en las fuerzas armadas, en el año de 1954 se formaron las Fuerzas de Autodefensa bajo una dirección civil.
La situación mundial por la Guerra Fría así como la guerra cercana en Corea fomentó el desarrollo económico así como la supresión del socialismo bajo la influencia norteamericana.

##### Desarrollo económico

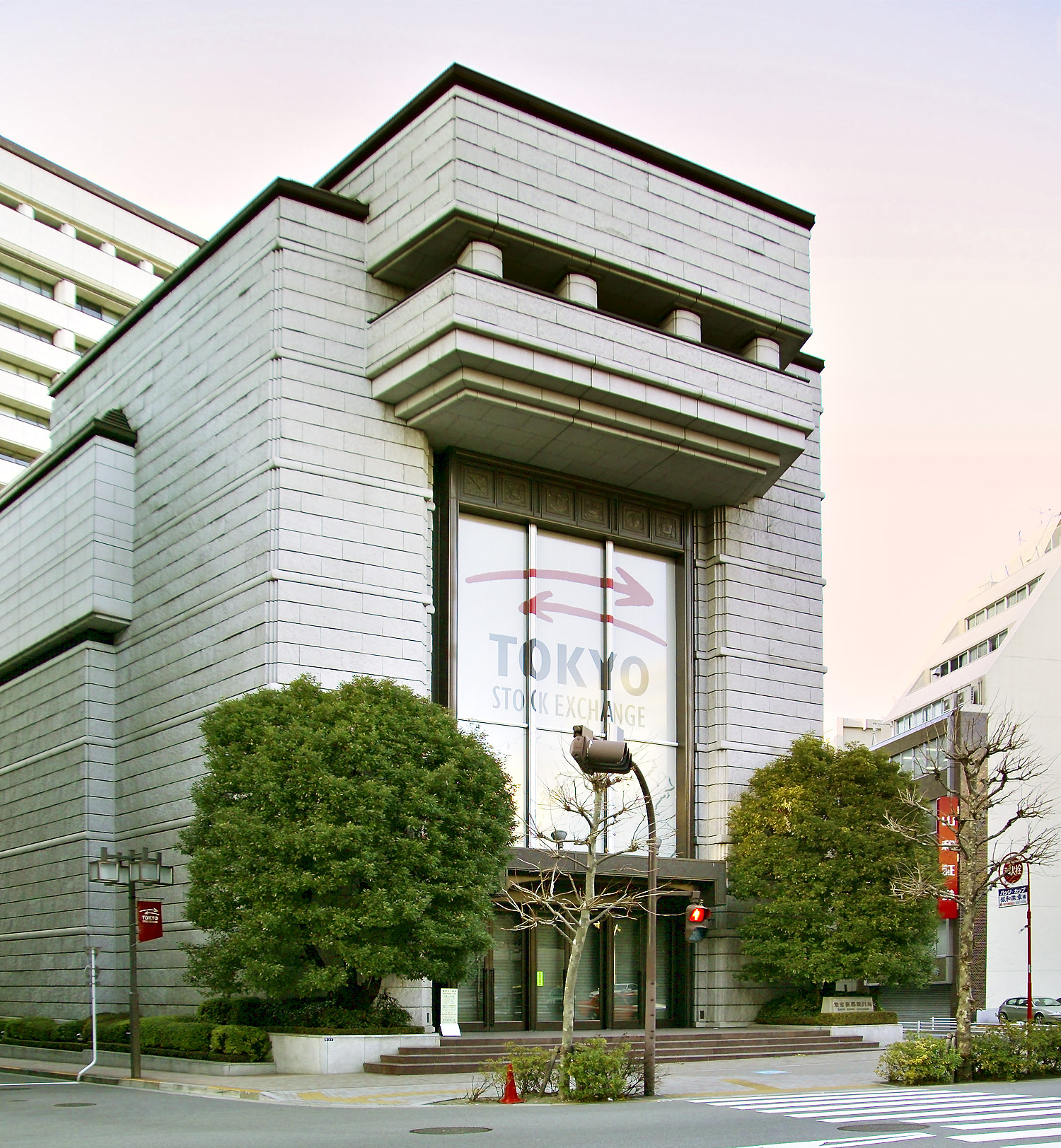
La Bolsa de Valores de Tokio sufrió un crack bursátil el 20 de octubre de 1987.

A lo largo de toda la posguerra la economía japonesa comenzó con un crecimiento más allá de cualquier expectativa, el llamado milagro japonés. El país rápidamente se puso a la par con Occidente tanto en comercio exterior, producto nacional bruto, como en calidad de vida; logros que fueron remarcados por los Juegos Olímpicos de Tokio de 1964 (los primeros Juegos Olímpicos en Asia y para los cuales se inauguró la primera línea del tren bala shinkansen), y la Exposición Internacional de Osaka de 1970.
A partir de la segunda mitad del siglo XX, Japón sería reconocido por su alta tecnología. Con el crecimiento económico se convirtió en la potencia más importante del mundo a nivel de exportaciones, con prevalencia en los campos de la electrónica, informática, robótica, industria automotriz y la banca, con lo que hubo grandes beneficios económicos.
El crecimiento económico y la tranquilidad política de mediados de la década de 1960 se vieron interrumpidos por la súbita alza de precios en el petróleo decretada por la OPEP en 1973, lo que provocó la primera recesión en Japón desde la Segunda Guerra Mundial.
El año de 1987 fue también uno importante en Japón: el precio de los inmuebles había estado creciendo constantemente, la inflación alcanzó su punto más alto desde 1975, el desempleo llegó hasta la cifra histórica del 3,2 por ciento, y existía un gran descontento hacia el gobierno de Yasuhiro Nakasone. Finalmente, aunque desde hacía algunos meses la economía parecía repuntar, el 20 de octubre de ese año la Bolsa de Valores de Tokio sufrió un crack bursátil.

##### Relaciones internacionales
La mayor crisis política de la posguerra tuvo lugar en 1960, cuando se revisó el Pacto de Asistencia Mutua de Seguridad, ratificado con el nombre de «Tratado de Mutua Cooperación y Seguridad» y que causó manifestaciones masivas en las calles como símbolo de rechazo, y la renuncia del gabinete un mes después de que la Dieta aprobara el nuevo tratado. Después de varios años de manifestaciones, la opinión general de los ciudadanos japoneses respecto a los Estados Unidos mejoró en 1972 cuando Okinawa fue puesto bajo soberanía japonesa nuevamente.
Japón restableció además relaciones con la República de China al finalizar la Segunda Guerra Mundial, pero debido al apoyo que brindaron al gobierno nacionalista exiliado en Taiwán, se generaron fricciones con el gobierno de la República Popular de China. La relación con este país se restableció nuevamente en 1972.
La relación con la Unión Soviética ha sido problemática debido a que Japón reclama como suyas diversas islas ocupadas por dicho país durante los últimos días de la guerra: las islas en disputa son Etorofu y Kunashiri, Shikotan, y las islas Habomai.

### Período Heisei

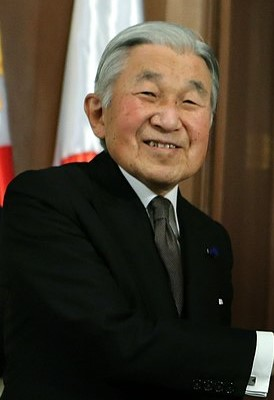
Akihito, emperador de Japón durante la era Heisei.

La Era Heisei comenzó el 8 de enero del año 1989, un día después de la muerte del emperador Shōwa y el consiguiente ascenso al trono del príncipe Akihito.
Durante esta era comenzó el estallido de la burbuja financiera e inmobiliaria en Japón: desde finales de 1987 los precios de las acciones y del suelo se inflaron de forma continua y acelerada, y aunado a tasas de interés bajas, crearon una burbuja especulativa. Después de la caída del dólar durante el «Lunes negro», inversionistas japoneses comenzaron a adquirir propiedades y empresas estadounidenses, lo que llevó a la Reserva Federal a tomar diversas medidas para contrarrestar la política económica japonesa. Durante el mes de mayo de 1989, el Banco de Japón elevó finalmente la tasa de interés hasta cuatro veces, por lo que desde principios del año siguiente la economía de burbuja comenzó a colapsar.
En el año de 1993, y en medio de acusaciones de corrupción dentro del Partido Demócrata Liberal, una coalición liderada por Morihiro Hosokawa tomó momentáneamente el poder, aunque su falta de unidad, los desastres del gran terremoto de Hanshin-Awaji que destruyó Kōbe, mató a más de seis mil personas y causó pérdidas por diez billones de yenes en 1995, sumado posteriormente a un ataque con gas sarín en el metro de Tokio por una secta apocalíptica ese mismo año, provocó la derrota del gobierno de coalición en 1996 frente al Partido Liberal Democrático, el cual eligió a Ryūtarō Hashimoto como primer ministro. Sin embargo, con la inestabilidad económica, fue reemplazado por Keizō Obuchi en 1998, quien propició la estabilización de la economía, pero falleció en 2000 a consecuencia de un derrame cerebral. Yoshirō Mori sucedió a Obuchi y fue considerado ampliamente impopular por sus errores en el gobierno y fue reemplazado por Jun'ichirō Koizumi en 2001.
Koizumi implantó una serie de reformas económicas enfocadas en la deuda gubernamental, que lograron detener la crisis económica y propiciaron un aumento de la popularidad del gobierno. Koizumi se mantuvo en el cargo hasta su renuncia en el 2006, aun cuando en el 2005 el Partido Liberal Democrático obtuvo una aplastante victoria en las elecciones legislativas. También durante el gobierno de Koizumi se aprobó en 2004 el envío de un gran contingente de seiscientos soldados de las Fuerzas de Autodefensa de Japón a Irak, sin el aval de las Naciones Unidas, con el fin de apoyar la reconstrucción de Irak, lo que supuso la primera actuación de un contingente militar de gran tamaño fuera del país desde el fin de la Segunda Guerra Mundial, y originó una polémica sobre la interpretación del Artículo 9 de la Constitución de Japón, en el que se prohíben los actos de guerra por el Estado.
El año 2004 estuvo marcado por una serie de desastres naturales: una cifra histórica de diez tifones por año golpearon en Japón, y particularmente el del mes de octubre dejó noventa y cuatro personas muertas o desaparecidas. Fuertes lluvias e inundaciones, que afectaron las prefecturas de Niigata, Fukushima y Fukui se cobraron la vida de veinte personas más. En el mismo mes de octubre, un terremoto golpeó la parte central de la prefectura de Niigata, donde murieron sesenta y cuatro personas, más de cuatro mil ochocientas resultaron lesionadas y cien mil habitantes tuvieron que ser evacuados. Dicho terremoto ocasionó además el descarrilamiento del shinkansen; la primera vez que ocurría en cuarenta años.
Tras la renuncia de Koizumi surgieron una serie de gobiernos débiles y efímeros: Shinzo Abe, sucesor de Koizumi, renunció en septiembre de 2007 por una serie de escándalos de corrupción y por su escaso liderazgo. Fue sucedido por Yasuo Fukuda, quien tampoco pudo gobernar eficientemente y renunció en septiembre de 2008. Le sucedió Taro Aso, quien era considerado uno de los miembros más carismáticos dentro del Partido Liberal Democrático, pero no pudo concentrar las diversas facciones cuando asumió la jefatura de Gobierno, y su afán por adelantar las elecciones legislativas, antes de resolver la crisis económica derivada del caos financiero de Estados Unidos, le ocasionó una bajada drástica en su popularidad.
En las elecciones del 2009, la coalición conformada por el Partido Democrático de Japón, el Partido Socialdemócrata de Japón y el Nuevo Partido del Pueblo ganó las elecciones, por lo que Yukio Hatoyama fue elegido primer ministro y sucesor de Tarō Asō, lo que puso fin a más de cincuenta años de dominio hegemónico del Partido Liberal Democrático. No obstante, el gobierno de Hatoyama fue efímero, con una duración de ocho meses, luego de que este reconfirmara la presencia del ejército estadounidense en Okinawa, a pesar de la negativa de la población japonesa, causando un fraccionamiento en la alianza de gobierno y en la posterior dimisión de Hatoyama el 2 de junio de 2010. Fue sustituido por Naoto Kan, también del Partido Democrático, tomando posesión como primer ministro el 8 de junio. Kan sería reemplazado por Yoshihiko Noda, otro dirigente del Partido Democrático, el 2 de septiembre de 2011. El desgaste del gobierno de Noda y del Partido Democrático, condujo al retorno al poder del Partido Liberal Democrático en las elecciones generales de diciembre de 2012, siendo Shinzo Abe designado nuevamente como primer ministro.
Durante este período Japón se convirtió en la tercera potencia económica mundial desde 2009 (por detrás de China, que ocupa el segundo lugar; y los Estados Unidos), aunque su tasa de desempleo era de 5,7%; la más alta desde la Segunda Guerra Mundial.

#### Terremoto y tsunami de 2011 y accidente nuclear en Fukushima

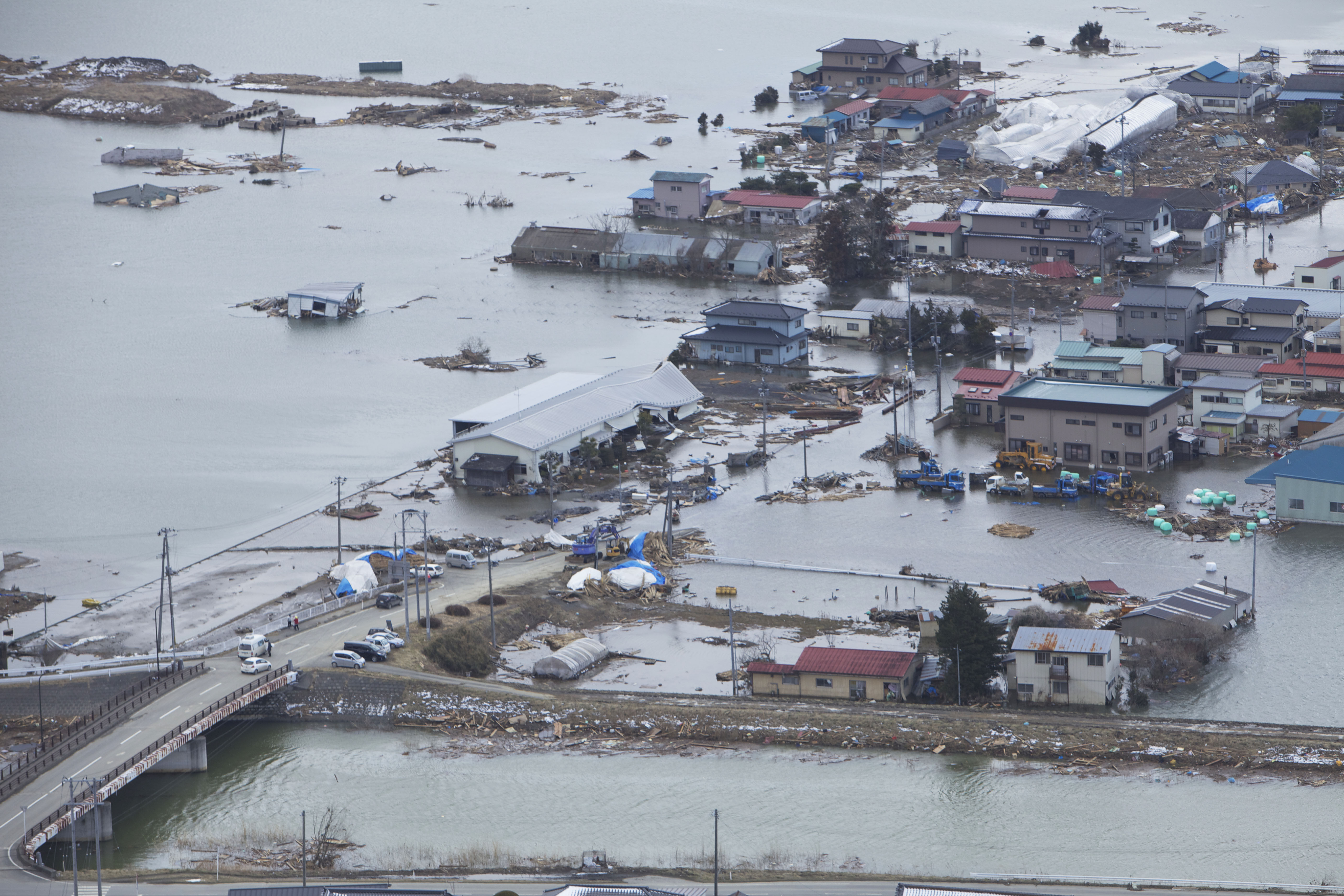
Vista aérea de Minato tras el terremoto

El viernes 11 de marzo de 2011 a las 14:46 hora japonesa tuvo lugar un terremoto de 9,0 en la escala de Ritcher que creó olas de maremoto de hasta 40,5 metros. El epicentro del terremoto se ubicó en el mar, frente a la costa de Honshu, 130 km al este de Sendai, en la prefectura de Miyagi. La magnitud de 9,0 lo convirtió en el terremoto más potente sufrido en el país, así como el cuarto más potente del mundo de todos los terremotos medidos hasta la fecha.
La Agencia de la Policía Nacional japonesa confirmó 15 845 muertes, 380 personas desaparecidas y 5893 heridos a lo largo de dieciocho prefecturas de Japón. El Ministerio de Asuntos Exteriores japonés confirmó la muerte de diecinueve extranjeros de nacionalidad estadounidense, canadiense, china, coreana (del Sur y del Norte), paquistaní, y filipina.
La agencia de policía añadió el 3 de abril de 2011 que 45 700 construcciones fueron destruidas y 144 300 fueron dañadas por el tsunami y el terremoto. Los daños en construcciones incluyen 29 500 estructuras en la prefectura de Miyagi, 12 500 en la prefectura de Iwate y 2400 en la prefectura de Fukushima. Trescientos hospitales de Tohoku fueron dañados por el desastre, once de ellos siendo completamente destruidos.
Se declaró un estado de emergencia en la central nuclear de Fukushima 1 de la empresa Tokyo Electric Power a causa de la falla de los sistemas de refrigeración de uno de los reactores. Se encontraron niveles de radiación ocho veces superiores a los normales existiendo la posibilidad de una fusión del núcleo.

#### Abdicación de Akihito
El 8 de agosto de 2016, el emperador Akihito anunció a través de un inusual discurso televisado, un notable declive en su salud, cosa que fue interpretada como una intención de abdicación.
Tras esto, se iniciaron los preparativos para permitir dicha abdicación a través de una enmienda legislativa. El 8 de junio de 2017, la Dieta de Japón aprobó la enmienda y dio luz verde al gobierno para realizar los preparativos para la transición imperial, siendo la primera luego de dos siglos. La abdicación ocurrió el 30 de abril de 2019, donde Akihito asumiría el título de «emperador emérito» (Jōkō) y al día siguiente el Príncipe Heredero Naruhito asumió el título de emperador, dando fin a la era Heisei.

### Período Reiwa
El período Reiwa inició el 1 de mayo de 2019, con la asunción de Naruhito como 126° Emperador de Japón (aunque su coronación oficialmente se realizó el 22 de octubre).
Esta era se inicia políticamente con un poder consolidado de Shinzo Abe, quien gobierna Japón continuamente desde 2012. El 4 de julio de 2019, el país entró en una guerra comercial con Corea del Sur, luego que este país dio luz verde para que personas demanden extraterritorialmente a empresas japonesas por daños durante el período de ocupación.
El 18 de julio de 2019 ocurriría el ataque incendiario contra Kyoto Animation, convirtiéndose en la mayor masacre en la historia tras el fin de la Segunda Guerra Mundial, llegando a morir 36 personas. El 12 de octubre de 2019, el tifón Hagibis golpeó la región de Kanto, matando a 83 personas y convirtiéndose en el ciclón más fuerte en azotar la zona capital de Japón desde 1958.
El 8 de julio de 2022, mientras realizaba un discurso público en la localidad de Nara, el ex primer ministro de Japón, Abe Shinzo es agredido con dos disparos y horas más tarde falleció.
Para el 24 de agosto de 2023, el Gobierno de Japón dio inicio al proceso de descargar el agua tratada y diluida de la central nuclear Fukushima I al océano Pacífico.

## Gobierno en la historia de Japón

### Emperadores

Emblema de la flor de crisantemo, sello imperial de Japón.

Desde el punto de vista mitológico del sintoísmo, reflejado en el Kojiki y el Nihonshoki, Japón tiene un origen divino al haber sido fundado por el emperador Jinmu, ascendiente directo de la diosa del sol Amaterasu, en el siglo VII a. C.. Jinmu además es considerado tradicionalmente como el primer emperador de la historia.
Aunque generalmente estos mitos no son considerados como fuentes históricas, en general es aceptado que los emperadores o tennō (天皇?   lit. «Soberano celestial») han reinado por más de 1500 años, siendo todos ellos descendientes de la misma familia imperial.
A pesar de la larga tradición, el poder real ejercido por los emperadores ha sido simbólico o limitado a lo largo de casi toda la historia, aunque los verdaderos gobernantes (como los regentes Fujiwara y los Hōjō o los distintos shogunes) respetaban su investidura y buscaban que legitimaran su gobierno.
El actual emperador es Naruhito, quien tendrá como nombre «Reiwa» al momento de su fallecimiento, y es el 126.º de la lista tradicional.

### Shogunes

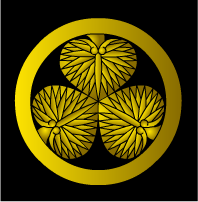
Mon del clan Tokugawa.

Durante el siglo XII y hasta 1868 el shōgun se constituyó como el gobernante de facto de todo el país, aunque teóricamente el Emperador era el legítimo gobernante y este depositaba la autoridad en el shōgun para gobernar en su nombre. Durante este tiempo, el Emperador se vio obligado a delegar completamente cualquier atribución o autoridad civil, militar, diplomática y judicial a quien tuviera dicho título, dedicándose exclusivamente a tareas espirituales, pues actuaba como «sacerdote en jefe» de la religión oficial del país, el sintoísmo.
Durante las décadas de 1850 y 1860 el shogunato se vio severamente presionado tanto al exterior, por las potencias extranjeras, como al interior. Fue entonces cuando diversos grupos enfadados con el shogunato por las concesiones realizadas a los diversos países europeos encontraron en la figura del Emperador un aliado mediante el cual podían expulsar al shogunato Tokugawa del poder. El lema de dicho movimiento fue sonnō jōi (尊王攘夷?   «Reverenciar al Emperador, expulsar a los bárbaros») y finalmente tuvo éxito en 1868, cuando el poder imperial fue restablecido después de siglos de estar en la sombra de la vida política del país. Con esto, el shogunato fue abolido.

### Primeros ministros

Emblema oficial del primer ministro de Japón.

En el sistema político japonés, el poder ejecutivo está investido en el gabinete, cuya cabeza es el primer ministro, responsable del nombramiento y remoción de los miembros del gabinete.
El primer ministro en este país es elegido por el partido político que obtiene la mayoría de los escaños de la Dieta (la Cámara de Representantes y la Cámara de Consejeros), siendo generalmente el presidente del partido.
Desde su formación en 1955, el Partido Liberal Democrático de carácter conservador, mantuvo casi continuamente el poder, salvo por períodos cortos. A octubre del 2024, el primer ministro es Shigeru Ishiba, del Partido Liberal Democrático de Japón, y es el 101.º primer ministro en la historia de Japón.

### En español
- HistoriaJaponesa.com
- Historia de Japón
- La historia del Japón, por Taro Sakamoto. Asociación Internacional para Información Educacional
- Breve historia de Japón (enlace roto disponible en Internet Archive; véase el historial, la primera versión y la última).
- Podcast sobre la historia de Japón

### En inglés
- Japanese History
- Nippon in the World
- World-Wide Web Virtual Library: Japan
- World History Archives: The history of Asia

- Datos: Q130436
- Multimedia: History of Japan / Q130436